# 新大阪駅

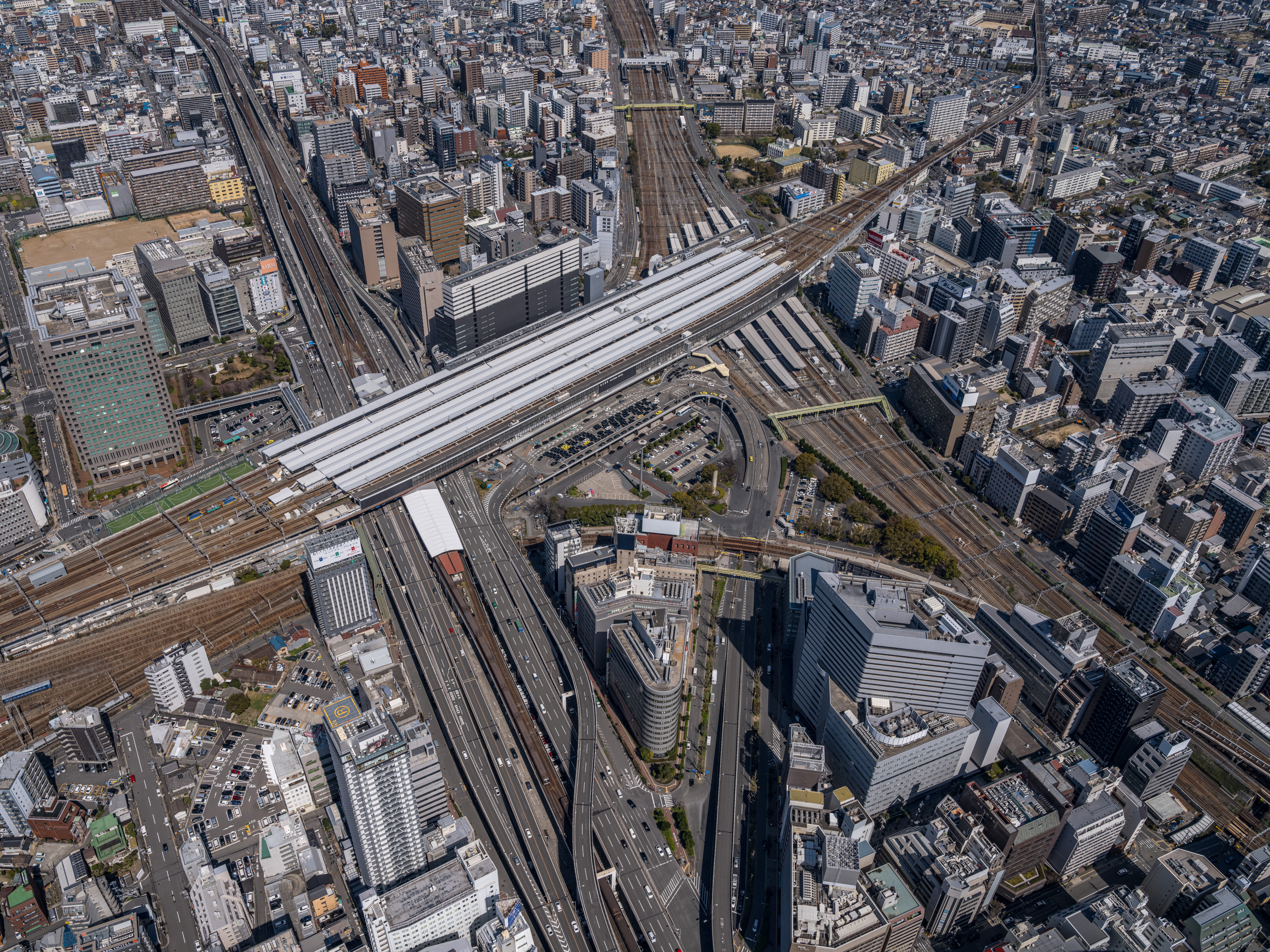
横方向が新幹線。画面右側は東海道本線、左側の道路中央部が御堂筋線。（2020年3月）

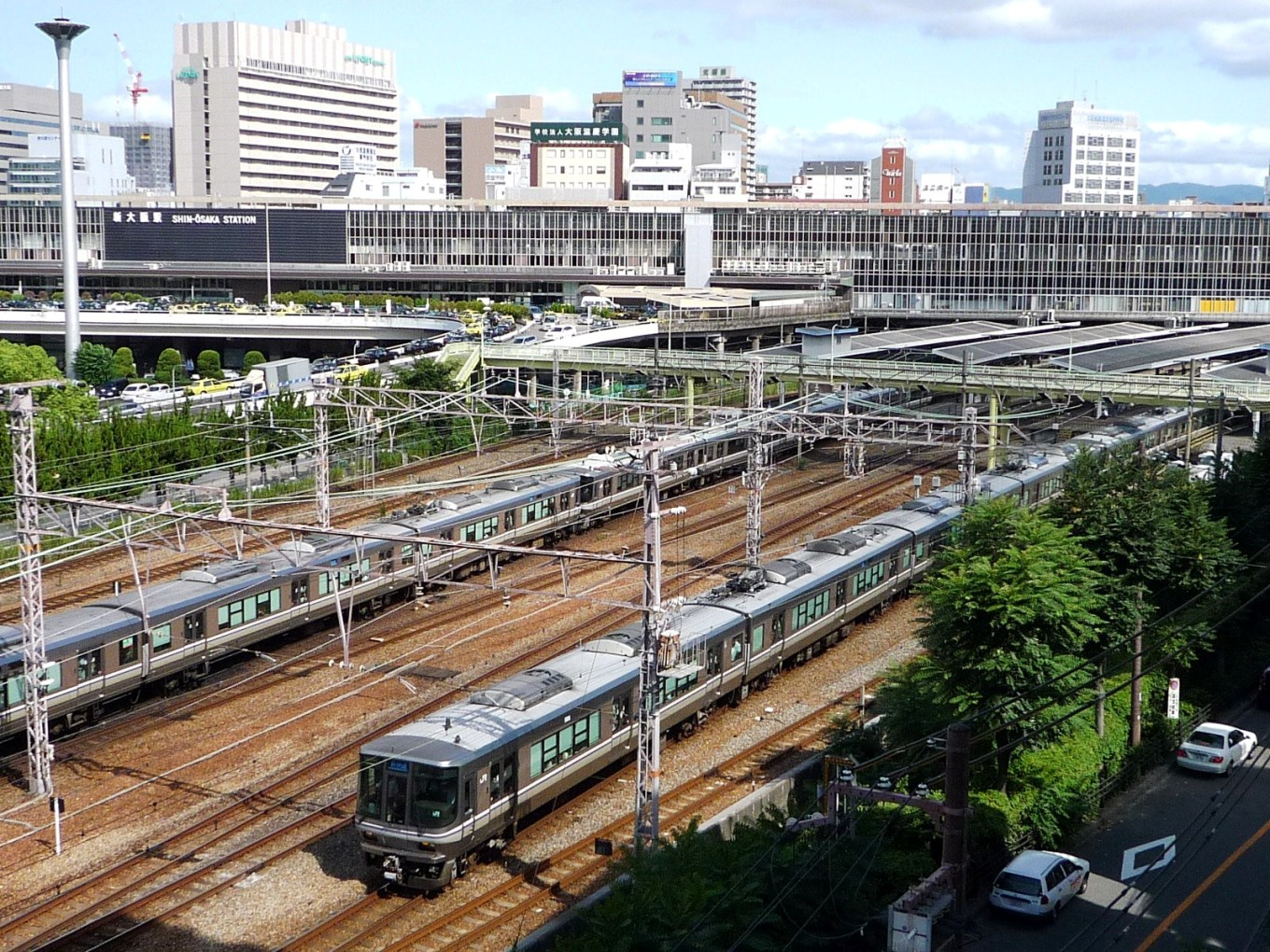
JR新大阪駅の在来線ホーム（手前から奥へ）と新幹線ホーム（左右）。手前で上下すれ違うのは東海道本線（JR京都線）の新快速。また、新幹線駅前の道路は立体化されてロータリーとなり、タクシーでひしめいている。（2008年8月）

新大阪駅（しんおおさかえき）は、大阪府大阪市淀川区西中島五丁目にある、西日本旅客鉄道（JR西日本）・東海旅客鉄道（JR東海）・大阪市高速電気軌道（Osaka Metro）の駅。
大阪府内では唯一の新幹線停車駅である。東海道新幹線の終点および山陽新幹線の起点となっており、当駅を営業区間に含む全列車が停車するほか、当駅を始発終着とする列車が数多く設定されている。さらに、現在建設中の北陸新幹線とリニア中央新幹線も当駅が終点となる予定である（後述）。
新幹線に接続して北陸や山陰、南紀（和歌山）・関西空港方面へのJR西日本在来線特急列車が発着し、北近畿ビッグXネットワークではその一端を担っている。大阪市北部の中心地である梅田（キタ）は淀川を挟んで当駅から南方へ約3kmの距離にあり、同地にあるJR大阪駅までは在来線の東海道本線（JR京都線）で1駅、Osaka Metro梅田駅までは御堂筋線で3駅である。

## 乗り入れ路線
- JR
  - 新幹線 - 東海道新幹線（当駅終点）、山陽新幹線（当駅起点）
  - 東海道本線（JR京都線, JR-A46）
  - おおさか東線 （JR-F02）
- Osaka Metro
  - 御堂筋線 （M13）

東海道新幹線は当駅が終点であり、山陽新幹線は当駅が起点となっている。この両新幹線の路線は当駅を介して相互直通運転が実施されており、総称として「東海道・山陽新幹線」の路線名称が使用されることがある。また2011年3月12日からは、全線開業した九州新幹線からの列車が当駅まで乗り入れを開始し、総称として「山陽・九州新幹線」の路線名称が使用されることがある。
1987年4月1日の国鉄分割民営化以降、東海道新幹線はJR東海、山陽新幹線と東海道本線がJR西日本の管轄となっている。新幹線は当駅がJR東海・JR西日本の境界駅となっているが、新幹線構内はJR東海が全面的に駅を管轄している。また東海道本線の当駅を含む京都駅 - 大阪駅間には「JR京都線」の愛称が設定されており、JR西日本の旅客案内では基本的にこの愛称が使用されている。
JR東海・JR西日本の駅は特定都区市内制度における「大阪市内」に属する。JR西日本（在来線）の駅はアーバンネットワークエリアに属しており、管理駅（駅長が配置された直営駅）として東淀川駅およびおおさか東線の南吹田駅、JR淡路駅を管理している。
JRの駅の事務管コードは、▲610155となっている。

### 乗車カード対応
JR西日本の駅はICOCA、Osaka Metroの駅はPiTaPaの各IC乗車カードの利用可能エリア内に含まれており、それぞれ相互利用可能なICカードにも対応している。新幹線ではEXサービス（EX予約・スマートEX）で予約を行い、交通系ICカードの登録を行えば利用可能。

## 歴史

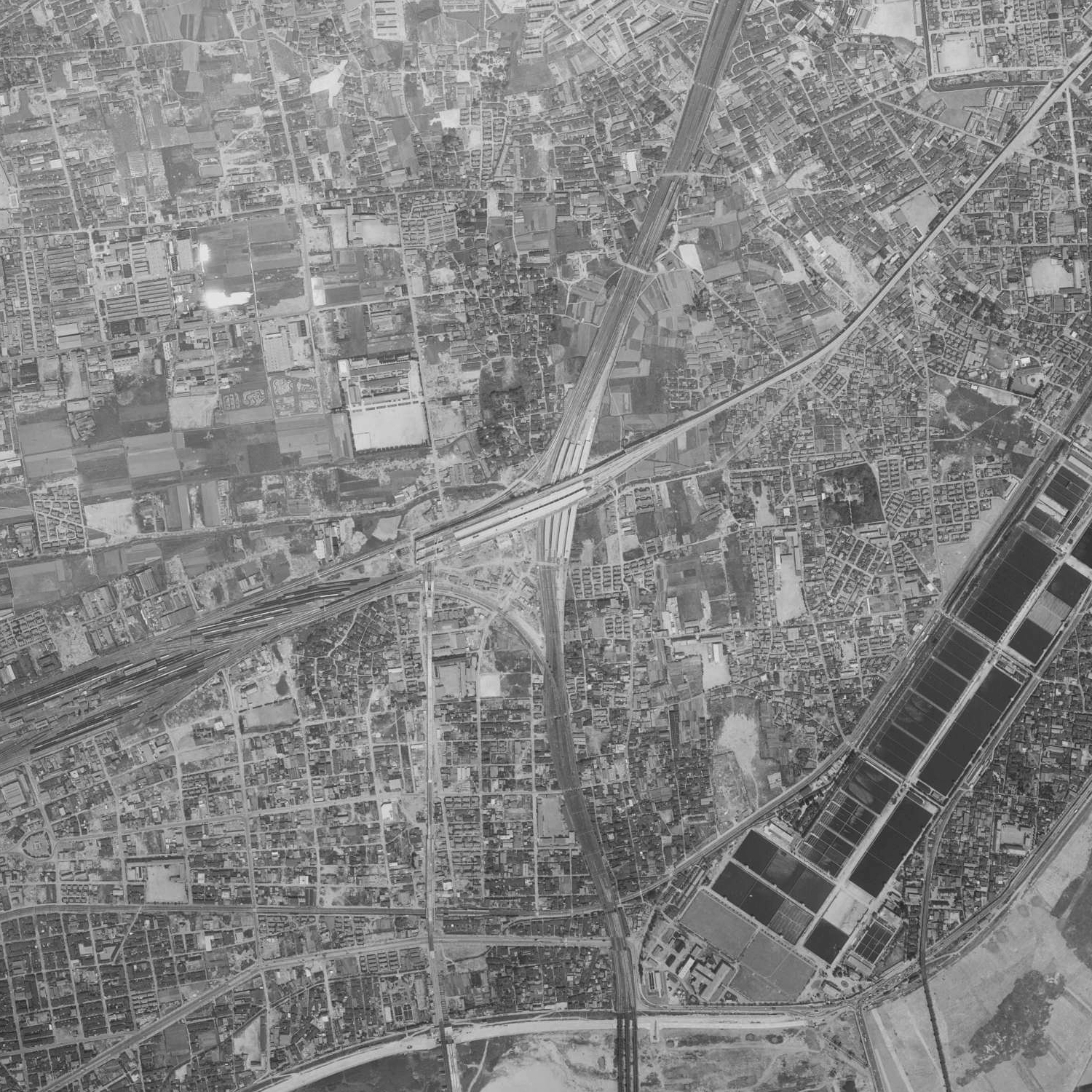
開業前の新大阪駅周辺の白黒空中写真（1964年5月撮影）

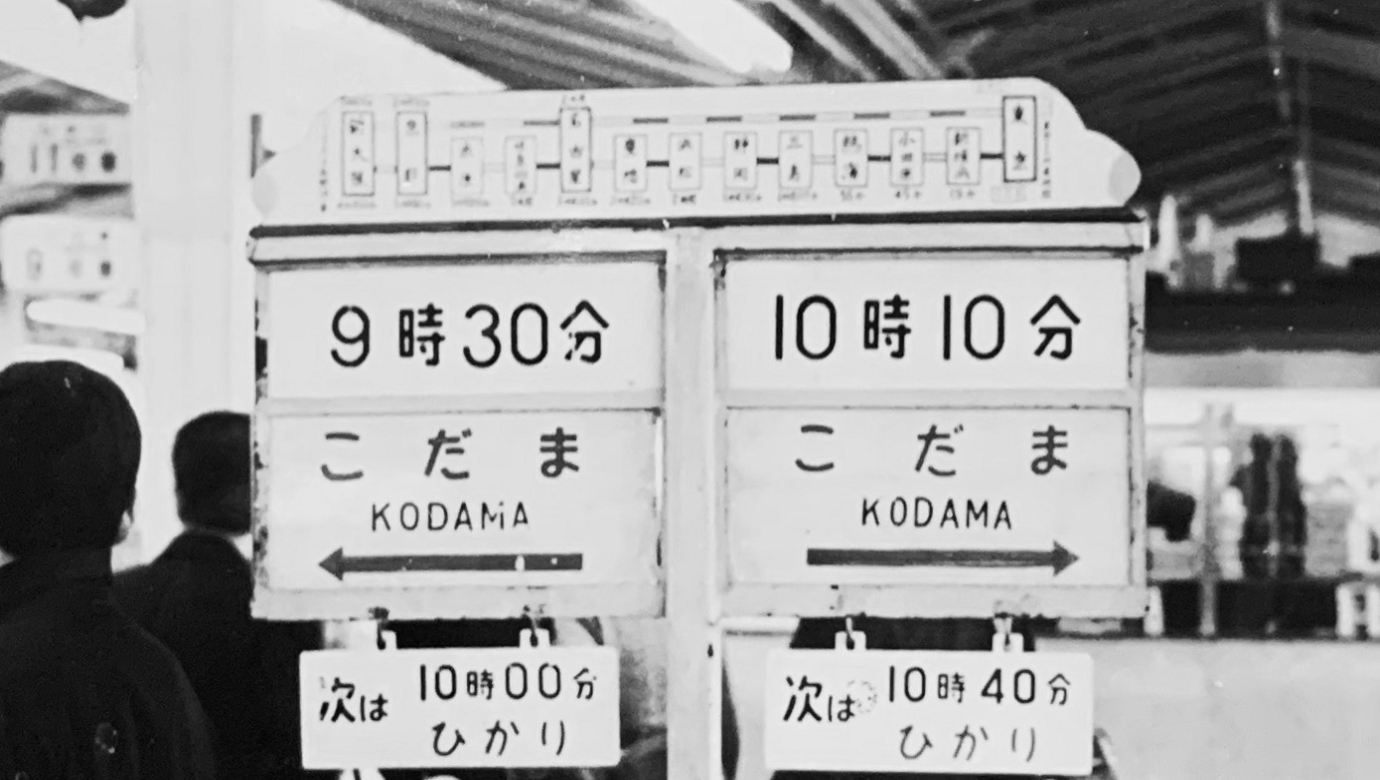
新幹線ホームのサボ式発車標
（1960年代末）

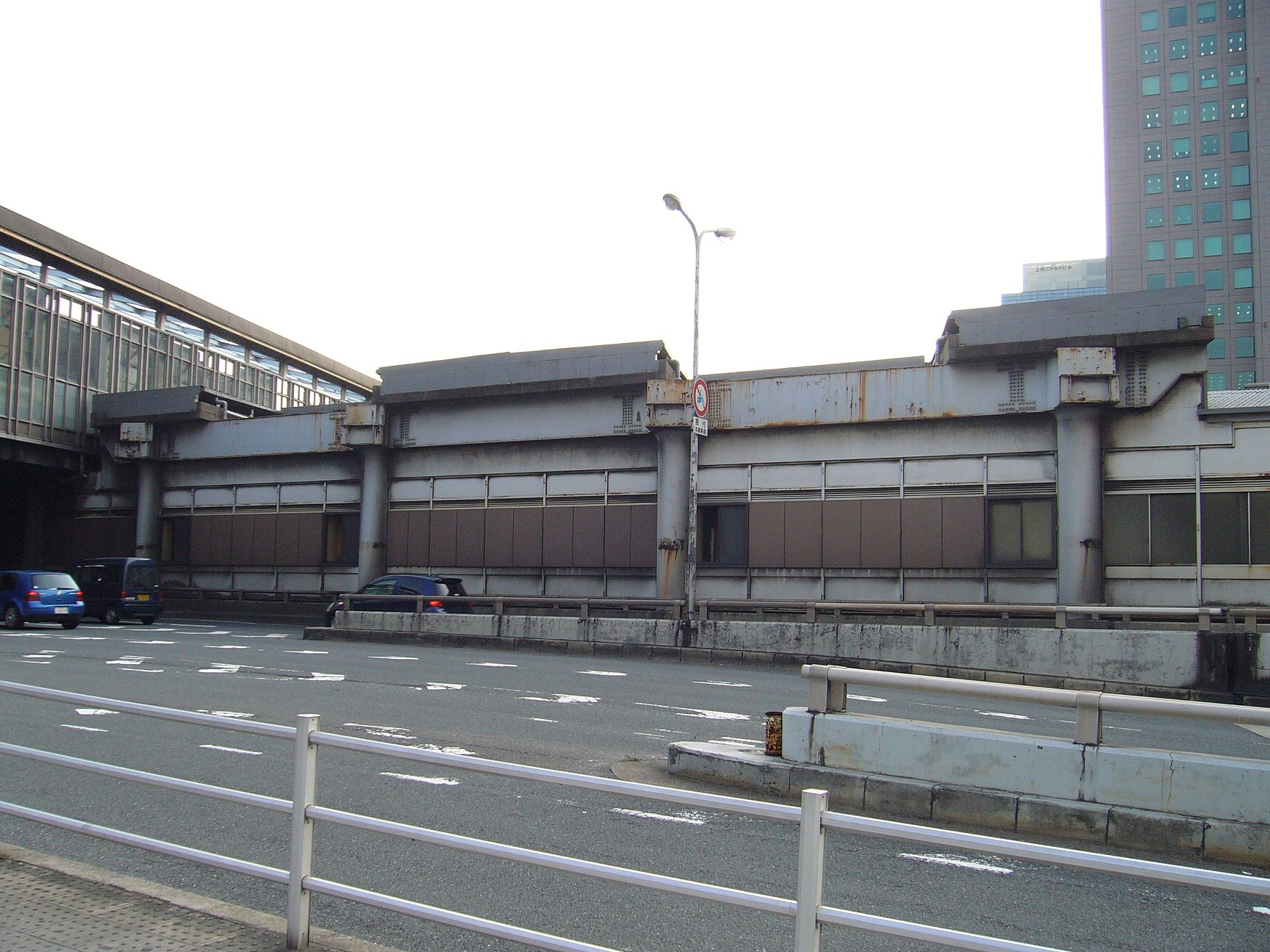
御堂筋線ホーム屋根上に設けられた、阪急新大阪連絡線の準備施設

1964年10月1日の東海道新幹線の開業に先立ち、大阪市営地下鉄御堂筋線（現Osaka Metro御堂筋線）の駅が同年9月24日に開業した。当時の駅は、用地買収の遅れから現在のホームの南半分（梅田側）のみ完成での開業で、さらに南側に木製の仮設ホームを継ぎ足してホーム長を確保していた。梅田側の上下線がホームの手前から大きく開いているのは、その仮設ホームがあった頃の名残である。当駅 - 江坂駅間が延伸開業した1970年2月24日に、未完成だったホーム北半分が完成して仮設ホームを撤去し、現在の御堂筋線の駅が完成した。
国鉄（現JR）の駅は、1964年の東京オリンピックの開催に合わせて建設された東海道新幹線の終点駅として、1963年10月に完成し、翌年の1964年10月1日に開業した（1964年10月1日国鉄ダイヤ改正も参照）。新幹線の駅が大阪駅に併設されなかったのは、大阪駅（梅田地区）付近が阪急梅田駅や梅田貨物駅などの既存施設で埋め尽くされて再開発の余地がなかったことや、山陽方面への延伸が見込まれており、在来線のように淀川を二度も渡る曲線経路を避けたためである。また、在来線の駅も東海道新幹線開業と同時に営業を開始したため、1985年3月8日までは1番線ホームは在来線ではなく新幹線にあった。
なお、戦前の新幹線計画である「弾丸列車計画」では、1940年4月1日に現在の同駅の隣に設置された東淀川駅が同路線開通後に「新大阪駅」と改称される予定であったが、戦後東海道新幹線が建設される際に、「山陽方面への延伸の際は、北方貨物線の直上に建設した方が用地買収の手間がなくてよい」といった理由で大阪付近のルートが一部変更されたため、現在の位置に当駅が設置された。これにより、当駅との統合という形で東淀川駅の廃止計画を発表したが、地元住民の要望により存続することになった。東淀川駅と当駅の間の営業キロが0.7kmと短いのは、そういった理由によるものである。
当駅にはおおさか東線が乗り入れ、同線の起点駅となっている。計画当初は2006年開業を目指していたが、用地買収などで手間取り2009年度着工、2019年春に全線開業を迎えた。

### 梅田貨物線での客扱い
1989年（平成元年）7月22日に天王寺駅構内の阪和短絡線が完成したことにより、くろしおや南紀方面行き快速が梅田貨物線経由で当駅に乗り入れる（後にはるかも運行開始する）ようになったが、それらの列車は、梅田貨物線から転線して11番のりば（東海道本線上り外側線。現在の1番のりば）で客扱いを行っていた。具体的には、下り（天王寺方面行き）の列車は梅田貨物線から当駅の北方で転線して11番のりばで客扱いを行った後、当駅の南方で再び梅田貨物線へと転線する一方、上り（京都方面行き）については、当駅の南方でまず梅田貨物線の下り線路に入り、さらに上り外側線へと転線、11番のりばで客扱いの後、そのまま上り外側線を走って京都方面へと向かっていた。上下とも11番のりばから発着していたため、誤った行先の列車に乗車してしまう事例があった。
このような複雑な客扱いは、上記の改良工事の過程で解消され、まず2016年2月1日には現在の3番のりば（ただし2016年から2018年までは11番と呼称していた。かつての13番のりば）に梅田貨物線の下りが直接乗り入れる構造に改められ（上り列車は下りに転線して客扱いの後、東海道本線上り外側線に転線）、2018年7月23日には梅田貨物線上りは1番のりば（かつての11番のりば）から発着するようになり、上りと下りが分離された。

### JR西日本・JR東海
- 1964年（昭和39年）10月1日：東海道新幹線の東京駅 - 新大阪駅間が開業。新幹線・東海道本線の駅が開業。開業当初は新幹線ホームは2面3線（2 - 4番線。現：22 - 24番線）であった[5]。
- 1965年（昭和40年）4月15日：新幹線ホーム1番線（現：21番線）の使用を開始[5]。
- 1966年（昭和41年）10月1日：新幹線の引上検修線が2線設置される[5]。
- 1972年（昭和47年）3月15日：山陽新幹線の当駅 - 岡山駅間が開業。
- 1974年（昭和49年）
  - 7月22日：大阪市の分区に伴い、駅の所在地が東淀川区から淀川区となる。
  - 12月7日：新幹線ホーム5・6番線（現：25・26番線）の使用を開始[5]。
- 1985年（昭和60年）
  - 3月9日：新幹線ホーム20番線の使用を開始。1 - 6番線を21 - 26番線に改称[5]。
  - 3月14日：在来線を走行する新快速の停車駅となる。
- 1987年（昭和62年）4月1日：国鉄分割民営化に伴い、東海道新幹線と新幹線改札内は東海旅客鉄道（JR東海）の管轄に、山陽新幹線と在来線ならびに在来線改札内は西日本旅客鉄道（JR西日本）の管轄になり、両社の境界駅となる。
- 1988年（昭和63年）3月13日：路線愛称の制定により、東海道本線で「JR京都線」の愛称を使用開始。
- 1989年（平成元年）7月22日：「くろしお、スーパーくろしお」の当駅へ乗り入れが開始される[6]。
- 1992年（平成4年）3月14日：東海道新幹線で「のぞみ」が運行開始され、同列車の発着駅となる。
- 1993年（平成5年）
  - 3月18日：山陽新幹線でも「のぞみ」が運行開始される。
  - 7月24日：「中央待合室」がリニューアルされ使用開始[7]。
- 1994年（平成6年）7月20日：関西国際空港アクセス整備の一環として3階連絡コンコース部リニューアルが完成、新幹線乗り換え口付近増床による「アクセス待合室」や物販スペース「おみやげ街道」の設置、床面を磁器タイルから大理石への張り替え等を実施[8]。
- 1995年（平成7年）
  - 1月17日：午前5時46分52秒に兵庫県南部地震（阪神・淡路大震災）が発生。新幹線ホームでは駅名を表示する看板と蛍光灯が落下、駅構内でもガラスが割れて散乱するなどの被害を受けた。新幹線は当駅を含む京都駅 - 姫路駅間が被災し不通となる。
  - 1月20日：東海道新幹線の当駅 - 京都駅間が運行再開。
  - 4月8日：山陽新幹線の当駅 - 姫路駅間が運行再開。これにより山陽新幹線は全線で運行再開となる。
- 1997年（平成9年）8月3日：在来線改札口に自動改札機を導入[9]。
- 1998年（平成10年）3月10日：新幹線改札口に自動改札機を導入[10]。
- 2002年（平成14年）7月29日：JR京都・神戸線運行管理システム導入[11]。
- 2003年（平成15年）11月1日：JR西日本でICカード「ICOCA」の利用が可能となる。
- 2007年（平成19年）3月18日：在来線で駅自動放送を更新。
- 2011年（平成23年）3月12日：九州新幹線の全線開業により、新設された「みずほ」・「さくら」の発着駅となる。
- 2012年（平成24年）12月16日：在来線の新17・18番のりばが東側へ移設の上供用開始。旧17・18番のりばは使用停止。
- 2013年（平成25年）
  - 3月16日：新幹線の新ホーム27番線が供用開始[5]。
  - 12月8日：在来線の旧17・18番のりばの改良工事が終了し、新15・16番のりばとして供用開始。旧15・16番のりばは使用停止。
- 2014年（平成26年）1月26日：新幹線の引上線4線化により、27番線増設を含めた大規模改良工事が完成[12]。
- 2015年（平成27年）
  - 1月18日：在来線の旧15・16番のりばの改良工事が終了し、新13・14番のりばとして供用開始。旧13・14番のりばは使用停止。
  - 3月4日：在来線コンコース内に駅ナカ施設「エキマルシェ新大阪」が開業。
  - 3月12日：入線警告音の見直しに伴い、在来線ホームに接近メロディ導入[13]。
- 2016年（平成28年）
  - 2月1日：在来線の旧13・14番のりばの改良工事が終了し、新11・12番のりばとして供用開始。旧11・12番のりばは使用停止[14][15]。11番のりばの線路は南側では東海道線上り外側線とは繋がらない構造となったため、事実上、11番のりばは梅田貨物線専用のりばとなった。
  - 3月26日：ダイヤ改正に伴い、特急「しなの」の乗り入れが廃止される[16]。
- 2017年（平成29年）3月4日：当駅を始発・終着とする臨時「みずほ」の運転が開始される[17]。
- 2018年（平成30年）
  - 3月17日：在来線に駅ナンバリングが導入され、使用を開始する。また、当駅から梅田貨物線を経由し、阪和線に直通する快速の乗り入れが廃止される。
  - 6月24日：在来線ホームののりば番号を11-18番のりばから3-10番のりばに改番。
  - 7月23日：在来線の旧11・12番のりばの改良工事が完了し、新1・2番のりばとして供用開始。また、はるか・くろしおの京都方面行きを一部列車で3番のりばから1番のりばに変更（その後同年10月28日のダイヤ修正でほとんどを1番のりば発着としたため、3番のりば発着はごく一部列車のみとなる）。これにより、在来線ホームの改修工事が全て完了し、これまでの4面8線から5面10線となる。
- 2019年（平成31年・令和元年）
  - 3月16日：おおさか東線の当駅 - 放出駅間が開業（ただし、放出駅 - 久宝寺駅間の区間は2008年（平成20年）3月15日に先行部分が開業している[18]）。これにより、直通快速の発着駅が尼崎駅から当駅に変更される。
  - 12月5日：新幹線の26番線にホームドアが設置され、供用開始[19]。
- 2021年（令和3年）3月15日：3月13日に行われたダイヤ改正に伴い、特急「らくラクはりま」が当駅発着となる[20]。
- 2023年（令和5年）3月18日：おおさか東線を運行する列車の大阪駅乗り入れに伴い、当駅の1番のりばから3番のりばに発着する列車が変更される。
- 2024年（令和6年）
  - 3月1日：新幹線乗換口にサポートつき指定席券売機を導入[21]。
  - 3月18日：3月16日に行われたダイヤ改正に伴い、新設された通勤特急「らくラクやまと」の発着駅となる[22]。
- 2025年（令和7年）3月15日：ダイヤ改正に伴い、臨時列車として当駅に停車していた特急「まほろば」が定期列車となる[23][24]。また、10月13日までの期間で臨時快速「エキスポライナー」の発着駅となる[25][26]。

### 大阪市高速電気軌道（Osaka Metro）
- 1964年（昭和39年）9月24日：大阪市営地下鉄御堂筋線の梅田駅 - 当駅間が開通し、御堂筋線の駅が開業。当時は終着駅であった。
- 1970年（昭和45年）2月24日：大阪市営地下鉄御堂筋線が江坂駅まで延伸開業。途中駅となる。
- 1974年（昭和49年）7月22日：大阪市の分区に伴い、駅の所在地が東淀川区から淀川区となる。
- 1990年（平成2年）6月：御堂筋線ホームの有効長を180mから200mに延長し、10両編成対応ホームとなる。
- 2006年（平成18年）2月1日：ICカード「PiTaPa」の利用が可能となる。
- 2013年（平成25年）4月24日：中改札のトイレをリノベーション[27]。
- 2015年（平成27年）9月4日：中改札のトイレが「日本トイレ大賞」国土交通大臣賞を受賞[28]。
- 2016年（平成28年）3月30日：駅ナカ施設「新なにわ大食堂」が開業[29]。
- 2018年（平成30年）4月1日：大阪市交通局の民営化により、所属事業者・管轄が大阪市高速電気軌道 (Osaka Metro) に変更。
- 2020年（令和2年）
  - 2月1日：ホームの北側（江坂方）にトレインビュースポットを開設[30]。
  - 4月：駅リニューアル完了。
  - 12月26日：可動式ホーム柵の使用を開始[31]。

## 開発構想

### 地方創生回廊中央駅構想
- 阪急新大阪連絡線（四つ橋線・西梅田・十三連絡線（仮称）と直通）の乗り入れ構想がある。

当初阪急電鉄が「新大阪連絡線」（淡路駅 - 新大阪駅 - 十三駅と新大阪駅 - 神崎川駅）として当駅乗り入れを計画し、1961年に事業免許を取得、一部用地買収や駅構内などの準備工事が行われていたが実現されていなかった。2003年に計画の一部を見直す（淡路駅 - 新大阪、新大阪 - 神崎川間の免許廃止を届出）などの動きがあったが、前述の通り、北ヤード関連の事業として整備する意向が表明された。なお、地元の強い要望もあり、2006年には特定非営利活動法人地域交通まちづくり協会が阪急バスに運行を委託する形で当駅前 - 淡路駅間のバス路線（あいバス）を開設したが、採算性の問題から2008年3月31日をもって運行を終了している。また、新大阪駅 - 十三駅については実現の意思はあるものの、400億円にも上る事業費の見通しが立っていない。
阪急電鉄は、大阪市内を南北に走る新線の2031年の開業にあわせて計画する「新大阪～大阪間の連絡線」に関し、経由する十三駅の地下に新たなホームを開設する方針。阪急は、新大阪と十三を結ぶ「新大阪連絡線」と、十三と大阪を結ぶ「なにわ筋連絡線」を、2031年に開業することを目指している。
- なにわ筋線（南海新今宮駅・JR難波駅 - 新大阪駅間）が乗り入れ予定（2031年春開業予定[36]）。詳細については同項目を参照。
- リニア中央新幹線の乗り入れ構想がある。2008年11月7日に、JR東海会長葛西敬之が講演会の中で「東京・名古屋・大阪では新幹線とリニアのどちらでも乗り換えが可能にしたい」とリニアの当駅乗り入れの意向を示したことがメディアにより報じられた[37]。その後、2011年5月27日に国土交通大臣によってリニアの建設指示がなされたが、その後の同年11月30日のJR東海の社長記者会見においても、新大阪駅に乗り入れる意向が示されている[38][39]。

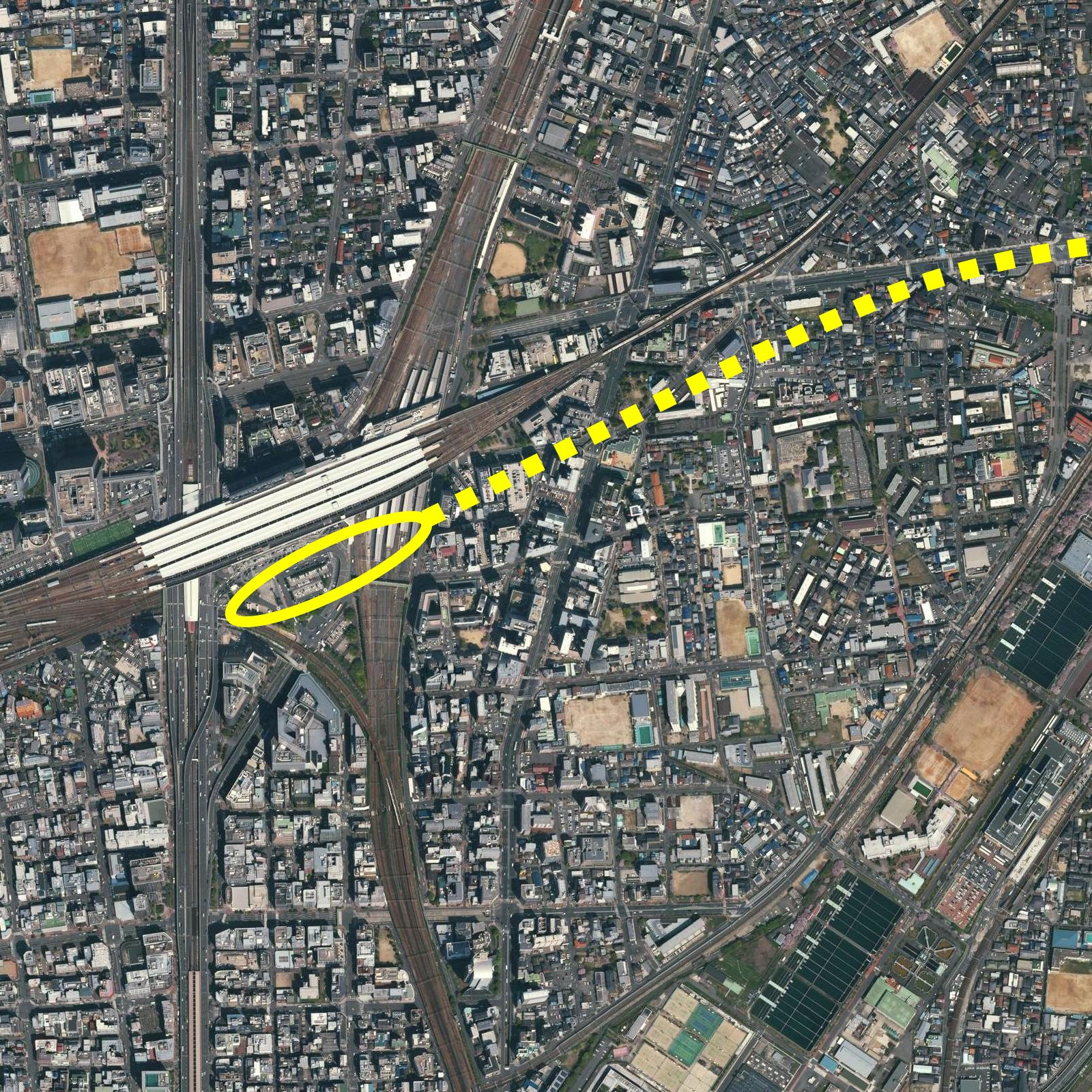
北陸新幹線の駅と線路位置

- 北陸新幹線の乗り入れ構想がある。大阪府知事の松井一郎やJR西日本社長の真鍋精志は「終着駅は新大阪駅でなければならない」と主張していたことにより[41]、南側ロータリー付近の地下にJR京都線と交差して終着駅が設置される予定[40][注 3]。東海道新幹線は京都駅からノンストップだが、北陸新幹線では南へ大きく迂回したルートとなるため、府境に近い京都府京田辺市の松井山手駅北側に中間駅の設置を決めている[42][43]。

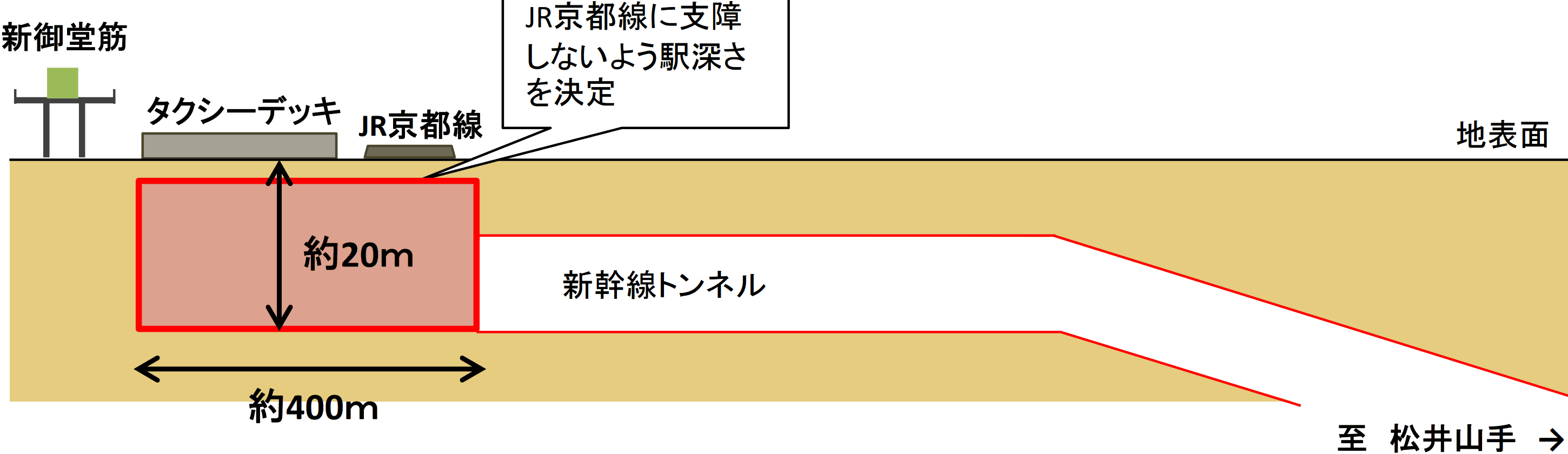
北陸新幹線の駅断面図。2面4線で幅は約50-60m、長さ約400m、深さ約20m。

- 九州新幹線西九州ルートの乗り入れ構想がある。2018年3月30日、国土交通省鉄道局は、未着工区間（新鳥栖駅-武雄温泉駅）の整備のあり方について、与党整備新幹線建設推進プロジェクトチーム九州新幹線（西九州ルート）検討委員会に報告した[44]。費用、費用便益比 (B/C)、収支採算性、山陽新幹線への乗り入れ、安全性の確保、輸送の安定性、工事実施までの手続き・期間（詳細調査、環境影響評価等）、工事実施上の課題・工期、整備後の在来線ネットワークへの影響の可能性、並行在来線の取扱いについて、「軌間可変電車」「単線並列のミニ新幹線」「複線三線軌のミニ新幹線」「フル規格」を比較検討した結果、フル規格の費用便益比が3.3、収支改善効果（年平均）が約88億円になると見込まれ、最も高くなると報告された[44]。
- 新幹線ホームの線路容量が既に逼迫しており、列車の増発や新規路線の乗入ができないため、山陽新幹線・九州新幹線・北陸新幹線とリニア中央新幹線の地下ホーム新設が検討されている[44]。2018年5月29日、国土交通省は地下ホーム構想を「地方創生回廊中央駅構想〜新大阪が、日本の地方と地方をつなぐ〜」として「生産性革命プロジェクト」に追加し、東京駅と並ぶ新幹線ネットワークのハブとして結節機能強化を目指す方針を打ち出した[45][46]。2019年度予算の概算要求で新大阪駅地下ホーム新設の調査費を計上しており、2019年度までに官民の関係者が民間プロジェクトの組成など効率的な事業スキームを話し合う会議の設置も検討している[45][46]。北陸新幹線の新大阪駅延伸開業までに地下ホームを新設し、北陸新幹線と山陽新幹線の相互直通運転を視野に入れて[47]、山陽新幹線との接続線（アプローチ線）を整備する[46]。リニア中央新幹線や北陸新幹線の開業により、新大阪駅を中心とする新幹線ネットワークが形成され、大阪からの1時間交通圏が首都圏や北陸に拡大する[48]。また、盛岡市、仙台市、山形市、福島市、新潟市、水戸市、甲府市が一日交通圏（4時間交通圏）に入り、大阪から鉄道を利用して片道4時間以内に到達できる県庁所在地が33都市から40都市に増える[48]。東京からは35都市、名古屋からは37都市が一日交通圏内となり、大阪の方が多くなる[48]。このため、新大阪駅は日本の地方と地方をつなぐ中心的役割を果たす駅と位置付けられている[48]。

### 都市再開発構想
駅周辺の都市再開発構想がある。日本プロジェクト産業協議会 (JAPIC) 関西委員会では、品川駅や名古屋駅と比べて、新大阪地区の都市機能や交通インフラは不十分であるとして、リニア中央新幹線や北陸新幹線の延伸を見据えて、都市機能の強化を検討してきた。
|        | 国土軸上の拠点度                                               | 都市機能充実度                                                   | 都市基盤整備度                                                             | 広域交通の連携度 |
| ------ | -------------------------------------------------------------- | ---------------------------------------------------------------- | -------------------------------------------------------------------------- | --- |
| 新大阪 | 国土軸上の西端を担い、西日本への玄関口となっている。           | 品川や名古屋と比べて不十分である。                               | 都市再生緊急整備地域から外れ、大阪の顔として十分とは言えない。             | 御堂筋線で大阪の中心地梅田、なんば、天王寺や北大阪のターミナル駅の千里中央まで一本で行けるが、神戸方面へのアクセスが課題 |
| 品川   | 東京駅と並び、国土軸の東端に位置する首都圏の拠点となっている。 | 品川インターシティや高輪ゲートウェイ駅周辺の再開発が進んでいる。 | 国家戦略特区に指定され、世界都市・東京の新たな顔となっている。             | 羽田空港への鉄道アクセスが強みである。                                                                                   |
| 名古屋 | 国土軸上の中央部分を担う拠点となっている。                     | 業務・宿泊・商業などの都市機能が集積している。                   | 特定都市再生緊急整備地域に指定され、栄地区に代わる名古屋の顔となっている。 | 東名阪の中間部分に位置する地理的優位性と中部国際空港への鉄道アクセスが強みである。                                       |

2018年3月、JAPICは「新大阪駅周辺エリアの都市機能強化の提言 関西の30年後を見据えた"新大阪創生プロジェクト"」をまとめ、国土交通省近畿地方整備局に提言書を手交した。想定事業費は合計で1.7兆円となり、大阪府の産業連関表を用いて経済波及効果を試算すると、建設工事による直接的な効果と建設工事雇用者により生じる副次的効果（商業、不動産、サービス等）を合わせて2.5兆円に達すると発表された。JAPICの再開発構想は次の3つの事業から成っている。
駅周辺の再開発（1.2兆円）
- 駅ターミナルビル・宿泊施設、MICE施設、オフィス・商業施設、住宅、国際機関・官庁など、関西・西日本のゲートウェイとしての都市機能を強化する。
- 新エネルギーを利用した最先端都市とする。
- 「超スマート社会」の到来を見据えた先端産業の拠点と位置付け、隣接する地下鉄御堂筋線西中島南方駅周辺の「にしなかバレー」にベンチャー企業を誘致する。

鉄道・バスターミナルと新御堂筋バイパスの整備（0.4兆円）
- リニア中央新幹線・北陸新幹線・新大阪連絡線が乗り入れる地下駅を新設する。また、地下駅の下にバスターミナルを整備し、地下多層階構造の交通結節点とする。
- 新御堂筋の交通渋滞を解消するため、その地下にバイパス道路を整備し、バスターミナルに乗り入れる。
- 新御堂筋バイパスを阪神高速2号淀川左岸線・名神高速道路・中国自動車道・新名神高速道路などに接続し、関西の各都市への移動時間を短縮する。

新淀川第二大橋の建設（0.1兆円）
- 新淀川大橋の隣に新しい橋を架け、パーソナルモビリティ専用路と歩行路を設けて、淀川により分断されている新大阪地区と梅田北ヤード（うめきた）地区を一体化する。
- 舟運を活用した新たな観光資源を創出する。
- 河積阻害防止のためピアレスの斜張橋とし、景観にも配慮する。

2018年8月29日、内閣府は新大阪駅周辺を容積率の緩和などの優遇を受けられる都市再生緊急整備地域の「候補地域」として公表した。これを受けて、大阪府と大阪市は、年内にも官民で検討協議会を立ち上げ、2019年度を目途にまちづくりの方針を策定し、再開発構想の具体化を進めていく。候補地域には阪急の十三駅や淡路駅の周辺も含まれる。

## JR
本項では、JR西日本が管轄する在来線部分と、JR東海が管轄する新幹線部分とに分けて解説する。ホームはJR西日本が管轄している部分は「のりば」、JR東海が管轄している部分は「番線」と表記・案内されるため、本項でもこれに従う。
3階に改札口とコンコース、2階に商店街と地下鉄への連絡通路がある。のりばは1 - 10番のりばが在来線ホーム（地平）、20 - 27番線が新幹線ホーム（4階）となっている。在来線・新幹線ホームとも改番を経た結果、27番線以外は各ホームの使用開始時と異なる番号を有する。

### 在来線
在来線はJR西日本の管轄で、島式ホーム5面10線（12両編成対応）を有する地上駅である。ホームはほぼ南北方向に延びており、新幹線ホームの東側と斜めに交差する。在来線と地下鉄とは距離があるため乗り換えの利便性はあまりよくない。
コンコース在来線部分の北側にはJR西日本の駅ナカ商業施設「エキマルシェ新大阪」があり、土産物、駅弁、軽食を主に扱っている他、飲食店も営業している。
当駅の大阪方には網干総合車両所宮原支所への連絡線があり、大阪駅発着列車の送り込み・送り出し回送列車が通行するが、この連絡線自体も当駅の構内に含まれており、当該回送列車の運転取り扱い上でも当駅を通過駅かつ採時駅として扱っている。

#### のりば
| のりば | 路線                   | 行先                 | 備考             |
| ------ | ---------------------- | -------------------- | ---------------- |
| 1      | おおさか東線           | 放出・久宝寺方面     | 一部2番のりば    |
| 1      | 京都方面特急           | 京都方面             | 一部4番のりば    |
| 2      | 特急「くろしお」       | 白浜・新宮方面       |                  |
| 3      | 特急「はるか」         | 関西空港方面         |                  |
| 3      | おおさか東線           | 大阪方面             | 一部2番のりば    |
| 4      | 特急「サンダーバード」 | 京都・敦賀方面       |                  |
| 4      | 特急「ひだ」           | 京都・高山方面       |                  |
| 5      | JR京都線               | 高槻・京都方面       | 一部4番のりば    |
| 6      | JR京都線               | 高槻・京都方面       | 一部4番のりば    |
| 7      | JR宝塚線               | 宝塚方面             |                  |
| 8      | JR神戸線               | 大阪・三ノ宮方面     | 一部7・9番のりば |
| 9      | 特急「こうのとり」     | 福知山・城崎温泉方面 |                  |
| 10     | 特急「スーパーはくと」 | 鳥取方面             |                  |

- 上表の路線名は当駅における旅客案内上の名称（愛称）で記載している。当駅は「JR京都線」と呼ばれる区間の途中駅であるが、当駅では便宜上、高槻・京都方面行きのみ「JR京都線」と案内され、大阪・姫路方面行きは、直通先の路線愛称である「JR神戸線」「JR宝塚線」と案内されている。この案内方法は西側の塚本駅・尼崎駅でも同様である。博多方面からの新幹線到着時の車内放送もこの形に準拠している（東京方面からの到着時の車内放送では「東海道線」と案内される）ほか、「JRおでかけネット」の駅構内図も同様である。
- 運転取り扱い上の番線は西から1番線から10番線と番線表記の通りである。3番線が梅田貨物線の下り本線で、1番線の西側にホームのない上り本線が存在する。JR京都線の本線は、外側線が4・9番線、内側線が6・7番線となる。
- 2018年6月24日から旧11 - 18番のりばを3 - 10番のりばに改番した上で7月23日から新1・2番のりばの使用を開始し[58]、運転取り扱い上の番線と旅客案内上ののりば番号が統一された。
- 原則として、上りは新快速・快速が5番のりば、普通が6番のりば、下りは普通が7番のりば、新快速・快速は8番のりば、上り特急が4番のりば、下り特急が9・10番のりばを使用する。ただし、平日朝ラッシュ時は、上りの新快速・快速が4番のりば、普通が6番のりば、下りの普通が8番のりば、下り新快速・快速が9番のりばを使用する。また、土休日ダイヤで湖西線からの新快速大阪行きについても9番のりばを使用する。
- 寝台特急「サンライズ瀬戸・サンライズ出雲」は当駅には停車しないが、ダイヤの乱れにより当駅で新幹線へ振替輸送するなどの理由で臨時停車する場合がある。その場合、最大12両までしか入線できないため進行方向の後ろ2両はドアカットになる。

#### 発着する在来線優等列車
大阪駅と並んで在来線特急のターミナルとして機能しており、山陰方面への特急や、南紀方面への一部の特急は当駅始発として運転されている。
- 東線経由・奈良方面：1番線に停車
  - 特急「まほろば」（大阪駅 - 奈良駅）
- 天王寺・和歌山方面：2番線に停車（京都行きは1番線）
  - 特急「くろしお」（京都駅・新大阪駅 - 和歌山駅・紀伊田辺駅・白浜駅・新宮駅）
- 天王寺・関西空港方面：3番線に停車（京都方面行きは1番線）
  - 特急「はるか」（野洲駅・京都駅 - 関西空港駅）
- 天王寺・奈良方面：3番線に停車（新大阪行きは1番線）
  - 通勤特急「らくラクやまと」（新大阪駅 - 奈良駅）
- 京都・敦賀方面（北陸新幹線連絡）：4番線に停車（大阪行きは9・10番線）
  - 特急「サンダーバード」（大阪駅 - 敦賀駅）
- 京都・高山方面：4番線に停車（大阪行きは9番線）
  - 特急「ひだ」（大阪駅 - 高山駅）
- 京都・米原方面：4番線に停車（大阪行きは9番線）
  - 通勤特急「らくラクびわこ」（大阪駅 - 草津駅・米原駅）
- 三ノ宮・鳥取方面：9番線に停車（京都行きは4番線）
  - 特急「スーパーはくと」（京都駅・大阪駅 - 鳥取駅・倉吉駅）：2往復のみ（その他は大阪駅始発・終着）。
- 三ノ宮・姫路方面：9番線に停車（京都行きは4番線）
  - 通勤特急「らくラクはりま」（京都駅 - 網干駅）
- 福知山・城崎温泉方面：10番線に停車
  - 特急「こうのとり」（新大阪駅 - 福知山駅・豊岡駅・城崎温泉駅）

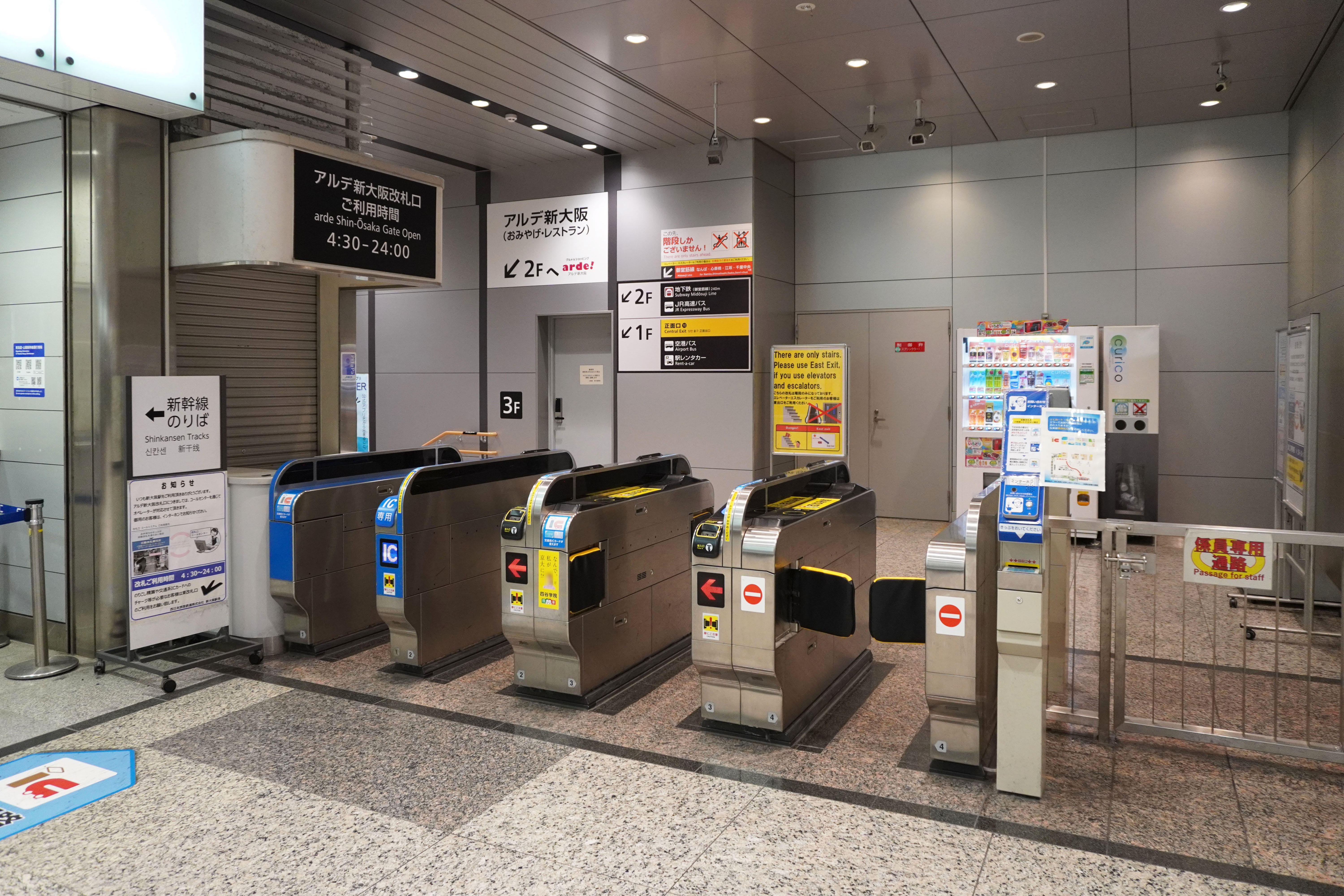
在来線アルデ新大阪改札口（2023年2月）
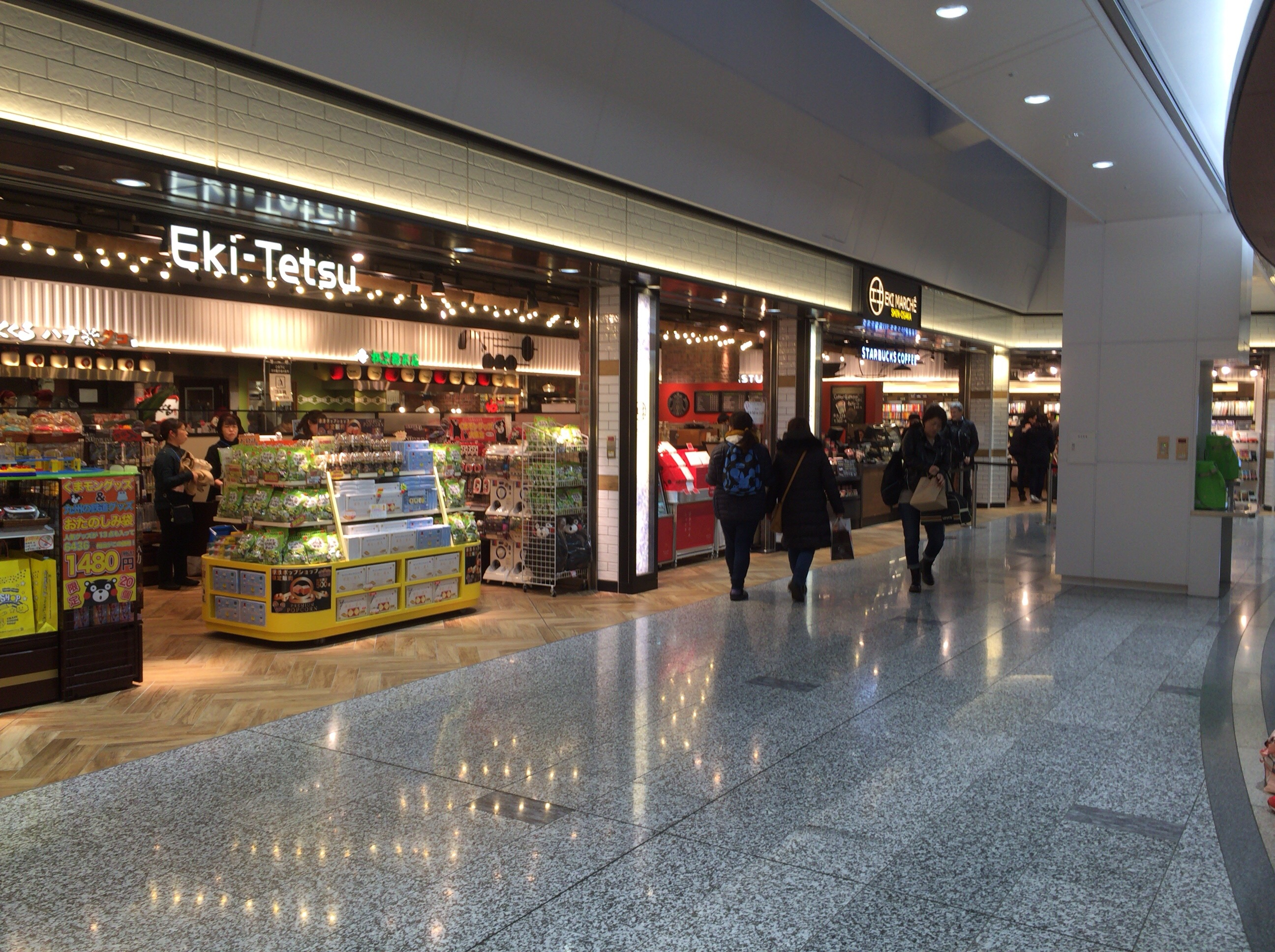
エキマルシェ新大阪（2016年2月）
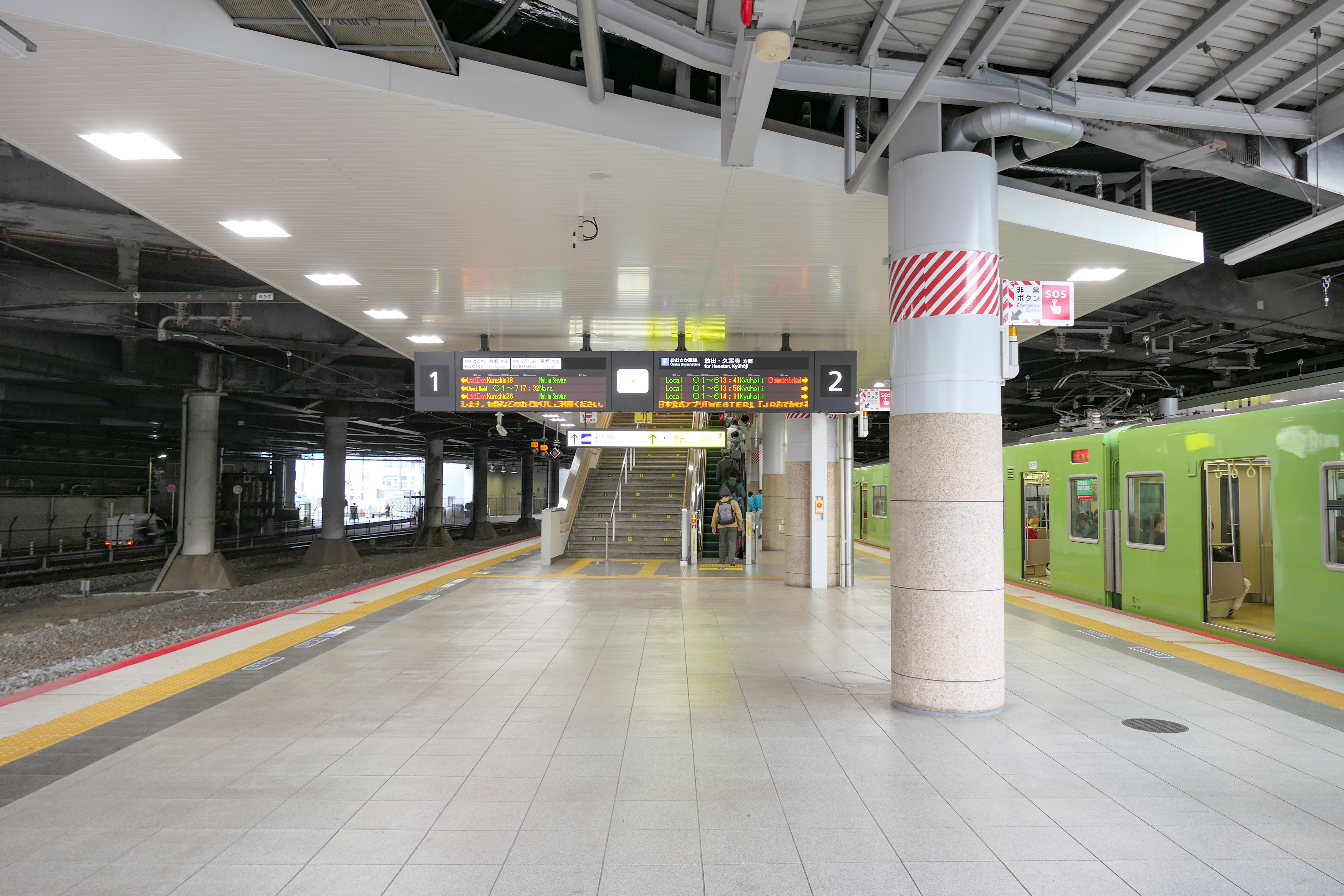
在来線1・2番のりばホーム（2021年12月）
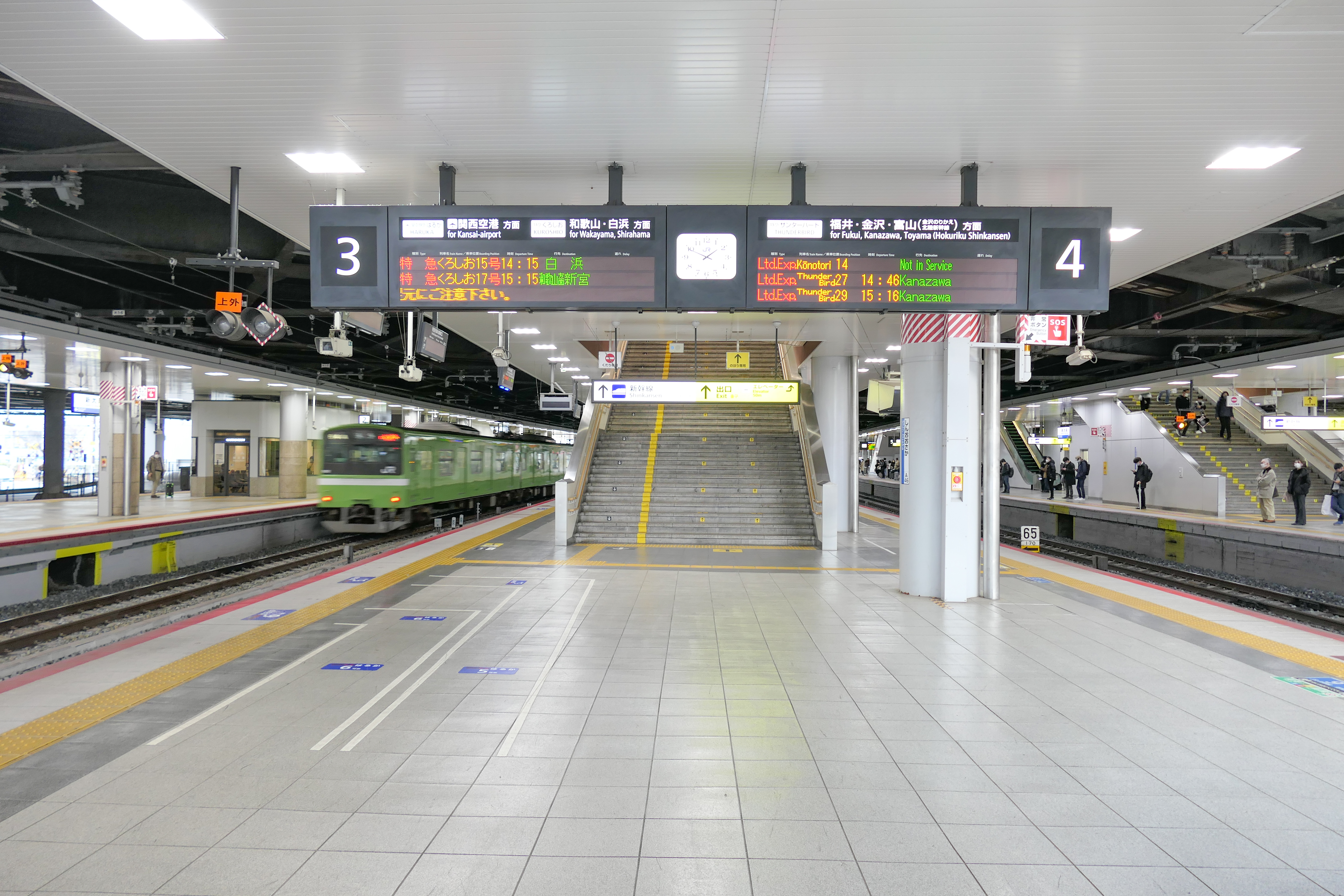
在来線3・4番のりばホーム（2021年12月）
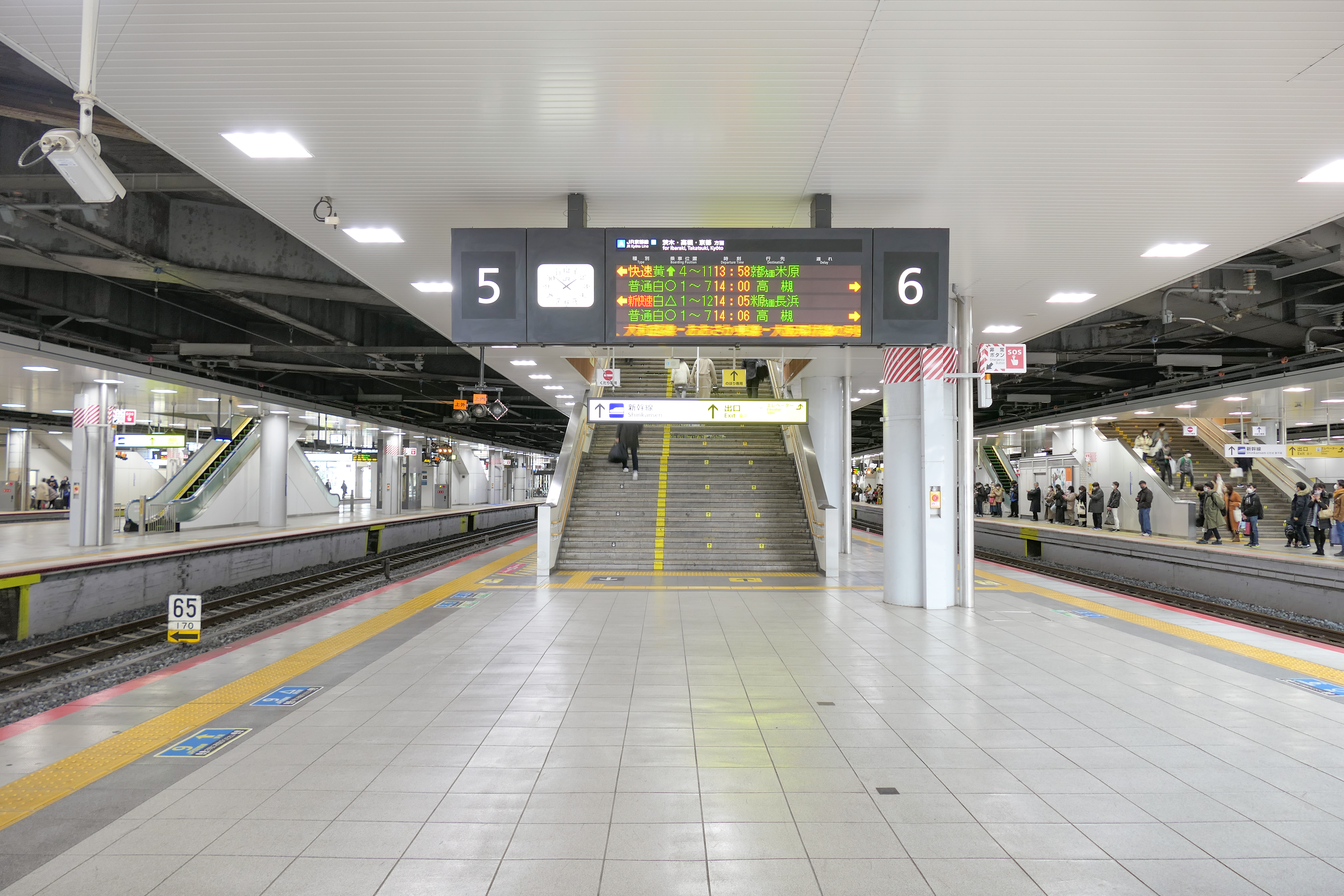
在来線5・6番のりばホーム（2021年12月）
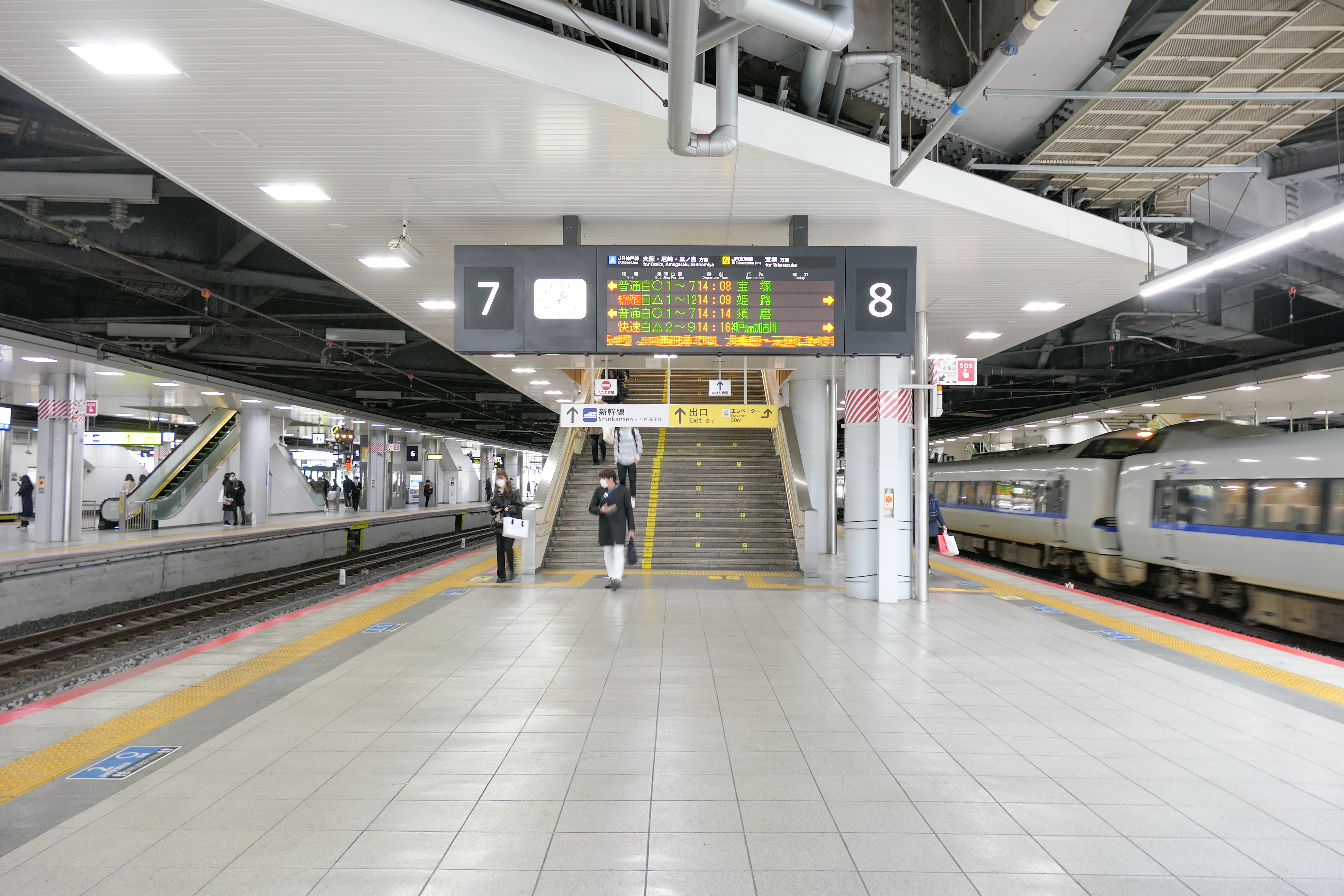
在来線7・8番のりばホーム（2021年12月）
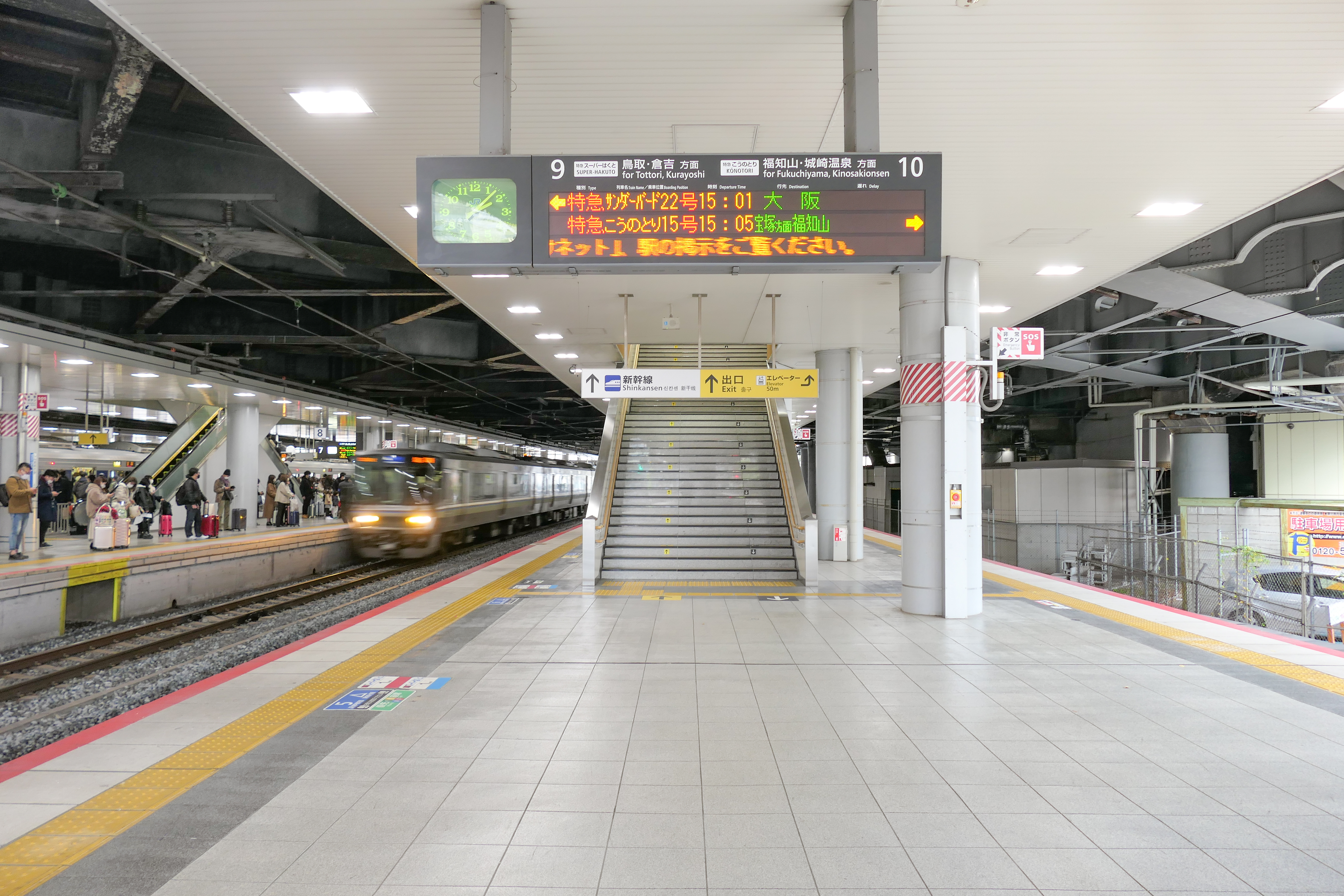
在来線9・10番のりばホーム（2021年12月）

#### おおさか東線延伸に伴うホーム増設とおおさか東線乗り入れに伴うホーム変化
開業以来、当駅の在来線部分は、東海道本線4面8線に加え、西にはホームのない梅田貨物線が複線で並走しており、一方、東には島式ホーム1面2線分の空き地が広がっていた（これとは別にホームの空き地は梅田貨物線の上下線路間にも確保している）。この空き地は将来、大阪外環状線（仮称）を建設する際に専用のホームを増設するためのもので、直上のコンコースにおいても、増設されたホームへの階段を設置するためのスペースがあらかじめ確保されていた。大阪外環状線は、当初の計画では神崎川の北方から東海道本線の東側を並走し、そのままその増設ホームに乗り入れる予定だったからである。しかし2008年3月15日におおさか東線という名称で一部開業したこの新路線は、当駅まで延伸するにあたり、神崎川北方で東海道本線を高架で乗り越えて、西を並走する梅田貨物線へ合流する計画に変更され、その後も路線の起終点が新大阪駅から梅田貨物線上に新設される大阪駅までの計画に再び変更されている（詳しくはおおさか東線#建設の経緯を参照）。
それに伴い、その空き地に1面2線の島式ホームを新設して、既存の乗り場を東へ移し、最も西のホームを大阪外環状線専用とする（その結果おおさか東線の列車も発着できる。一方で梅田貨物線上下線路間の空き地のホーム設置は見送りとなった）5面10線構造へと改良することになった。工事は2012年から2018年にかけて施行され、おおむね一年ごとに乗り場を1面2線分だけ東へ移し、空いたホームの再整備（再舗装およびかさ上げ、上屋の延長、一部ホームの短縮など）を行って、一年後にまたそこに既存の乗り場を西から1面2線分だけ移すという方法が取られた。当駅開業以来、在来線部分の大規模改良はこれが初である。
新17・18番のりばは2012年12月16日に使用が開始され、使用が停止された旧17・18番のりばは約1年かけて改装され、2013年12月8日に新15・16番のりばとして使用が開始された。同様に11 - 16番のりばもホーム1本当たり約1年かけて順次改装され、旧11・12番のりばが2018年7月23日から京都方面行きの特急「はるか」「くろしお」用ホームとしての使用再開を以ってホーム増設工事は終了した。これにより、新大阪駅においての「はるか」と「くろしお」の発着線が事実上の複線に増設されることから、同駅でのすれ違いが可能となるため、ダイヤ設定上のボトルネックが解消されることとなった。なお、旧11・12番のりばの使用が再開されるのに先立って6月24日から在来線ののりば番号が3-10番のりばに変更され、旧11・12番ホームは1・2番のりばとなった。
|                | 1号ホーム                                                                              | 2号ホーム                                                                | 3号ホーム                         | 4号ホーム                                         | 5号ホーム                                         |
| -------------- | -------------------------------------------------------------------------------------- | ------------------------------------------------------------------------ | --------------------------------- | ------------------------------------------------- | ------------------------------------------------- |
| 改良工事前     | 11 関西空港線・きのくに線発着特急 12 京都・北陸方面特急                                | 13・14 JR京都線（上り）                                                  | 15・16 JR神戸線・JR宝塚線（下り） | 17 大阪・山陰方面特急 18 福知山線特急（当駅始発） | 未設置                                            |
| 2012年12月16日 | 11 関西空港線・きのくに線発着特急 12 京都・北陸方面特急                                | 13・14 JR京都線（上り）                                                  | 15・16 JR神戸線・JR宝塚線（下り） | 使用停止                                          | 17 大阪・山陰方面特急 18 福知山線特急（当駅始発） |
| 2013年12月8日  | 11 関西空港線・きのくに線発着特急 12 京都・北陸方面特急                                | 13・14 JR京都線（上り）                                                  | 使用停止                          | 15・16 JR神戸線・JR宝塚線（下り）                 | 17 大阪・山陰方面特急 18 福知山線特急（当駅始発） |
| 2015年1月18日  | 11 関西空港線・きのくに線発着特急 12 京都・北陸方面特急                                | 使用停止                                                                 | 13・14 JR京都線（上り）           | 15・16 JR神戸線・JR宝塚線（下り）                 | 17 大阪・山陰方面特急 18 福知山線特急（当駅始発） |
| 2016年2月1日   | 使用停止                                                                               | 11 関西空港線・きのくに線発着特急 12 京都・北陸方面特急                  | 13・14 JR京都線（上り）           | 15・16 JR神戸線・JR宝塚線（下り）                 | 17 大阪・山陰方面特急 18 福知山線特急（当駅始発） |
| 2018年6月24日  | 使用停止                                                                               | 3 関西空港線・きのくに線発着特急 4 京都・北陸方面特急                    | 5・6 JR京都線（上り）             | 7・8 JR神戸線・JR宝塚線（下り）                   | 9 大阪・山陰方面特急 10 福知山線特急（当駅始発）  |
| 2018年7月23日  | 1 関西空港線・きのくに線経由京都方面特急 2 関西空港線・きのくに線経由特急（当駅止め）  | 3 関西空港線・きのくに線方面特急 4 京都・北陸方面特急                    | 5・6 JR京都線（上り）             | 7・8 JR神戸線・JR宝塚線（下り）                   | 9 大阪・山陰方面特急 10 福知山線特急（当駅始発）  |
| 2019年3月16日  | 1 関西空港線・きのくに線経由京都方面特急 2 きのくに線経由特急（当駅止め） おおさか東線 | 3 関西空港線・きのくに線方面特急 4 京都・北陸方面特急                    | 5・6 JR京都線（上り）             | 7・8 JR神戸線・JR宝塚線（下り）                   | 9 大阪・山陰方面特急 10 福知山線特急（当駅始発）  |
| 2023年3月18日  | 1 関西空港線・きのくに線経由京都方面特急 おおさか東線下り 2 きのくに線方面特急         | 3 関西空港線方面特急 おおさか東線上り（梅田貨物線） 4 京都・北陸方面特急 | 5・6 JR京都線（上り）             | 7・8 JR神戸線・JR宝塚線（下り）                   | 9 大阪・山陰方面特急 10 福知山線特急（当駅始発）  |

#### トイレ
トイレは改札内には東改札内、改札外は2・3階にある。

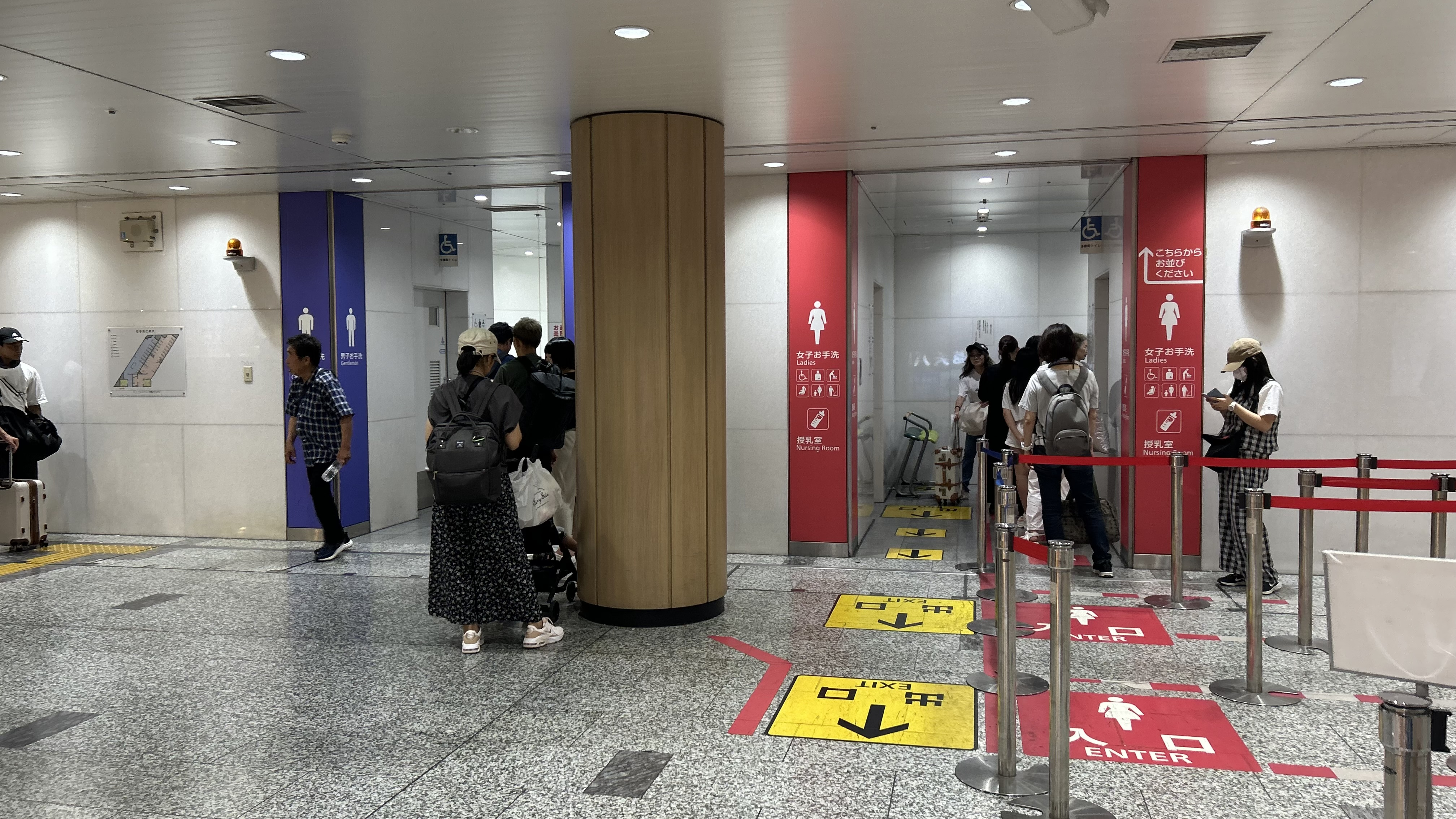
東改札内トイレ（2025年7月）
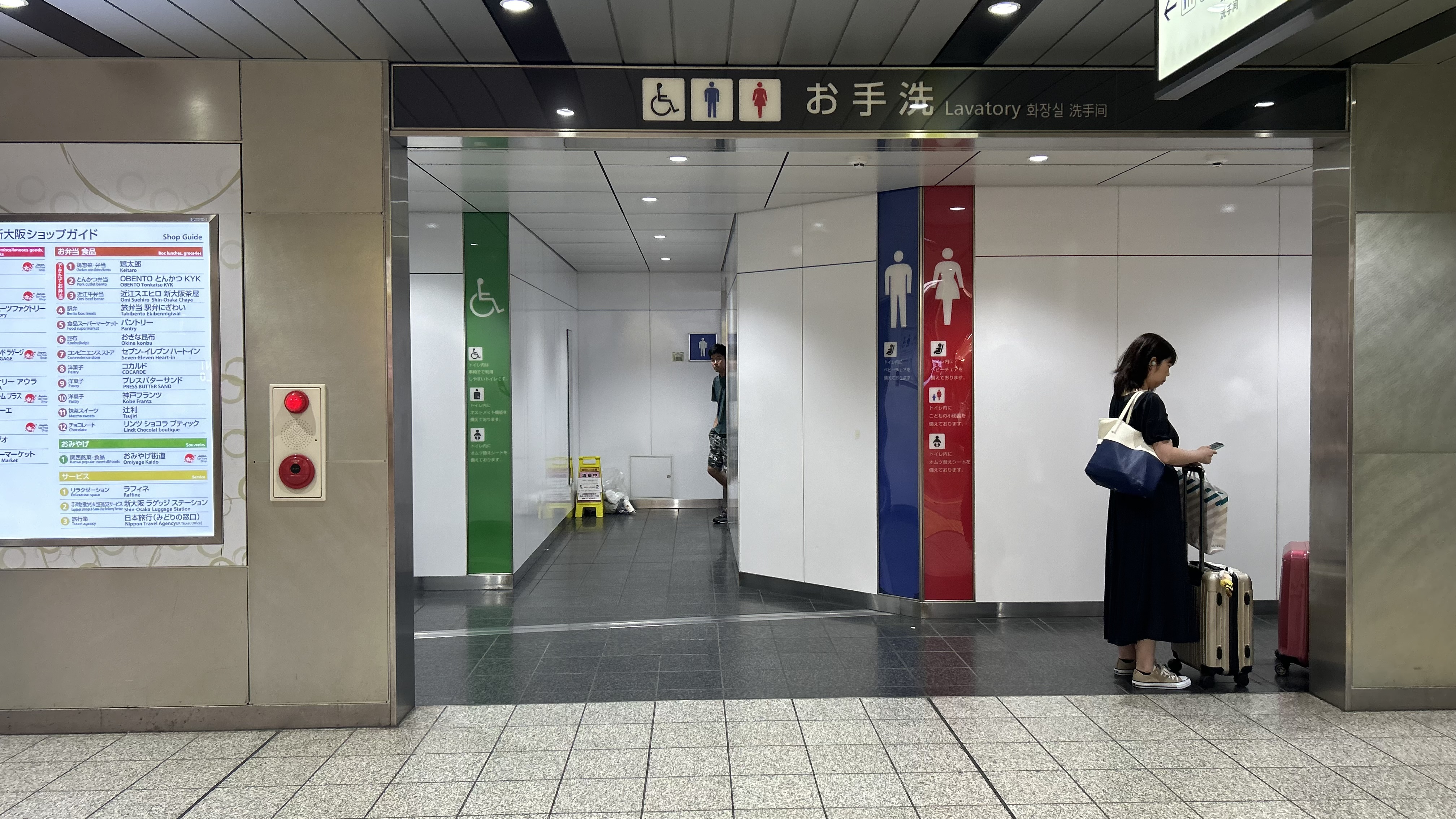
2階トイレ（改札外）（2025年7月）
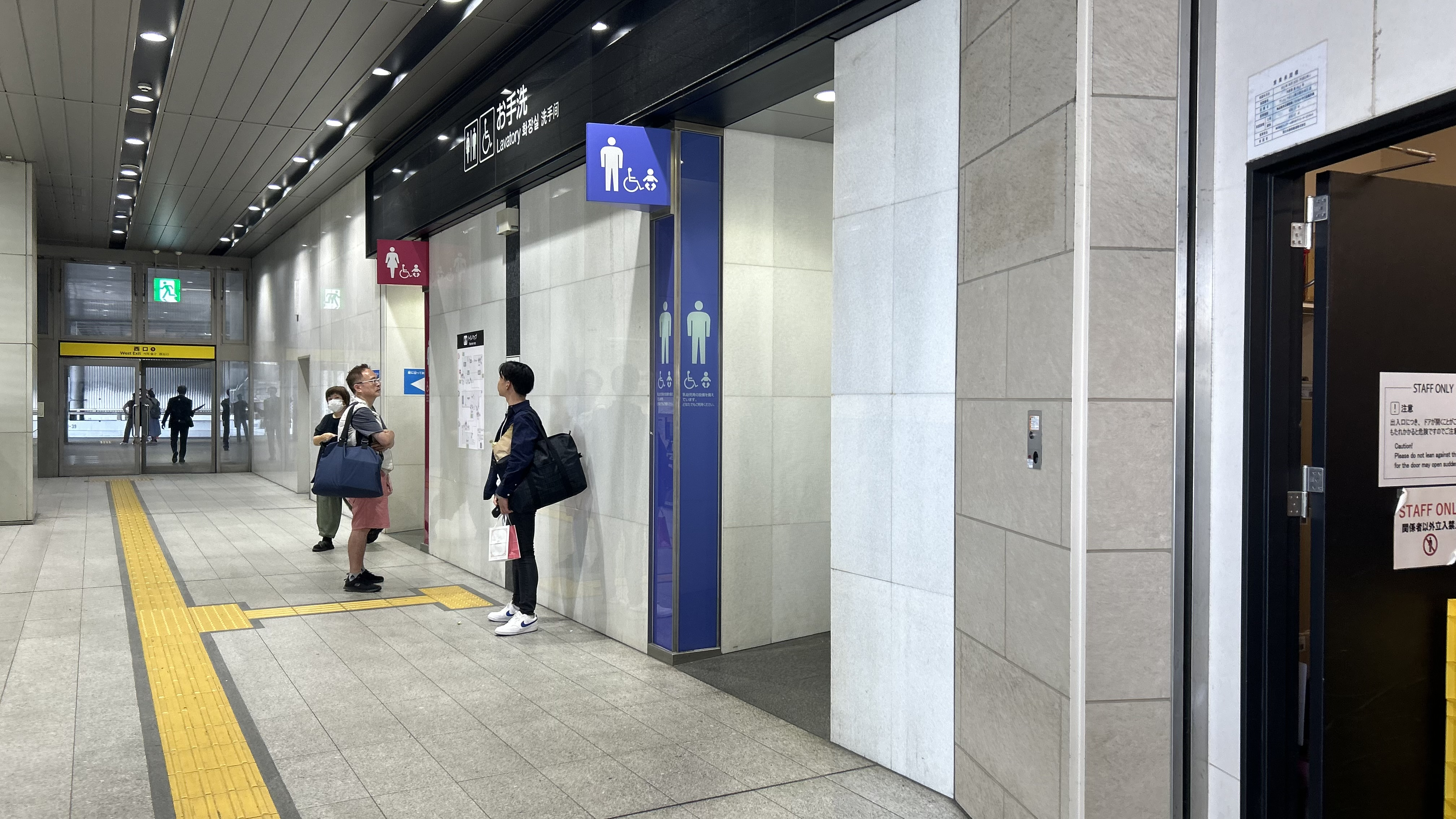
3階トイレ（改札外）（2025年7月）

### 新幹線
新幹線はJR東海とJR西日本の共同使用駅だがJR東海の管轄駅で、JR東海が管轄する駅では最西端となる。また、JR九州所属の車両が乗り入れる最東端の駅でもある。島式ホーム3面6線と単式ホーム2面2線、合計5面8線を有する高架駅。ホームはほぼ東西方向に延びている。博多方には上下本線の間に引上線（大阪仕業検査車両所新大阪支所）があるほか、25・26番線の博多方には保線用の横取り線がある。
サインシステムや駅名標はJR東海のデザインのものであるが、JR西日本との境界駅のため駅名標にはJR東海のロゴマークは入っていない。
東海道新幹線の開業当初の設計では島式ホーム3面6線のみ（開通時は2面3線のみで1974年12月7日に3面6線となった）で南北に1線ずつ留置線の路盤を準備していたが、その路盤に線路とホームを設置する形で1985年3月9日に20番線が、2013年3月16日に27番線が増設された。なお、27番線のホームは阪急新大阪連絡線として阪急電鉄が確保していた用地を利用して設置された。
山陽新幹線の「みずほ」・「さくら」・「ひかりレールスター」・「こだま」の多くは単式ホームの20番線に着発するため、東海道新幹線が主に発着するホームからは距離が遠い。コンコースと20番線を直接行き来するエレベーターが無いため、21・22番線用のエレベーターを利用して乗り換える必要がある。そのため、マルス端末やインターネットの乗換案内サービスなどでは、当駅と同じく全列車停車駅で且つ同一ホームで乗り換えが可能な隣駅の新神戸駅での乗り換えを推奨するケースが多い。2011年3月12日の山陽・九州新幹線直通運転開始にそなえ、20番線のエスカレーターの増設工事が行われた。
一部の「さくら」は21番ホームから発車する。
実際のJR東海とJR西日本の会社境界は駅西方2.8km先（東京起点518.2 km）の十三筋（大阪府道・兵庫県道41号大阪伊丹線）の第二三津屋架道橋を越えたすぐの地点にある。ここにはATCの上り第1場内進路と地上信号機が設置されている。20番線（一部は21 - 23番線）に到着する上り列車はここから下り線を走行することになるため、山陽新幹線のダイヤ構成上の制約が生じるが、反面22番線から27番線までと引き上げ線との間の入換では交差支障が発生せず、東海道新幹線の新大阪折り返し列車と山陽新幹線の新大阪折り返し列車は独立にダイヤ設定が可能である。また東海道新幹線側では同駅では一部相互発着という手法で列車を入線・出発させている。
2006年2月22日のJR東海社長定例会見で、新幹線ホームの改良に伴い、阪急新大阪連絡線の用地の一部を転用して、現在の26番線の北側に27番線を新たに設けることと、博多方にある2本の引上線を4本に増設することを明らかにしていたが、27番線は2013年3月16日のダイヤ改正から使用している。これにより、運転効率の向上ならびに更なる本数増強が可能になった。続いて、引上線の増設が2014年1月26日に完成した。
残る阪急電鉄の所有地は、当駅北側の玄関口として活用するとともに、新大阪連絡線のうち免許が維持されている当駅 - 十三駅間をOsaka Metro四つ橋線の十三延長（西梅田・十三連絡線（仮称））と合わせて一本の路線として、北ヤード・西梅田への接続路線として整備する意向であることを表明している。ただしこれらの計画についての着工・完成時期などは未定である。
また、新幹線コンコースはこれまでの中央入口（入場のみ）・中央出口（出場のみ）が、両者ともに入出場可能となる改良工事が行われた。これに伴い、前者は「中央口」、後者は「南口」と改称されている。
なお、2013年7月10日から新幹線ホームが全面禁煙化され、新たにコンコース内に喫煙ルームが設けられた。
新幹線ホームの直下の地上には北方貨物線が通る。ホーム部分は25・26番線ホームの直下、引上線部分は引上1・2番線（1966年10月1日に設置された当初からある引上線）の直下を通過している。
山陽新幹線側は地下ホームを建設し、北陸新幹線も乗り入れて直通運転する計画案がある。

#### のりば
| 番線    | 事業者   | 路線         | 行先     | 備考                                               |
| ------- | -------- | ------------ | -------- | -------------------------------------------------- |
| 20 - 22 | JR西日本 | 山陽新幹線   | 博多方面 | 20番線は当駅始発のみ 早朝の1本のみ、23番線から発車 |
| 23 - 27 | JR東海   | 東海道新幹線 | 東京方面 | 23・24番線は原則として当駅始発のみ                 |

- 2020年3月14日の改正時点で、到着列車については、東海道新幹線方面からは21 - 27番線、山陽新幹線方面からは20・21・24 - 27番線に入線する[68]。なお、構造的には全てのホームで両方向の到着・発車に対応しているが、27番線には東海道新幹線車両向けのホームドアが設置されているため、16両編成以外停車できない。
- 2021年3月13日の改正時点で、23番線を使用する当駅始発の山陽新幹線が早朝に1本のみ設定されている。
- 27番線については、2013年3月16日の開設時は山陽新幹線方面から直通する列車も使用していたが、2014年3月15日の改正時から原則として当駅始発の東海道新幹線列車（2017年3月4日改正前日まで、日中は「ひかり」・「こだま」が毎時1本ずつ[69]、同改正以降は「のぞみ」2本（うち1本は臨時列車））が使用していた[70]。2020年3月14日の改正時から再び山陽新幹線からの直通列車も使用するようになった[68]。
- 臨時列車がある場合、山陽新幹線博多方面の列車が、本来東京方面のホームである23番線から発車することもある[注 6]。
- 20番線については、1985年3月9日の開設時から1990年頃までは、少数ながら東海道新幹線列車の発着にも使用されていた[注 7]。
- ホームドアは27番線のみ開設当初から設置された。27番線以外は2019年以降に設置を開始し[71]、2022年12月までに設置された。27番線は、他駅と同様16両編成に合わせたドア位置で設置されているが、27番線以外は16両編成の他に8両編成も停車する事から、両方の乗車位置に対応するため、開口部が大きい専用開発品を採用。材質は軽量化のため、FRP（繊維強化プラスチック）を採用する。

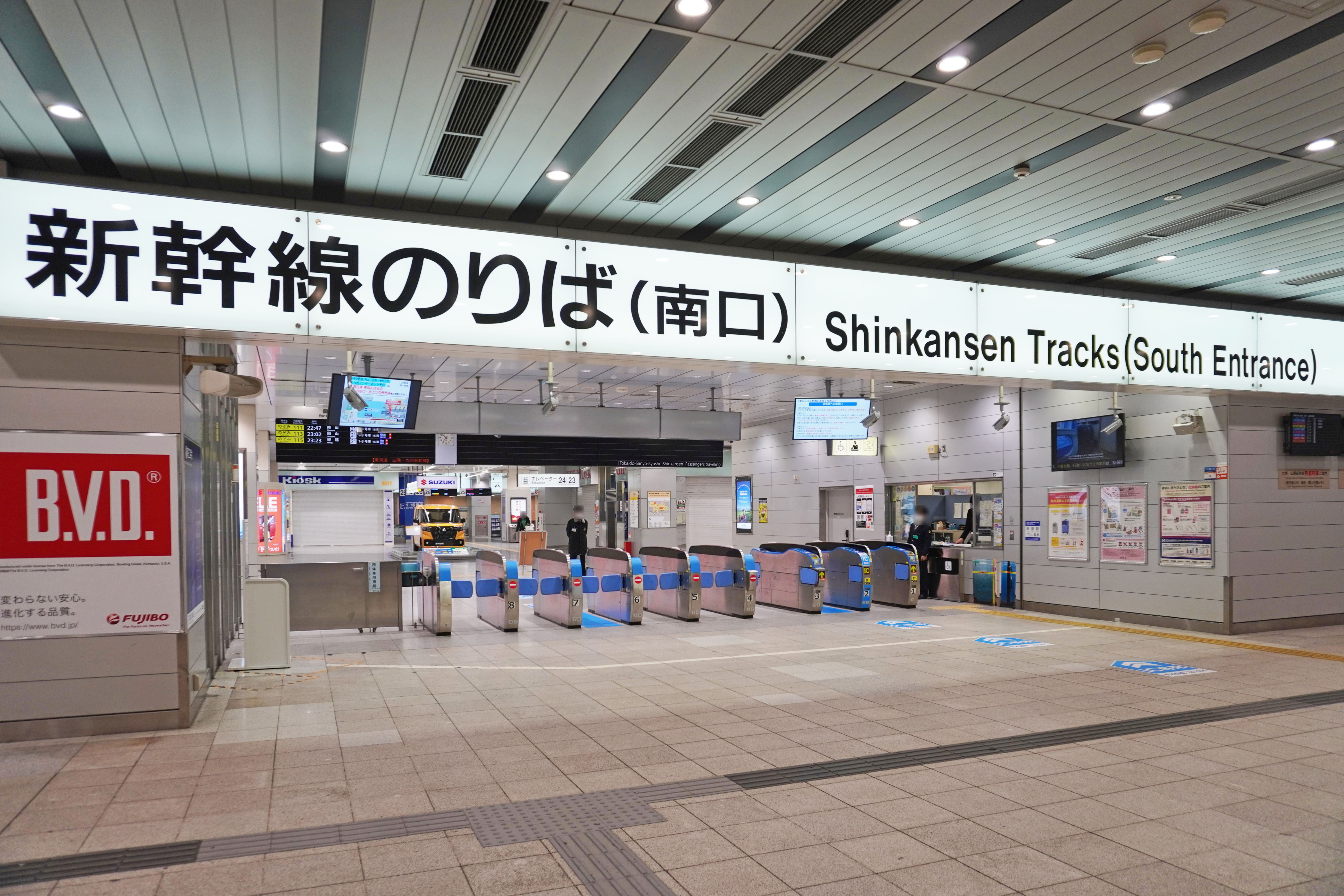
新幹線南口改札（2023年2月）
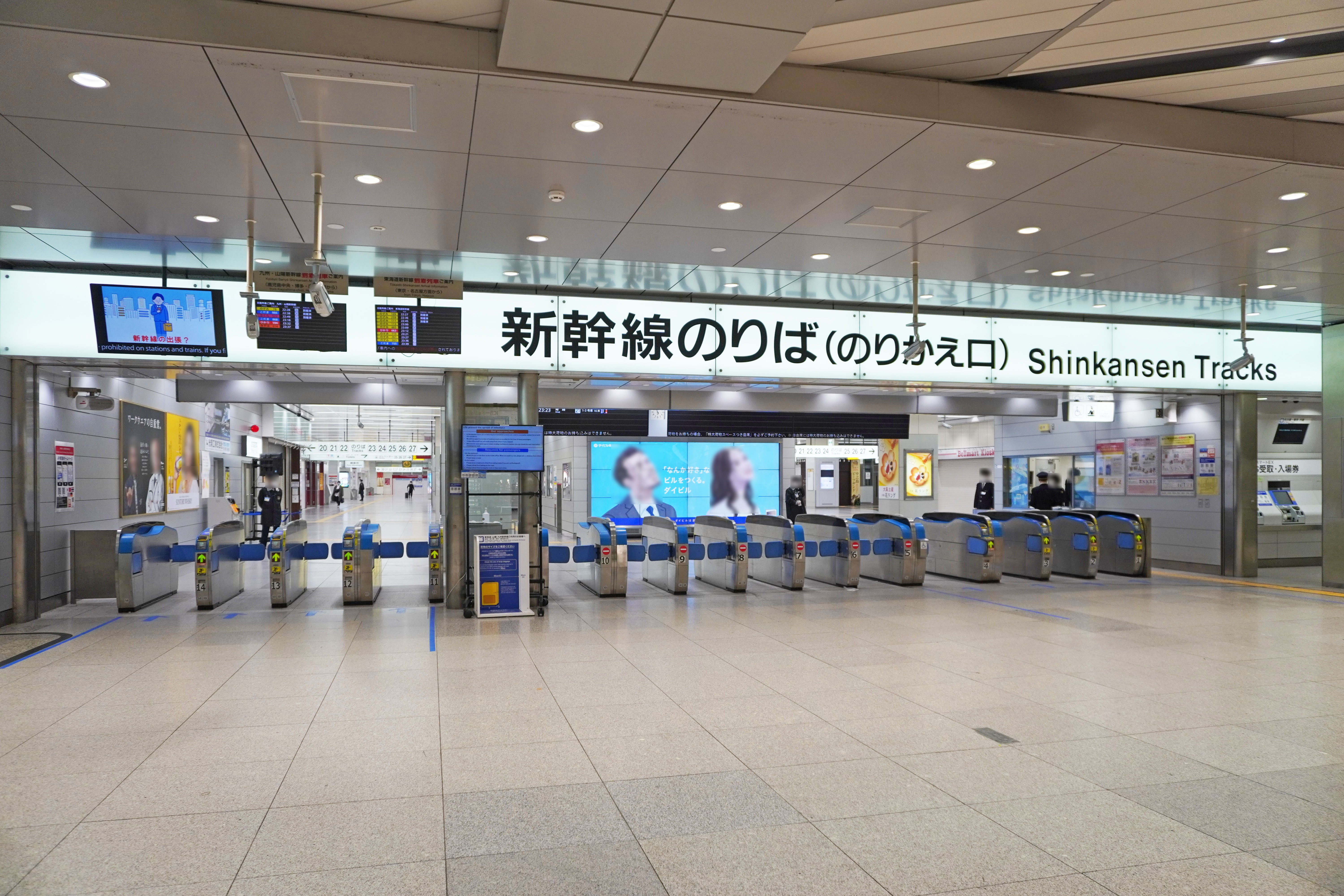
のりかえ口（2023年2月）
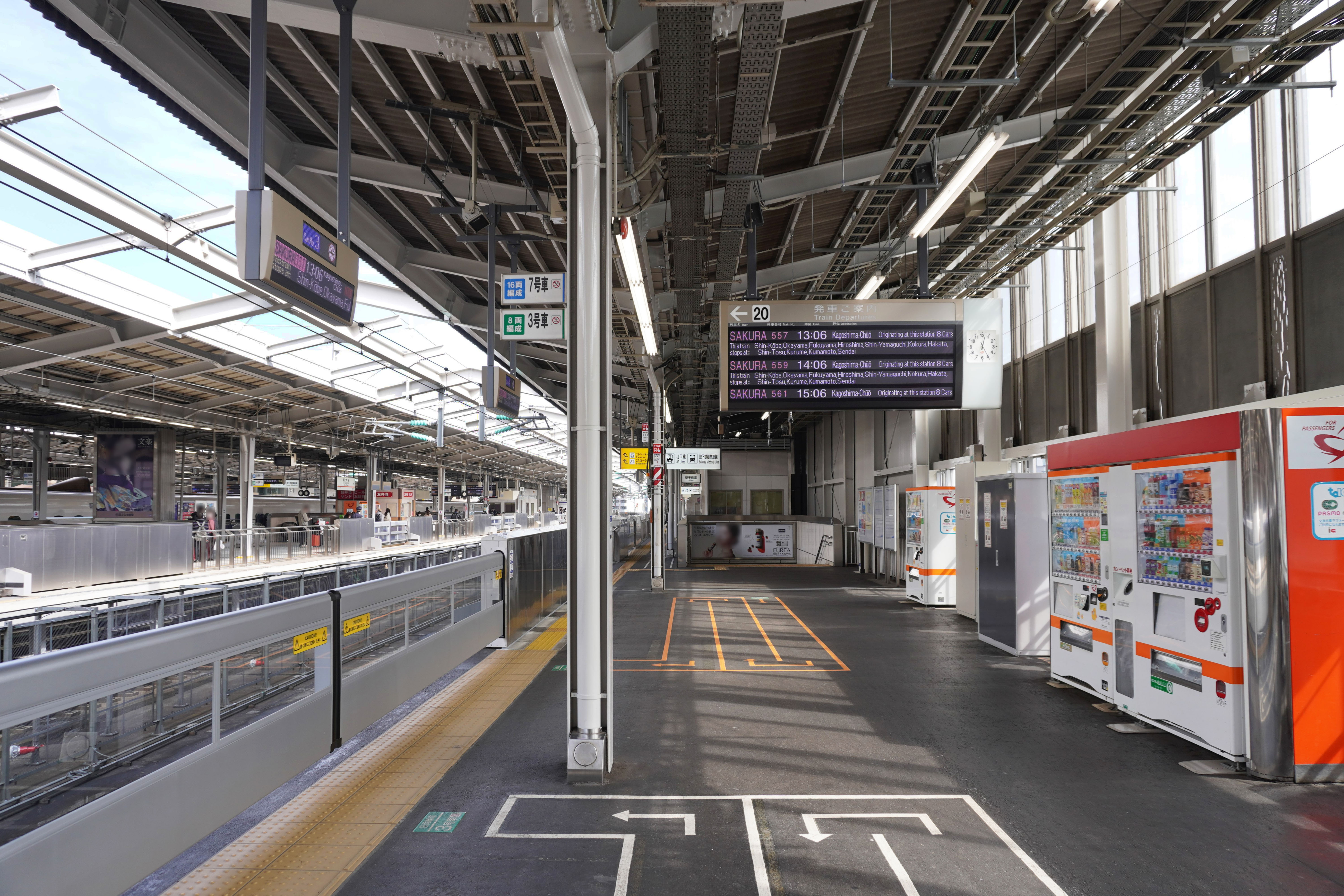
新幹線20番線ホーム（2023年2月）
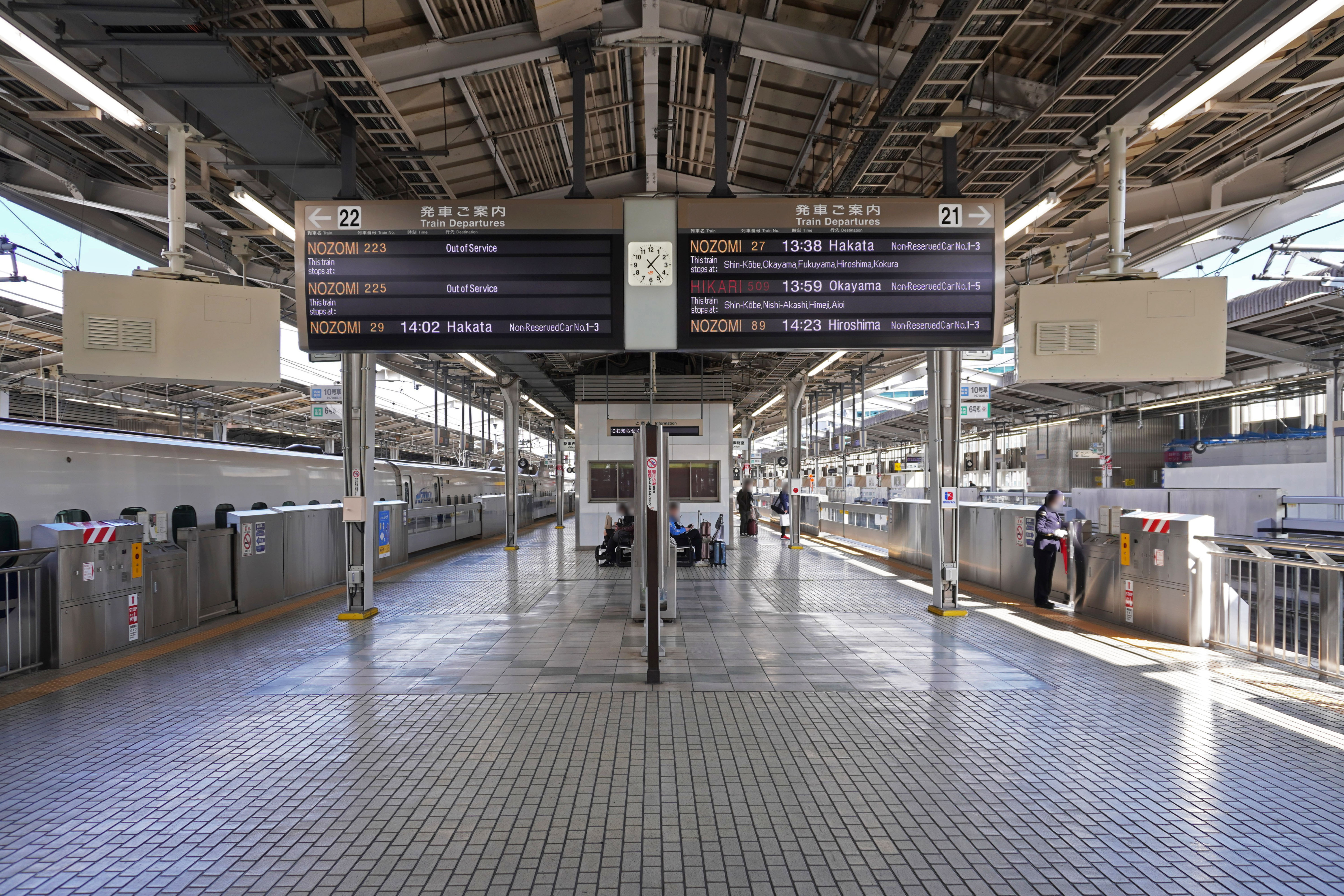
新幹線21・22番線ホーム（2023年2月）
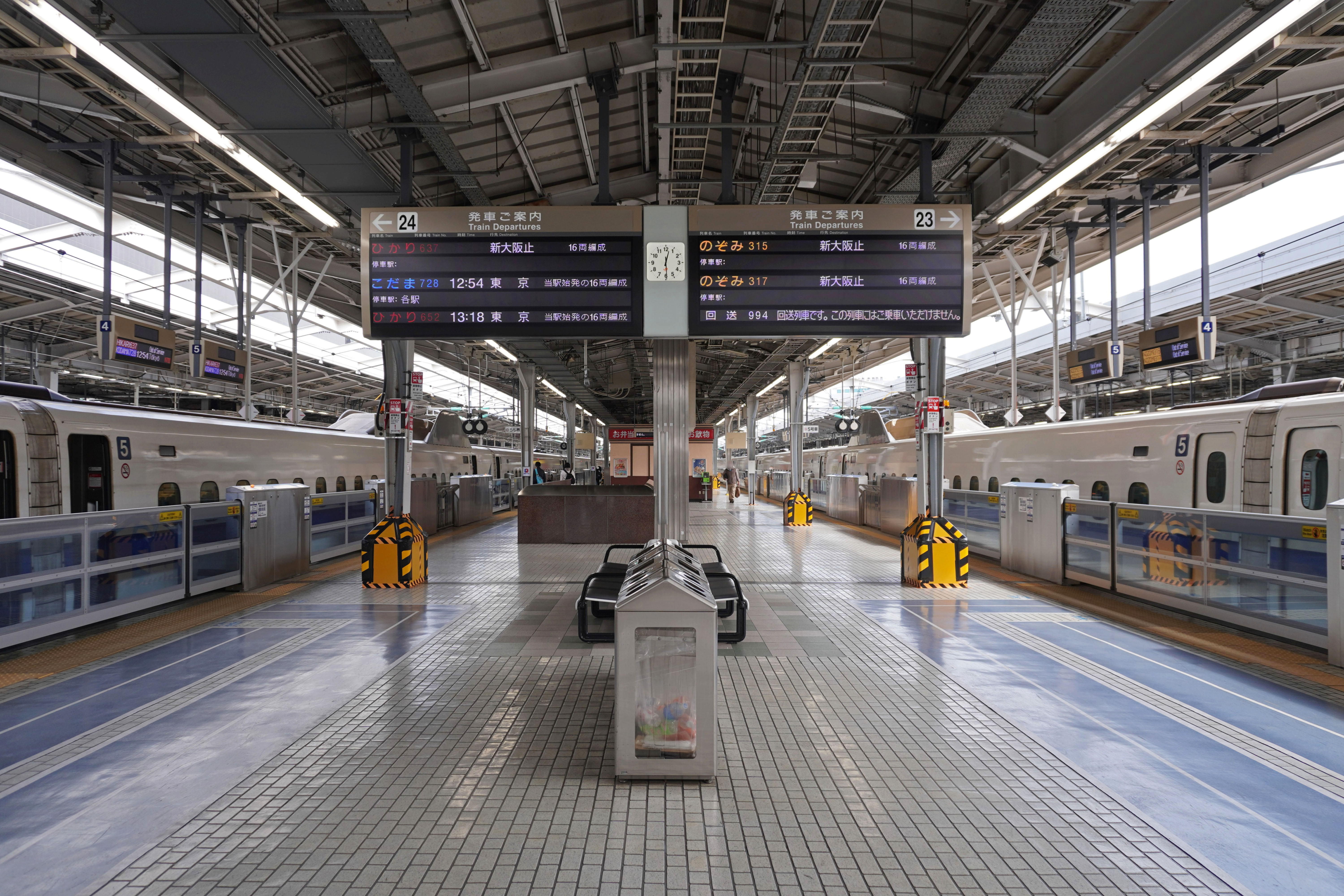
新幹線23・24番線ホーム（2023年2月）
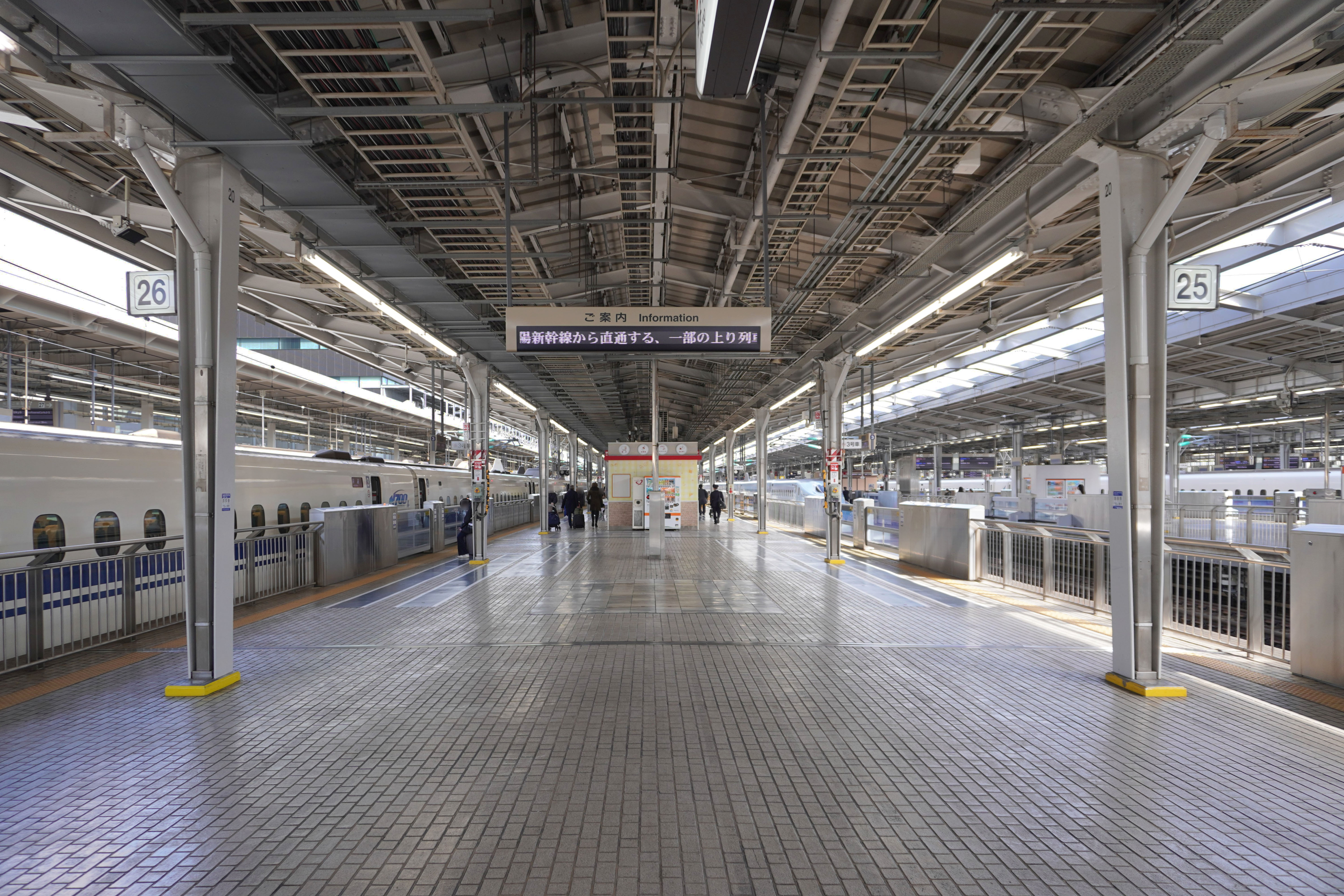
新幹線25・26番線ホーム（2023年2月）
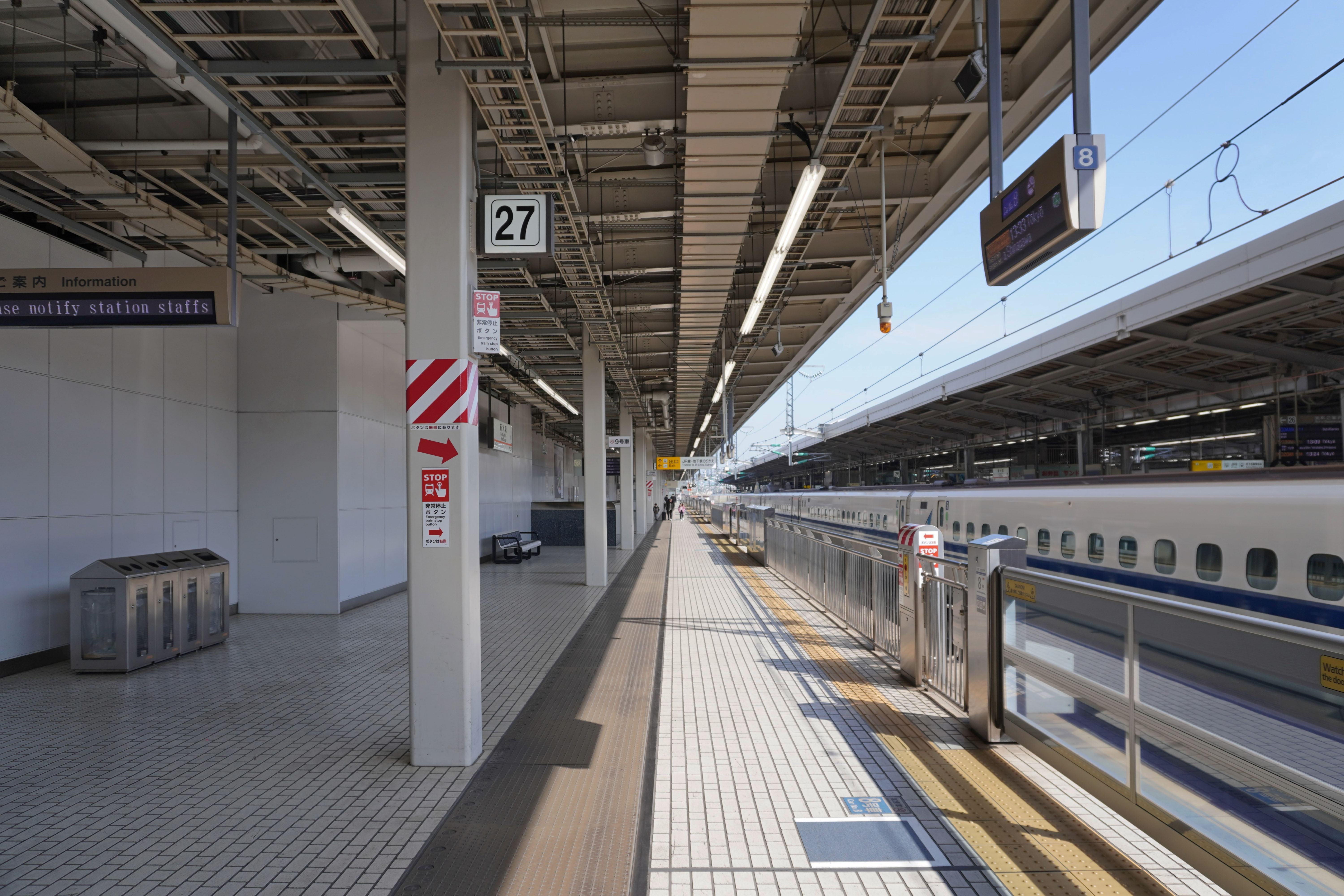
新幹線27番線ホーム（2023年2月）
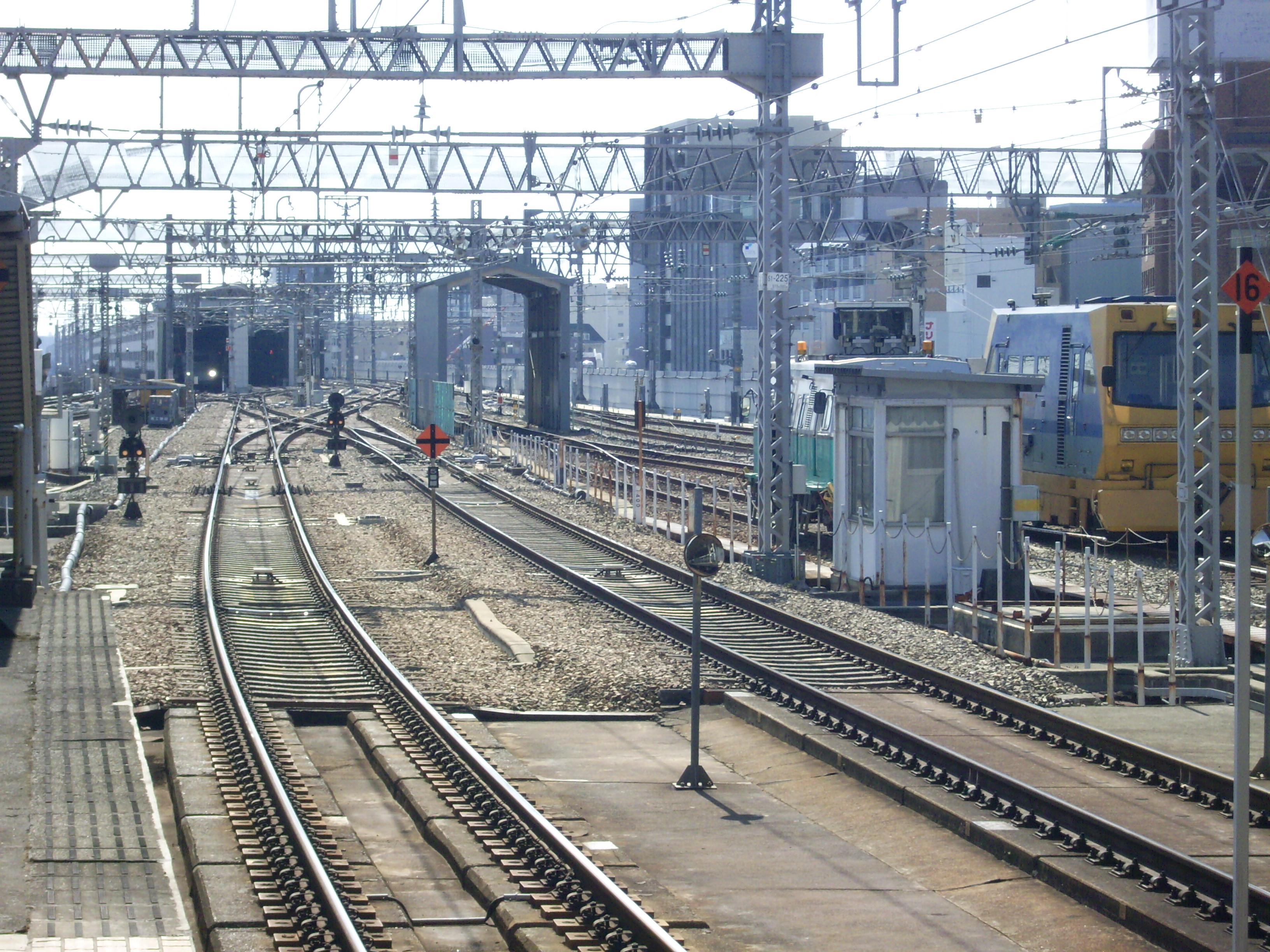
引上線（線路の先にある建物が引上線の覆屋）（2008年1月）
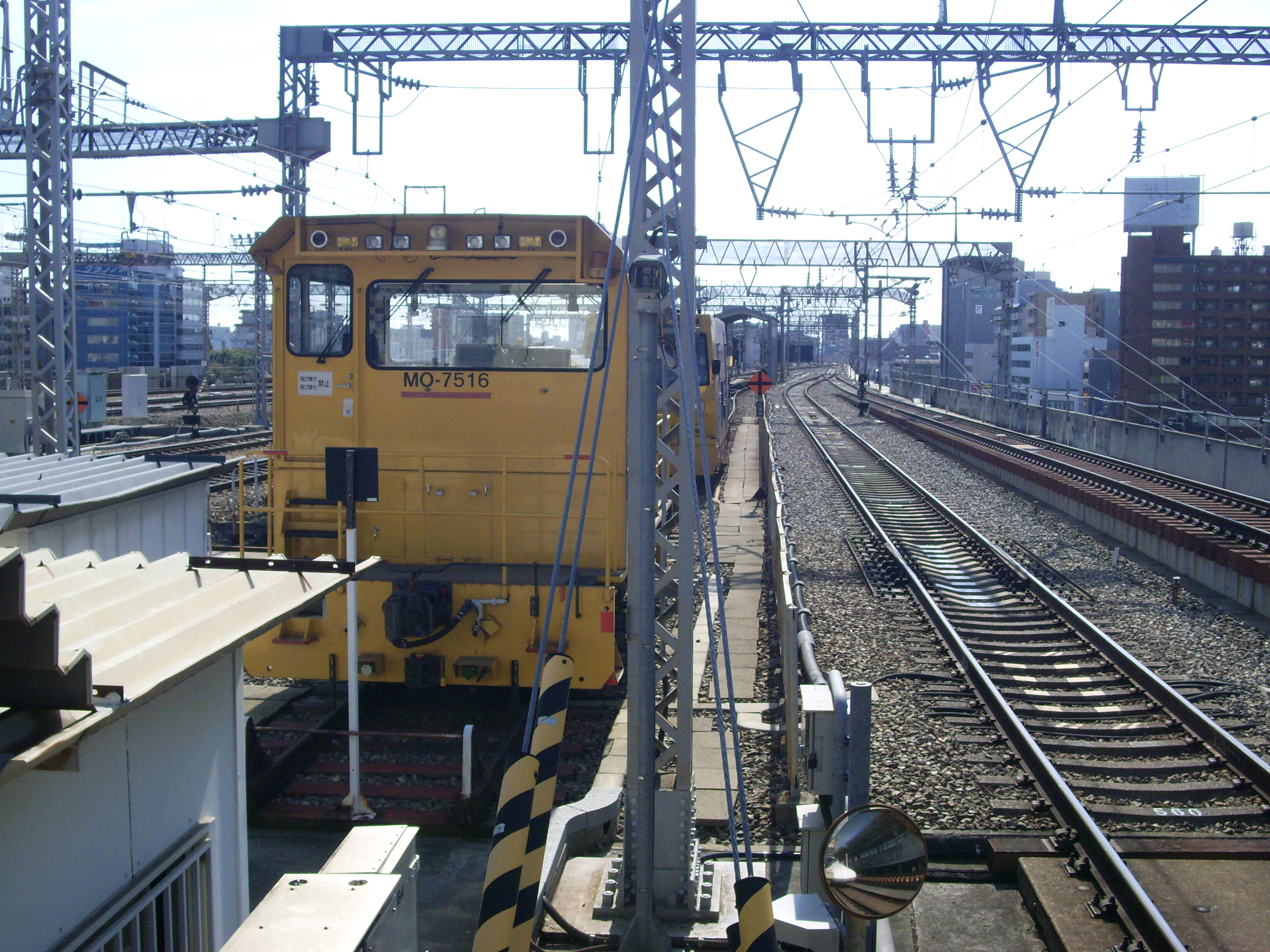
保線用の横取り線と保線車両（2008年1月）
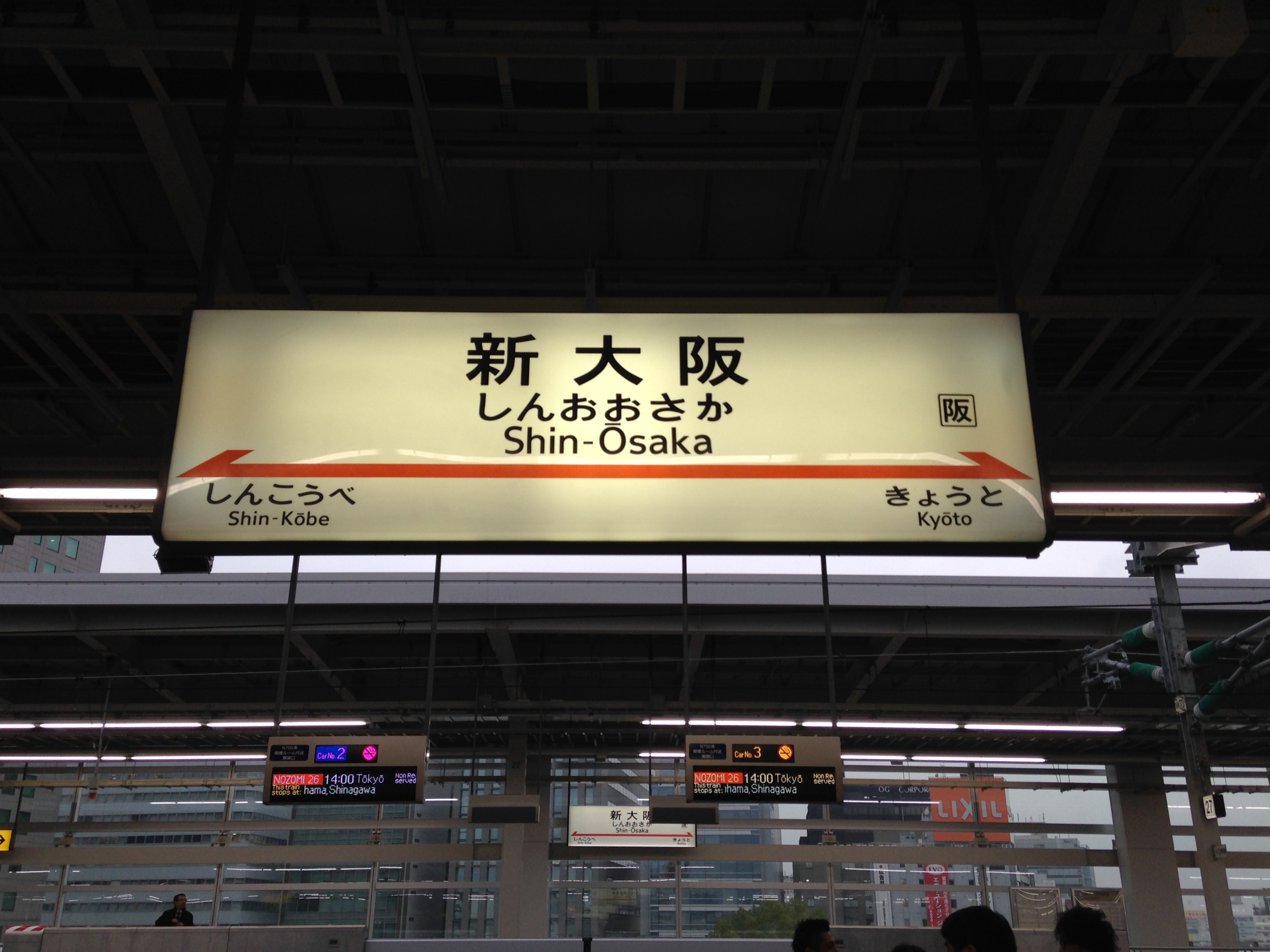
駅名標。他の東海道新幹線の駅と異なり、JR東海のロゴマークが入っていない。（2013年12月）

#### トイレ
トイレはのりかえ改札近くにある。

## 大阪市高速電気軌道 (Osaka Metro)
Osaka Metro御堂筋線は西側で東海道・山陽新幹線とほぼ直交し、新御堂筋の中央分離帯に位置する島式ホーム1面2線を有する高架駅となっている。高架駅ではあるが、線路を含めすべて屋根に覆われている。
江坂方にY形引き上げ線があり、終日に渡り天王寺方面からの折り返し列車が設定されている。日中は半数の列車が折り返す。かつては夜間の留置にのみ使用されていたが、1990年から中津行きを延長する形で日中にも多く運転されるようになった（当初は「国際花と緑の博覧会」期間中のみの予定であったが、好評だったため期間終了後もこの延長運転は続けられ、後に夜間時間帯にも拡大している）。
ホームの江坂方にトレインビュースポットが設置されており、自由に出入りが可能。
西中島南方駅とは駅間距離が僅か700mしか離れておらず、当駅ホームから西中島南方駅ホームや停車中の列車がよく確認できる。
昇降設備は、北東・北西改札内にエスカレーターが上り1基・下り2基とエレベーターがあり、中改札内にエスカレーターが上り2基・下り1基とエレベーターがあり、南改札内に上りエスカレーター1基がある。
自動改札機は東芝製が設置されている。JR線との連絡改札はなく、乗り換えの際は一旦改札を出る必要がある。
2010年1月6日、中改札口にファミリーマート地下鉄新大阪駅ナカ店が開店したが、2015年に閉店した（跡地に改札口南側にあった有人窓口を移設）。
2016年3月30日には駅北東・北西改札外に駅ナカ商業施設「新なにわ食堂街」がオープンした。
当駅は梅田管区駅に所属し、同副管区駅長が管轄している。

### のりば
| 番線 | 路線     | 行先                               |
| ---- | -------- | ---------------------------------- |
| 1    | 御堂筋線 | 梅田・なんば・天王寺・なかもず方面 |
| 2    | 御堂筋線 | 江坂・千里中央・箕面萱野方面       |

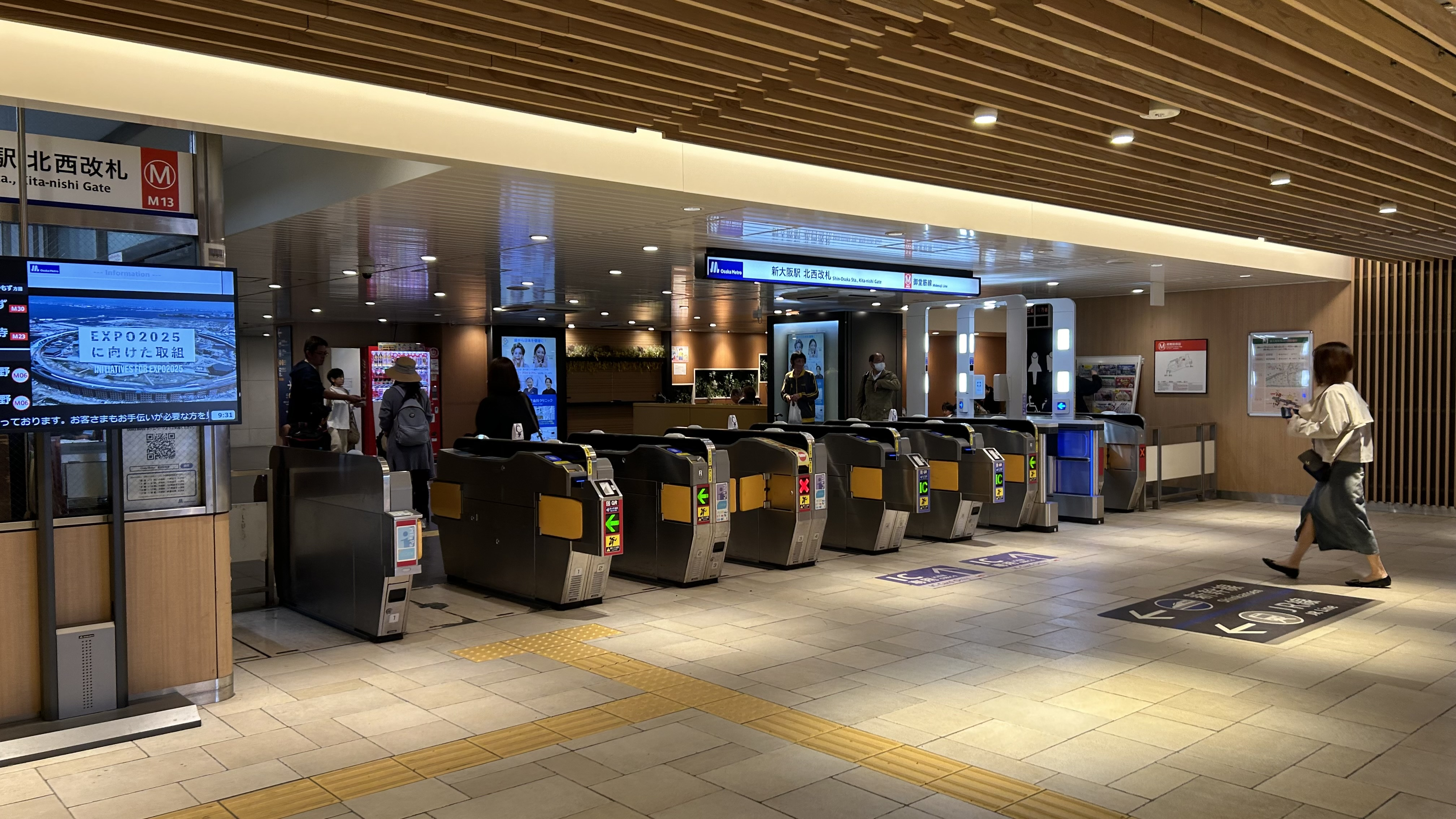
北西改札口（2025年4月）
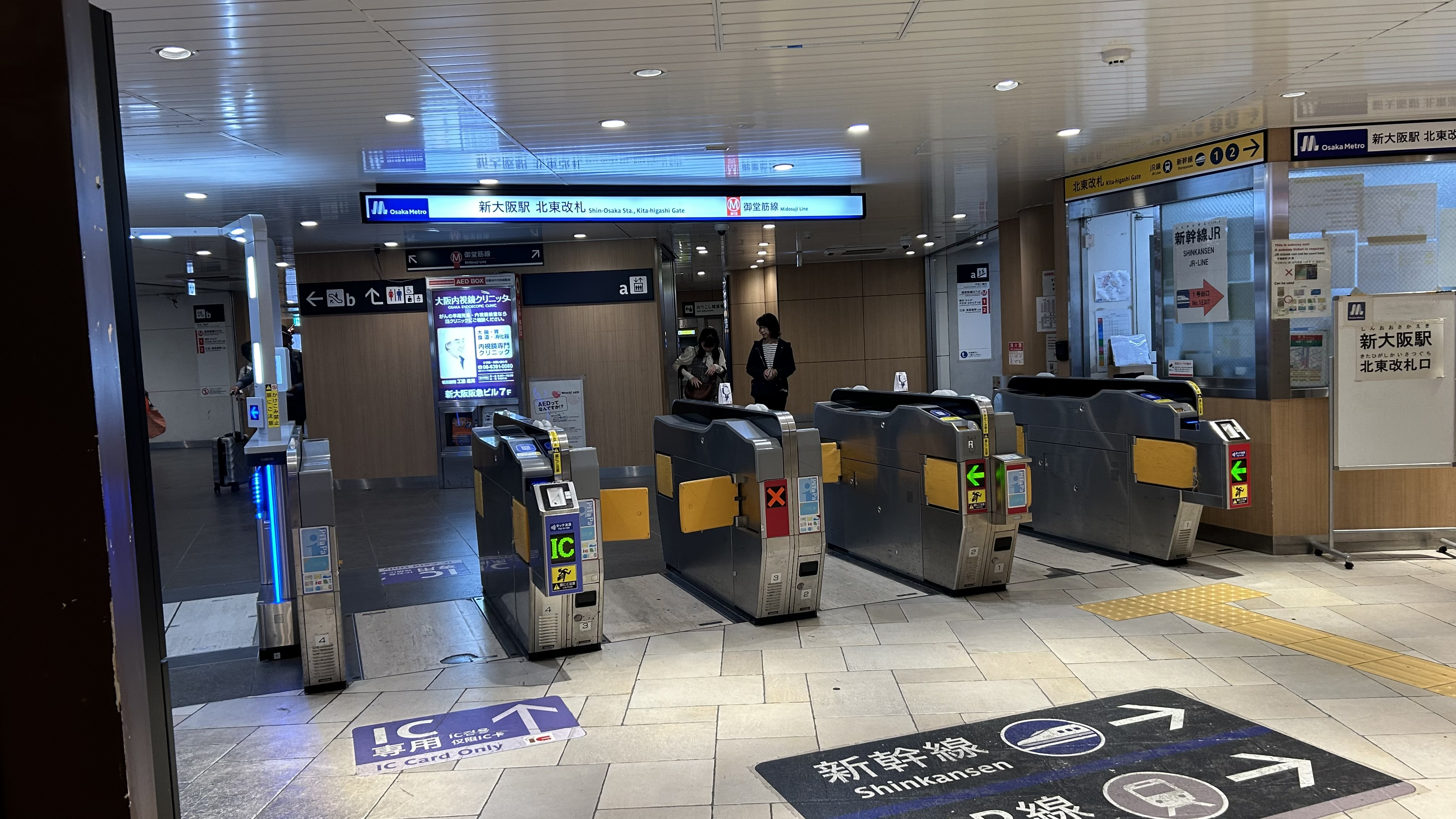
北東改札口（2025年4月）
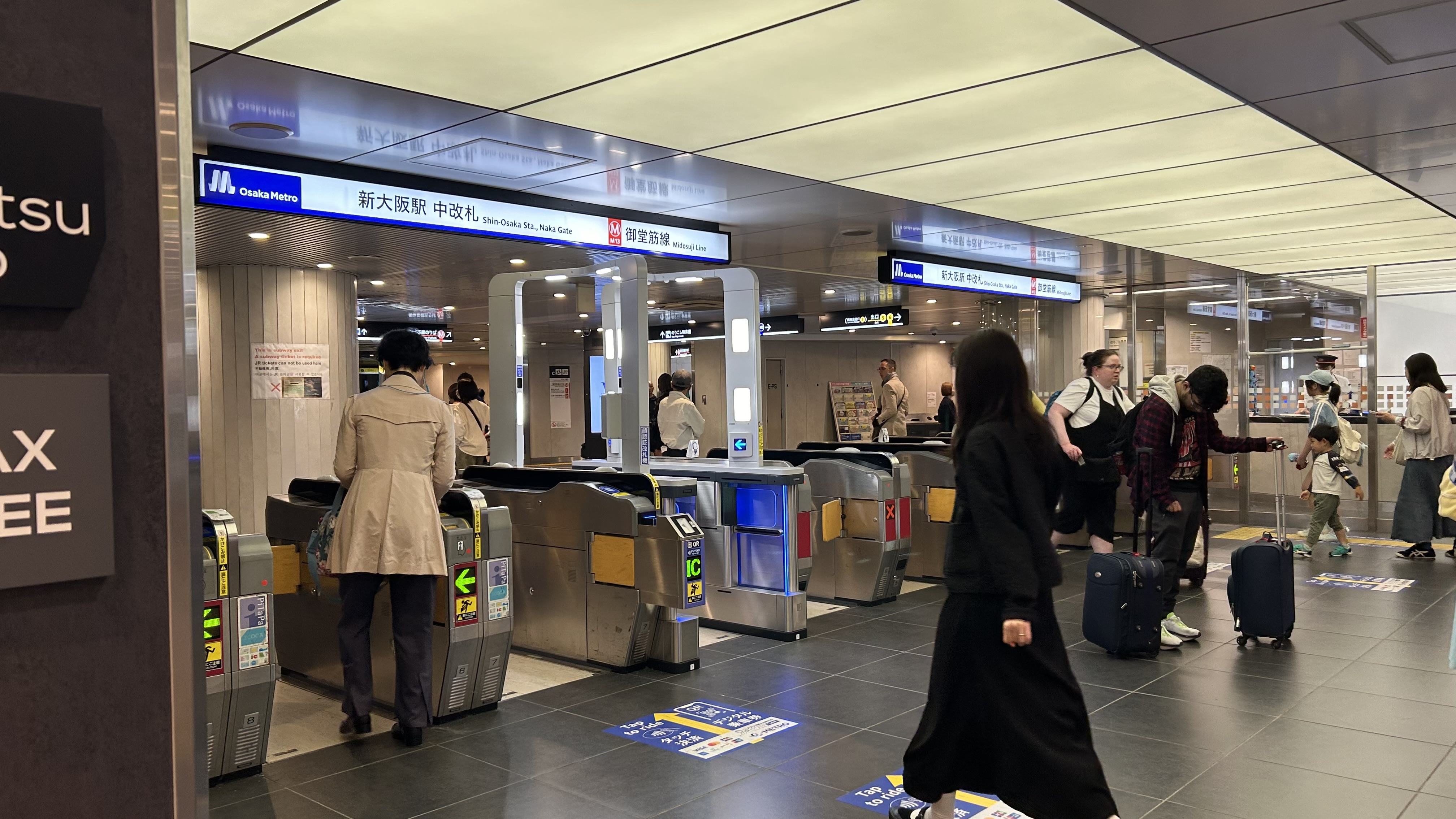
中改札口（2025年4月）
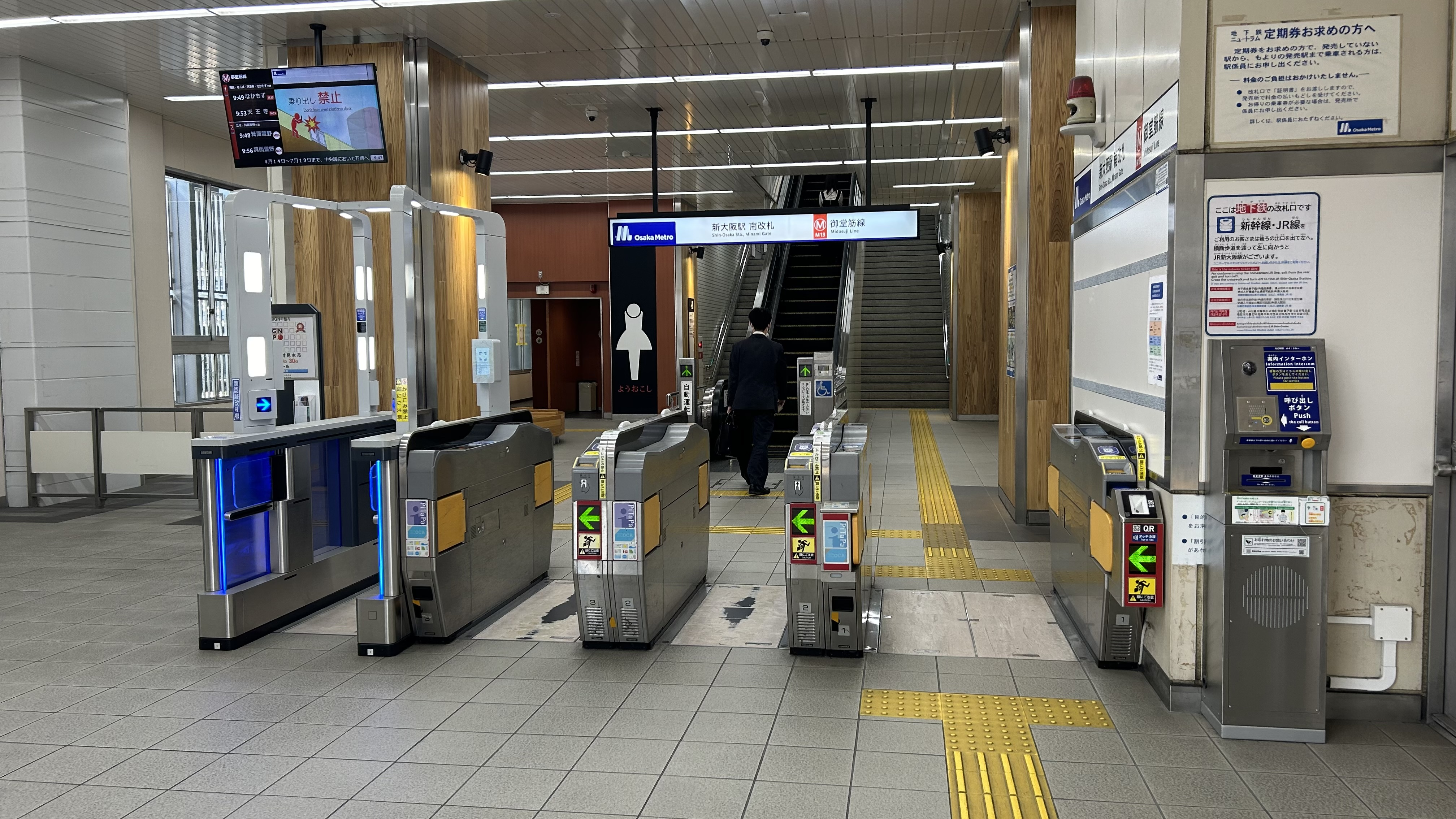
南改札口（2025年4月）
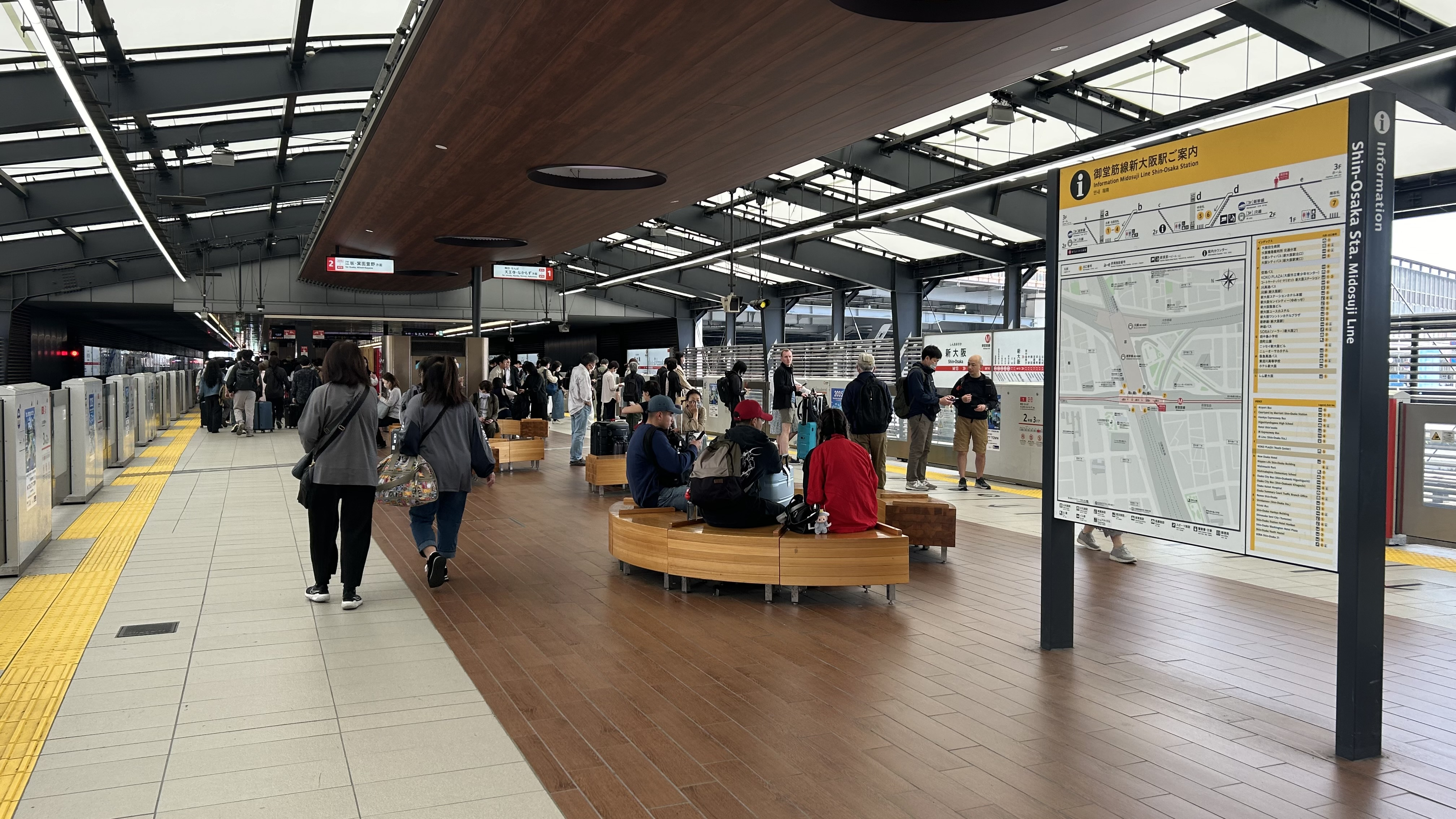
ホーム (南寄り)（2025年4月）
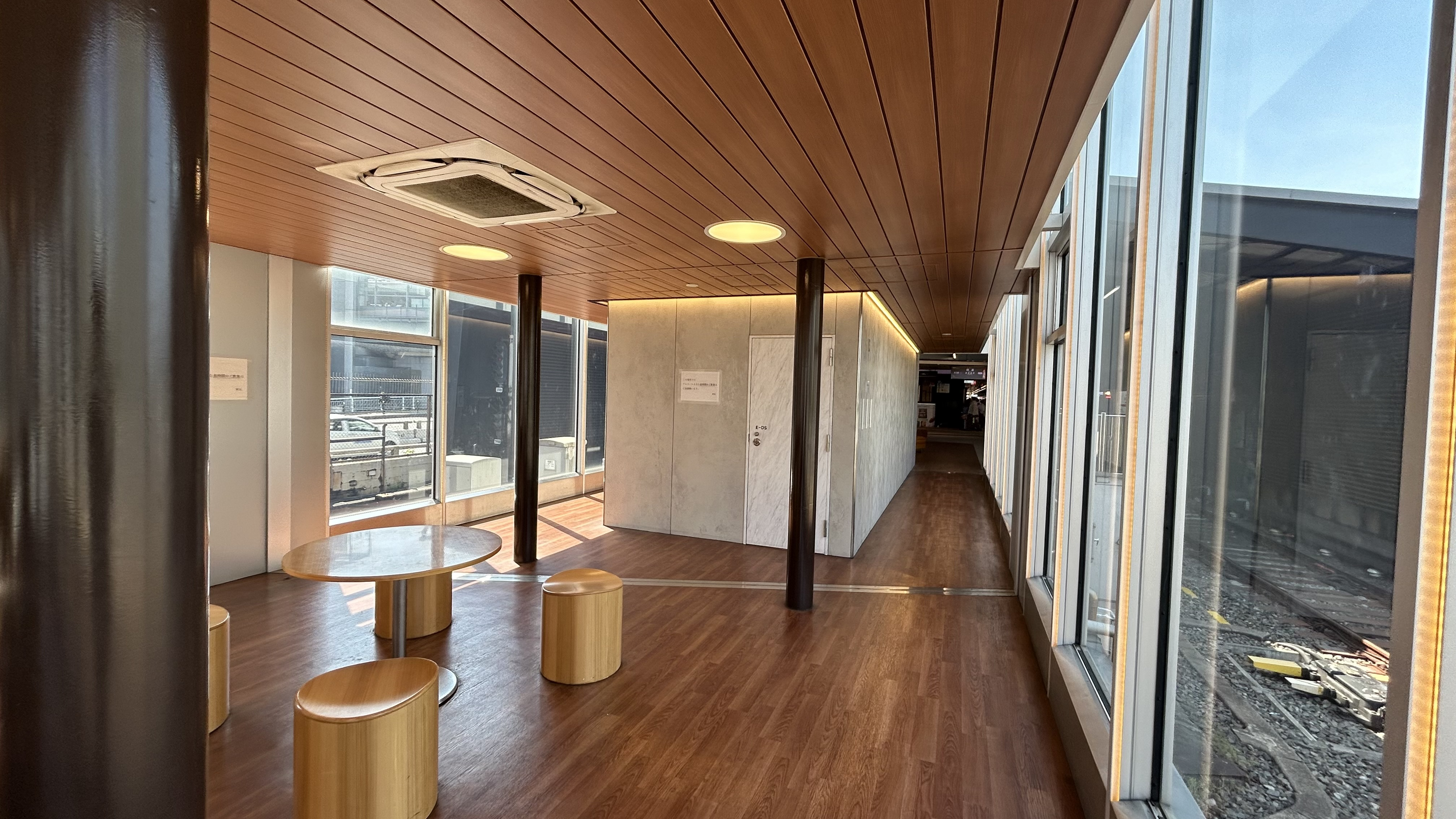
トレインビュースポット（2025年4月）
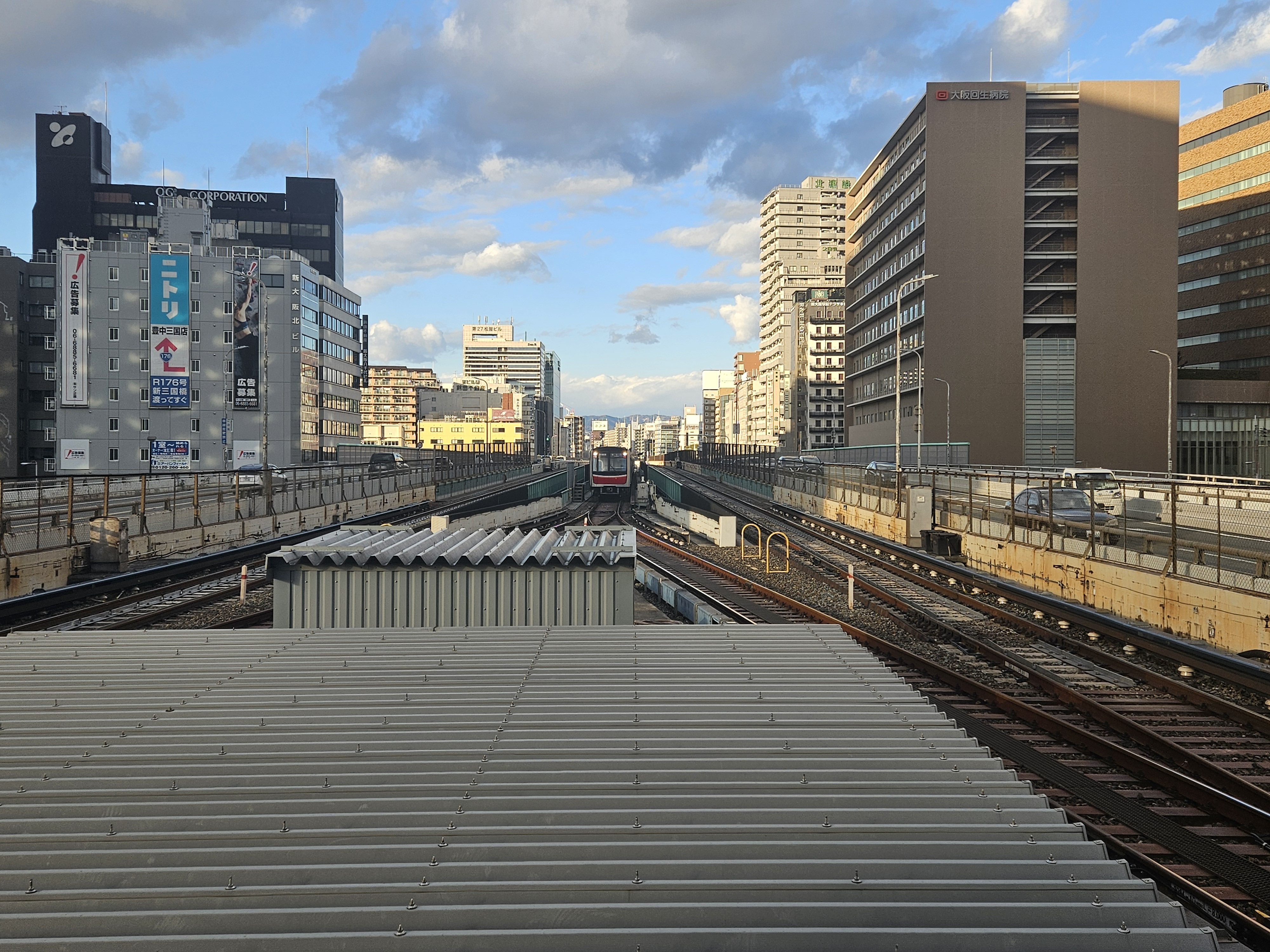
江坂方にある引き上げ線（2024年12月）

### トイレ
トイレは北東・北西改札内、中改札内、南改札内のそれぞれにあり、北東・北西改札内と中改札内にオストメイトに対応した多機能トイレがある。

尚、このトイレは、2015年に、日本トイレ大賞を受賞した。

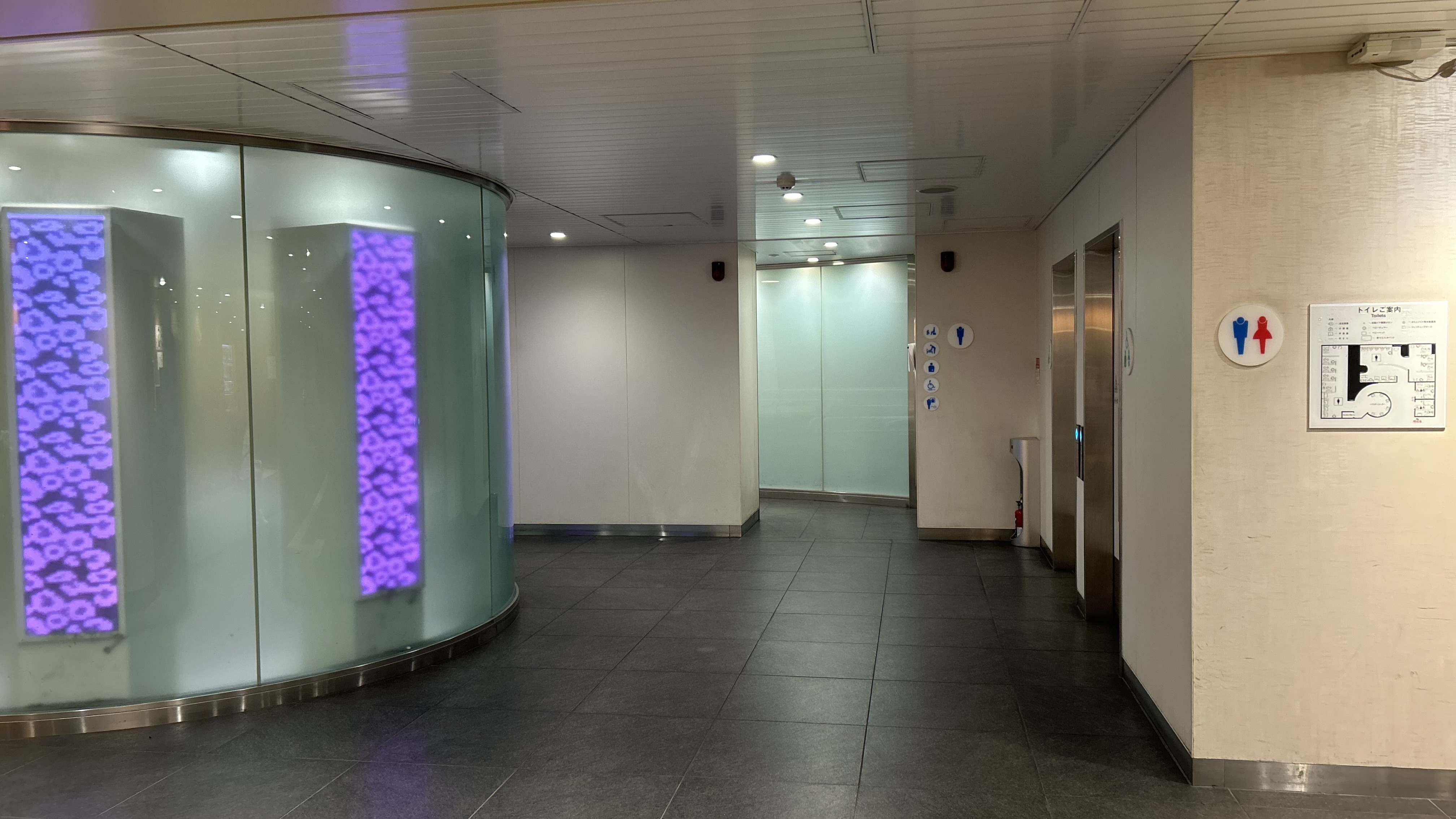
北東・北西改札内トイレ（2025年7月）
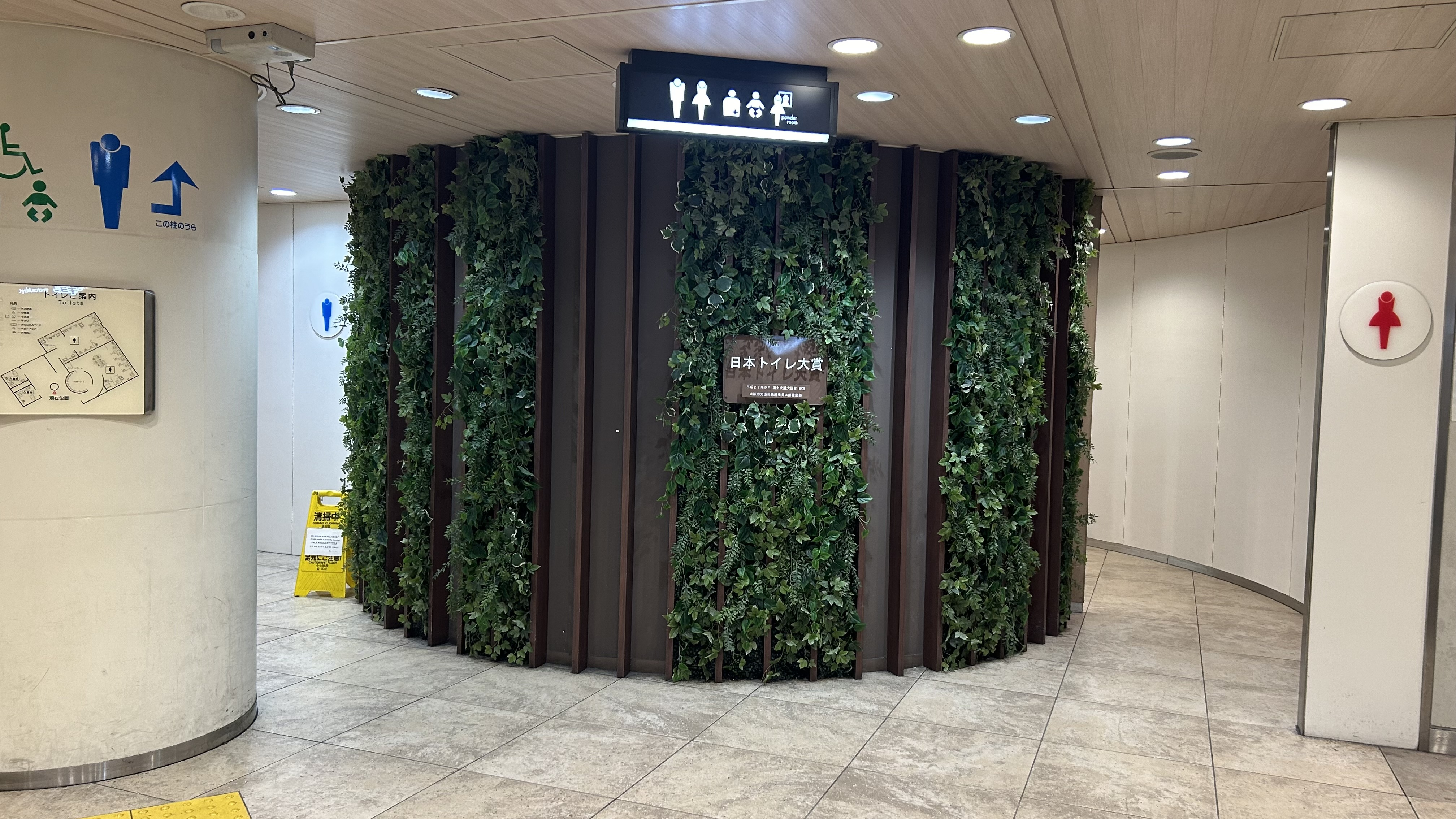
中改札内トイレ（2025年7月）
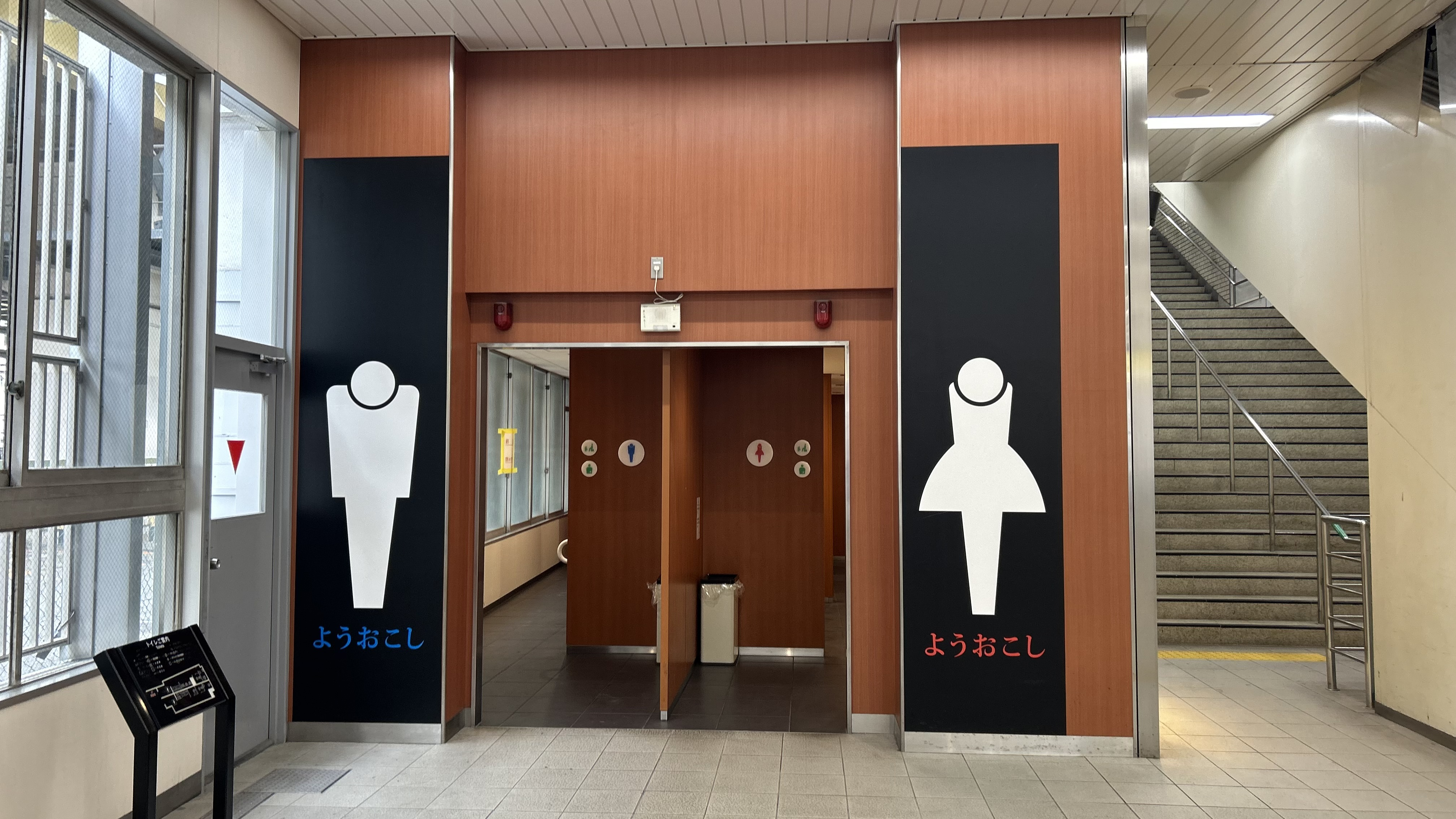
南改札内トイレ（2025年7月）

### 出口
| 出口番号 | 出口周辺                                                         | 接続改札 | 備考 |
| -------- | ---------------------------------------------------------------- | -------- | ---- |
| 1        | 新大阪阪急ビル・JR新大阪駅北口（新幹線）・阪急高速バスターミナル | 北東改札 |      |
| 2        |                                                                  | 北東改札 |      |
| 4        | メルパルクOSAKA・ソーラ新大阪21                                  | 北西改札 |      |
| 5        | JR新大阪駅・空港バスのりば・シティバスのりば                     | 中改札   |      |
| 6        | ハイウェイバスのりば                                             | 中改札   |      |
| 7        |                                                                  | 南改札   |      |

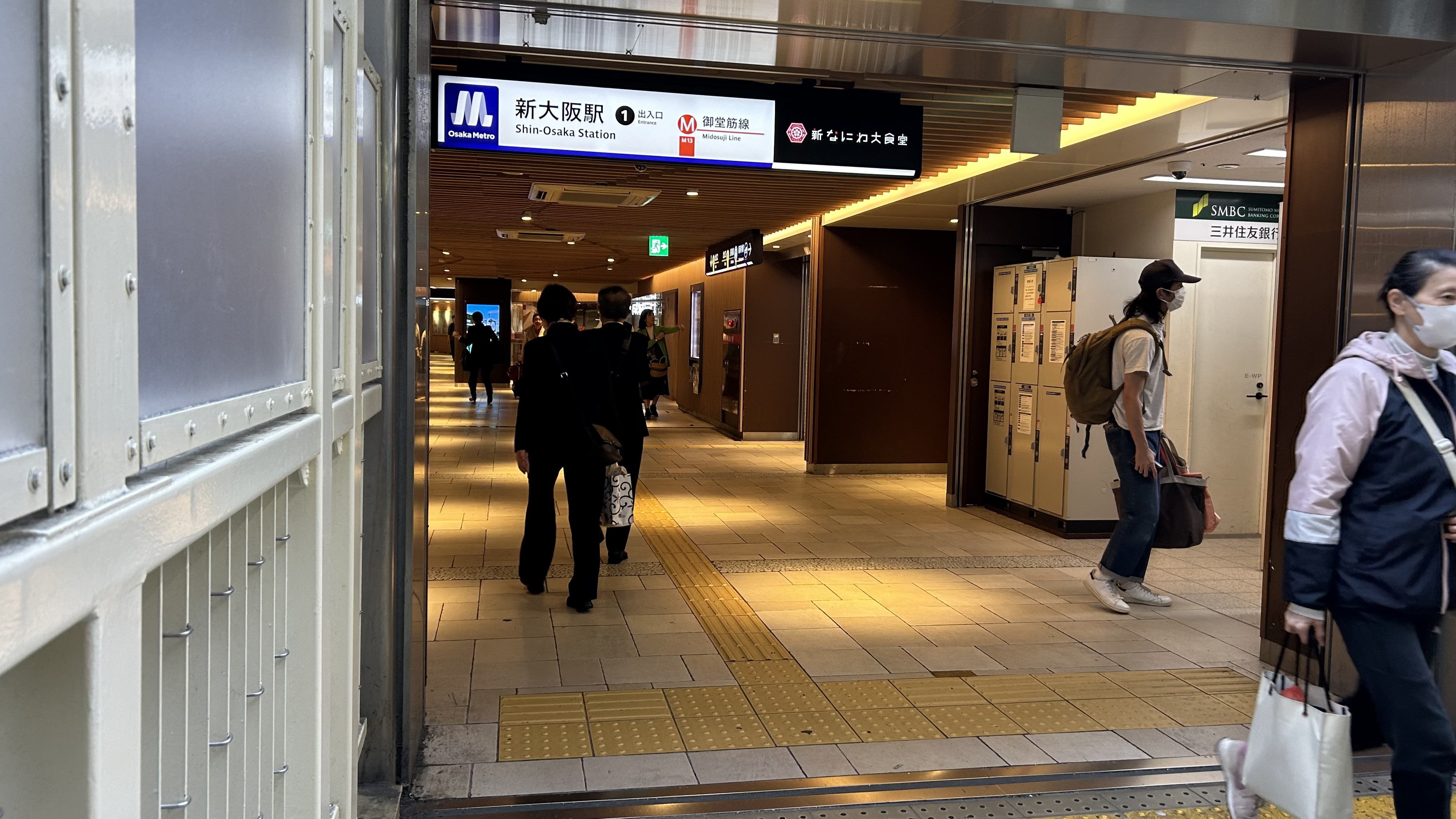
1号出入口（2025年4月）
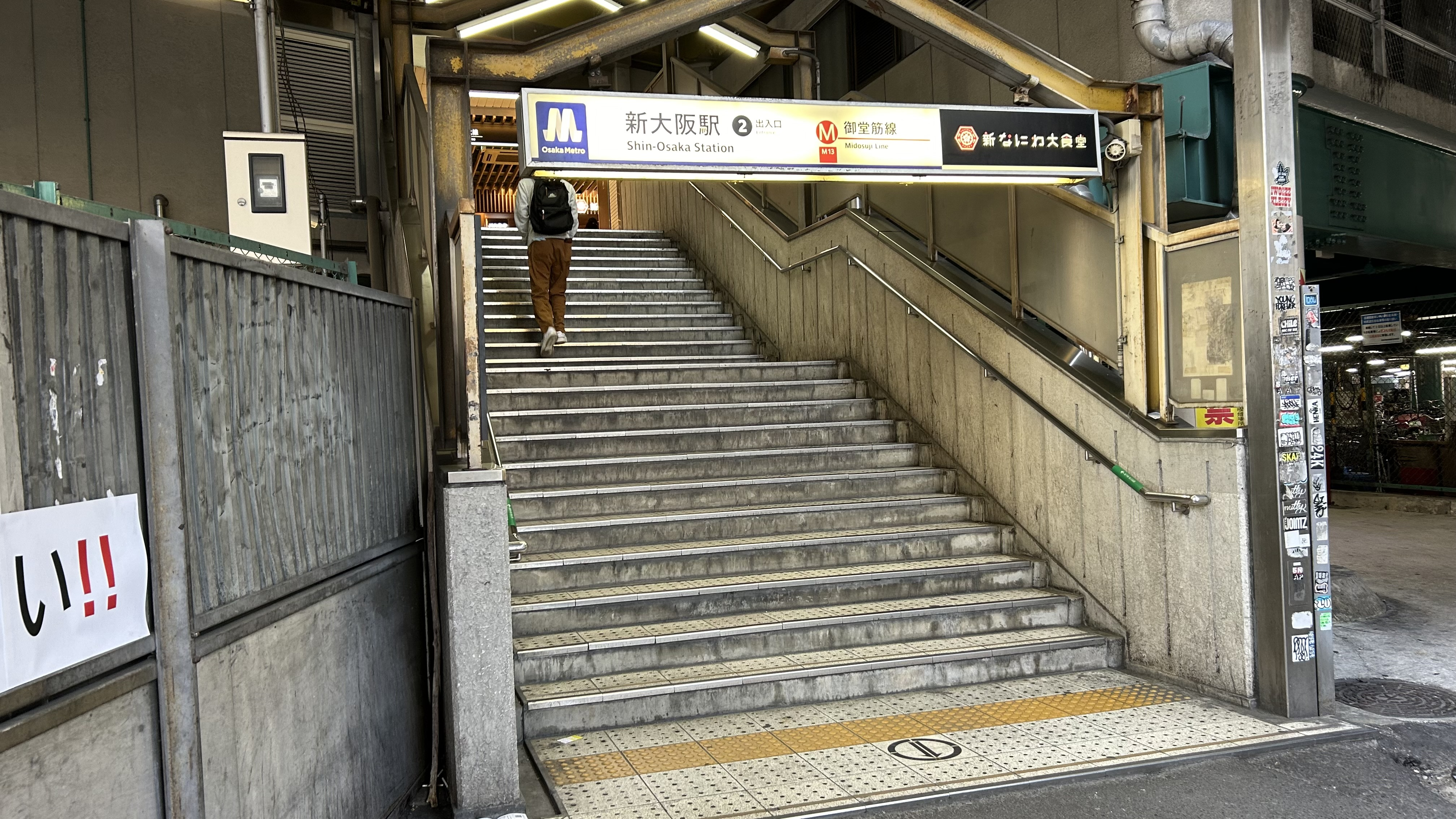
2号出入口（2025年4月）
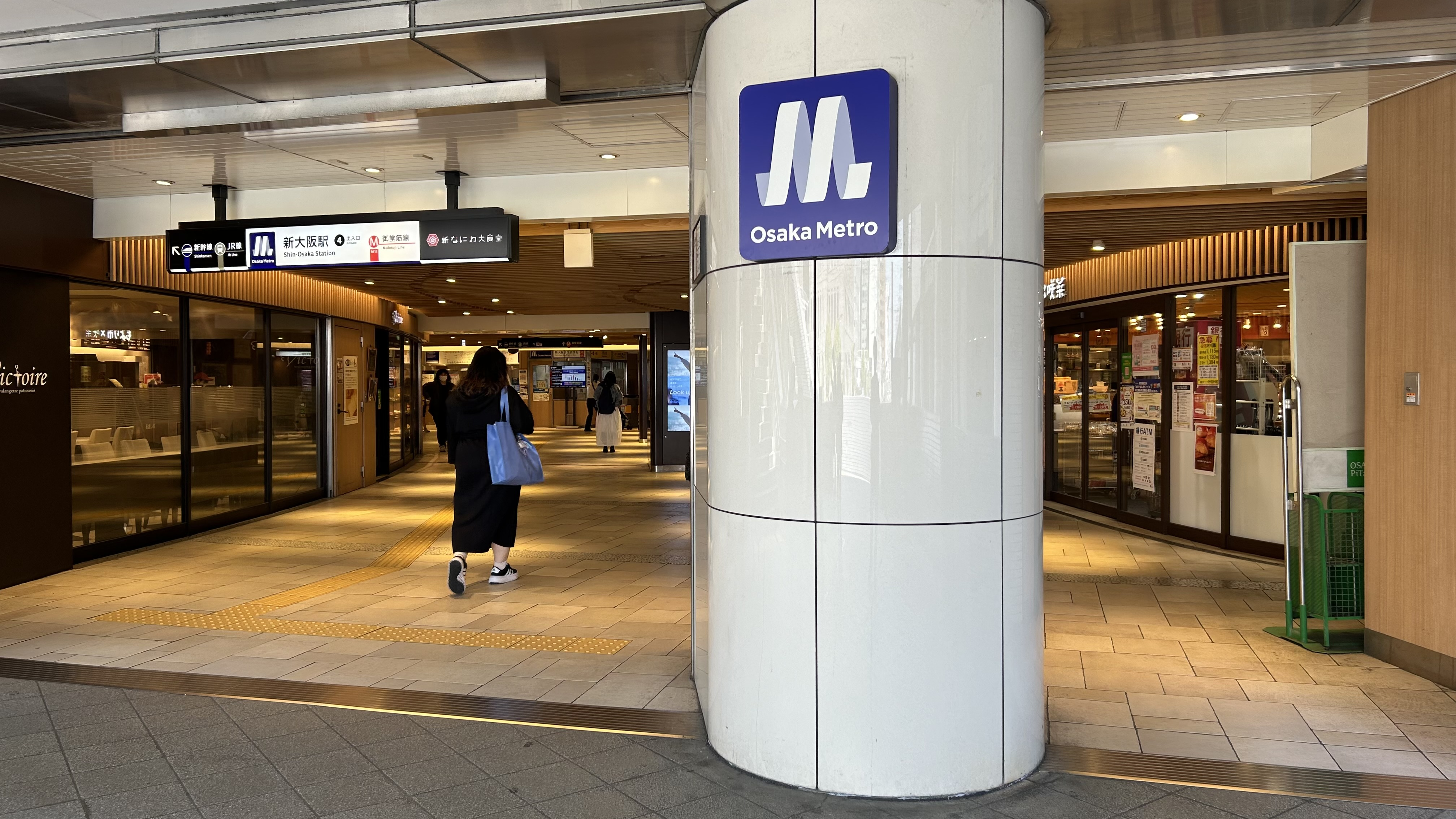
4号出入口（2025年4月）
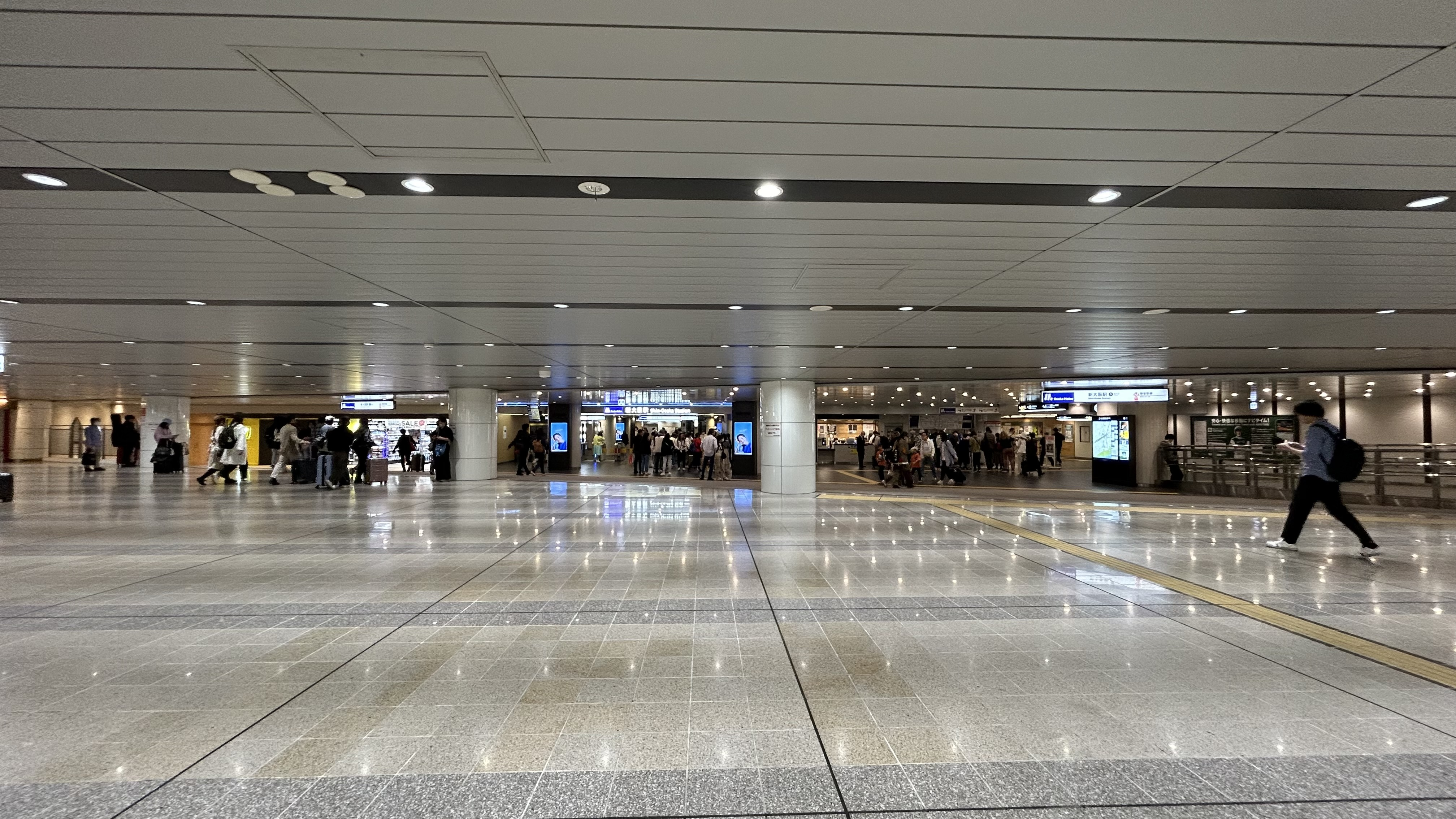
5号出入口（2025年4月）
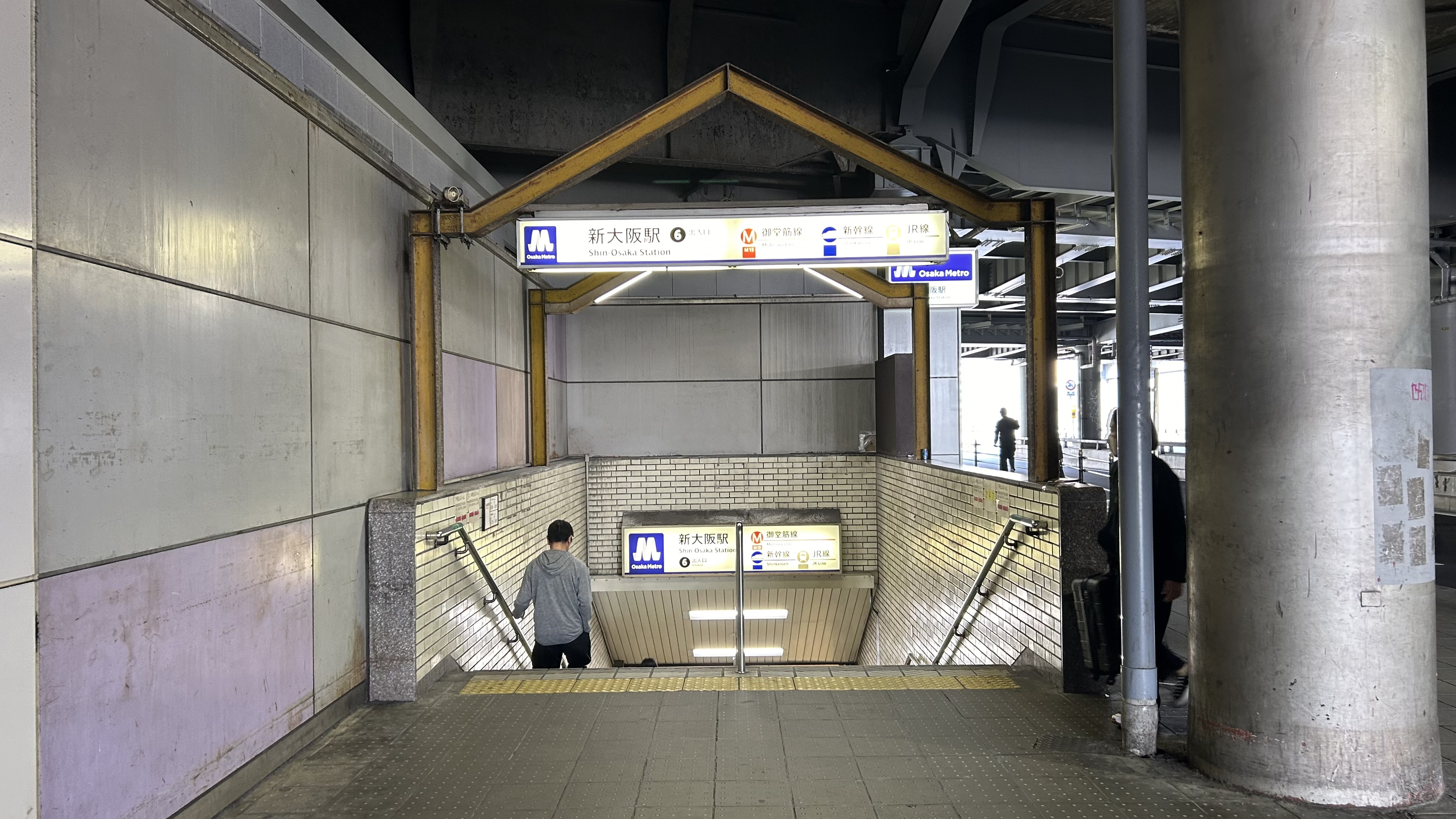
6号出入口（2025年4月）
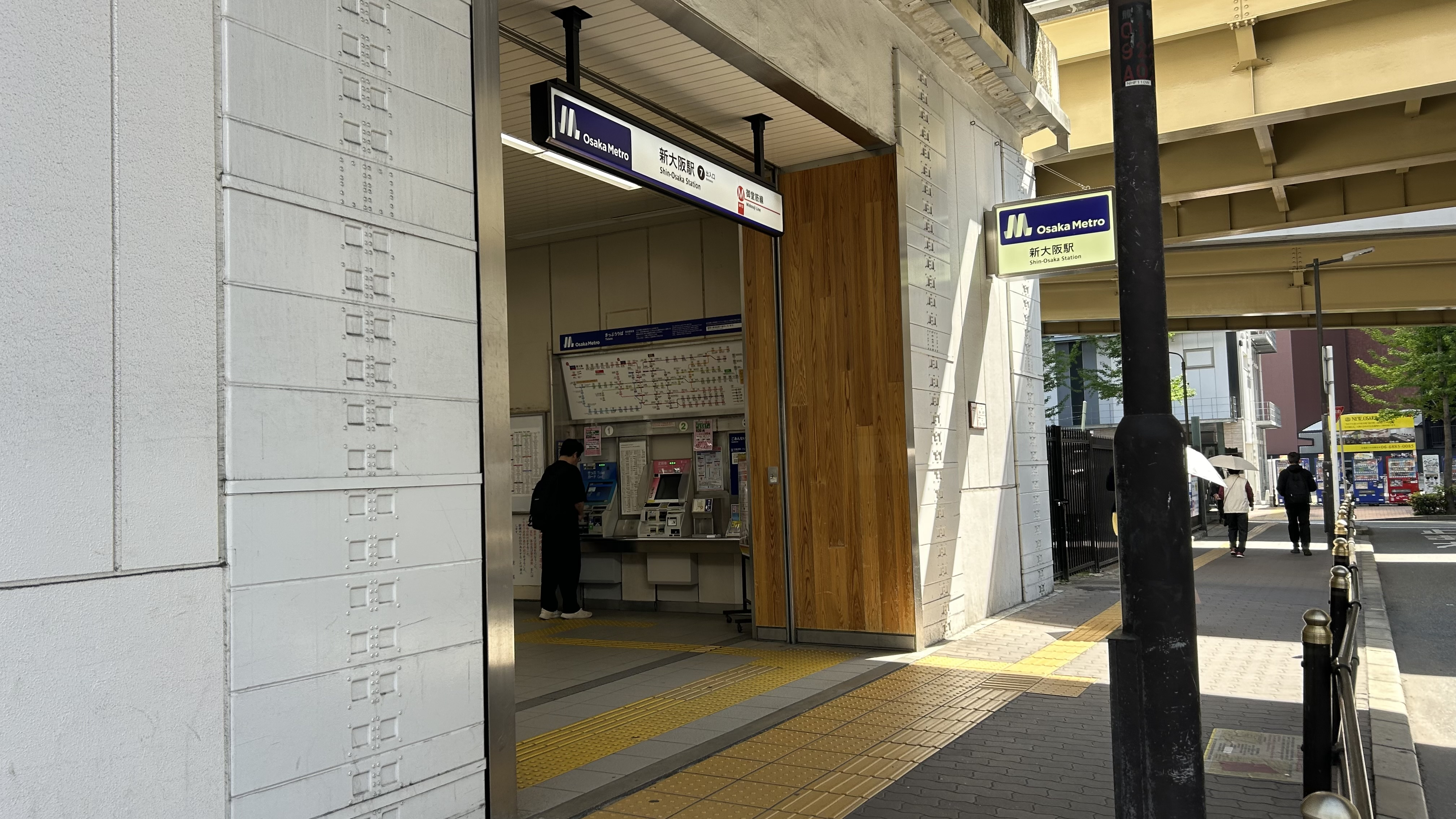
7号出入口（2025年4月）

## 駅弁
主な駅弁は下記の通り。
- あっちっちかにめしとすきやき弁当
- 特製幕之内御膳
- 牛めし 近江
- あなごめし
- 京阪神るるぶ弁当
- 神戸のすきやきとステーキ弁当
- 肉めし
- ひっぱりだこ飯
- 炭火焼牛カルビ重
- なにわ満載
- うま旅弁当
- 六甲山縦走弁当
- パンダくろしお弁当
- おむすび弁当
- 八角弁当

## 利用状況

### JR

#### 在来線駅
JR西日本管轄の在来線駅の2023年（令和5年）度の1日平均乗車人員は68,995人である。JR西日本全線では大阪駅・京都駅・天王寺駅・三ノ宮駅・京橋駅・鶴橋駅・広島駅に次ぐ8位。
各年度の1日平均乗車人員は下表の通り。
| 年度               | 1日平均 乗車人員 | 増減率 | 順位 | 定期利用状況 | 定期利用状況 | 出典            | 出典          |
| 年度               | 1日平均 乗車人員 | 増減率 | 順位 | 1日平均      | 定期率       | JR西日本        | 大阪府        |
| ------------------ | ---------------- | ------ | ---- | ------------ | ------------ | --------------- | ------------- |
| 1988年（昭和63年） | 58,064           |        |      | 14,570       | 25.1%        |                 | [ 大阪府 1 ]  |
| 1989年（平成元年） | 30,924           | -46.7% |      | 16,190       | 52.4%        |                 | [ 大阪府 1 ]  |
| 1990年（平成02年） | 34,200           | 10.6%  |      | 17,610       | 51.5%        |                 | [ 大阪府 2 ]  |
| 1991年（平成03年） | 36,094           | 5.5%   |      | 19,117       | 53.0%        |                 | [ 大阪府 3 ]  |
| 1992年（平成04年） | 38,347           | 6.2%   |      | 20,522       | 53.5%        |                 | [ 大阪府 4 ]  |
| 1993年（平成05年） | 39,159           | 2.1%   |      | 20,761       | 53.0%        |                 | [ 大阪府 5 ]  |
| 1994年（平成06年） | 39,753           | 1.5%   |      | 20,878       | 52.5%        |                 | [ 大阪府 6 ]  |
| 1995年（平成07年） | 43,266           | 8.8%   |      | 22,241       | 51.4%        |                 | [ 大阪府 7 ]  |
| 1996年（平成08年） | 43,880           | 1.4%   |      | 22,705       | 51.7%        |                 | [ 大阪府 8 ]  |
| 1997年（平成09年） | 43,052           | -1.9%  |      | 22,604       | 52.5%        |                 | [ 大阪府 9 ]  |
| 1998年（平成10年） | 42,244           | -1.9%  |      | 22,559       | 53.4%        |                 | [ 大阪府 10 ] |
| 1999年（平成11年） | 42,137           | -0.3%  |      | 22,649       | 53.8%        |                 | [ 大阪府 11 ] |
| 2000年（平成12年） | 42,631           | 1.2%   |      | 23,127       | 54.2%        |                 | [ 大阪府 12 ] |
| 2001年（平成13年） | 44,154           | 3.6%   |      | 24,023       | 54.4%        |                 | [ 大阪府 13 ] |
| 2002年（平成14年） | 44,509           | 0.8%   |      | 25,086       | 56.4%        |                 | [ 大阪府 14 ] |
| 2003年（平成15年） | 44,919           | 0.9%   |      | 25,679       | 57.2%        |                 | [ 大阪府 15 ] |
| 2004年（平成16年） | 45,276           | 0.8%   |      | 26,361       | 58.2%        |                 | [ 大阪府 16 ] |
| 2005年（平成17年） | 45,218           | -0.1%  |      | 26,481       | 58.6%        |                 | [ 大阪府 17 ] |
| 2006年（平成18年） | 46,437           | 2.7%   |      | 27,326       | 58.8%        |                 | [ 大阪府 18 ] |
| 2007年（平成19年） | 46,855           | 0.9%   |      | 27,798       | 59.3%        |                 | [ 大阪府 19 ] |
| 2008年（平成20年） | 47,365           | 1.1%   |      | 27,863       | 58.8%        |                 | [ 大阪府 20 ] |
| 2009年（平成21年） | 46,187           | -2.5%  |      | 27,205       | 58.9%        |                 | [ 大阪府 21 ] |
| 2010年（平成22年） | 47,674           | 3.2%   |      | 27,312       | 57.3%        |                 | [ 大阪府 22 ] |
| 2011年（平成23年） | 48,407           | 1.5%   |      | 27,173       | 56.1%        |                 | [ 大阪府 23 ] |
| 2012年（平成24年） | 49,839           | 3.0%   |      | 27,410       | 55.0%        |                 | [ 大阪府 24 ] |
| 2013年（平成25年） | 51,720           | 3.8%   | 13位 | 28,202       | 54.5%        | [ JR西日本 1 ]  | [ 大阪府 25 ] |
| 2014年（平成26年） | 53,150           | 2.8%   | 12位 | 28,241       | 53.1%        | [ JR西日本 2 ]  | [ 大阪府 26 ] |
| 2015年（平成27年） | 55,756           | 4.9%   | 12位 | 29,170       | 52.3%        | [ JR西日本 3 ]  | [ 大阪府 27 ] |
| 2016年（平成28年） | 58,487           | 4.9%   | 12位 | 30,453       | 52.1%        | [ JR西日本 4 ]  | [ 大阪府 28 ] |
| 2017年（平成29年） | 60,751           | 3.9%   | 12位 | 31,194       | 51.3%        | [ JR西日本 5 ]  | [ 大阪府 29 ] |
| 2018年（平成30年） | 63,469           | 4.5%   | 12位 | 31,789       | 50.1%        | [ JR西日本 6 ]  | [ 大阪府 30 ] |
| 2019年（令和元年） | 69,089           | 8.9%   | 10位 | 34,278       | 49.6%        | [ JR西日本 7 ]  | [ 大阪府 31 ] |
| 2020年（令和02年） | 46,284           | -33.0% | 12位 | 28,818       | 62.3%        | [ JR西日本 8 ]  | [ 大阪府 32 ] |
| 2021年（令和03年） | 49,564           | 7.1%   | 11位 | 28,306       | 57.1%        | [ JR西日本 9 ]  | [ 大阪府 33 ] |
| 2022年（令和04年） | 61,154           | 23.4%  | 8位  | 30,037       | 49.1%        | [ JR西日本 10 ] | [ 大阪府 34 ] |
| 2023年（令和05年） | 68,995           | 12.8%  | 8位  | 32,217       | 46.7%        | [ JR西日本 11 ] | [ 大阪府 35 ] |

#### 新幹線駅
JR東海管轄の新幹線駅の同年度の1日平均乗車人員は79,000人、乗降人員は158,539人である。JR東海全線では名古屋駅・東京駅に次ぐ3位。
各年度の1日平均乗車・乗降人員は下表の通り。乗車人員については1000人単位でしか記載されていない年度が多いが、一部1の位まで判明している年度もある。また「データで見るJR西日本」では2022年度分まで東海の数値も参考資料として公表していたが、2023年度分では公表されていない。
| 年度               | 1日平均  | 1日平均  | 順位 | 出典           | 出典         | 出典            |
| 年度               | 乗車人員 | 乗降人員 | 順位 | ファクト       | 報告書       | JR西日本        |
| ------------------ | -------- | -------- | ---- | -------------- | ------------ | --------------- |
| 2013年（平成25年） | 72,190   |          | 3位  |                |              | [ JR西日本 1 ]  |
| 2014年（平成26年） | 74,000   |          | 3位  |                |              | [ JR西日本 2 ]  |
| 2015年（平成27年） | 78,000   |          | 3位  |                |              | [ JR西日本 3 ]  |
| 2016年（平成28年） | 79,000   |          | 3位  |                |              | [ JR西日本 4 ]  |
| 2017年（平成29年） | 81,863   |          | 3位  |                |              | [ JR西日本 5 ]  |
| 2018年（平成30年） | 84,467   |          | 3位  |                |              | [ JR西日本 6 ]  |
| 2019年（令和元年） | 79,514   |          | 3位  | [ ファクト 1 ] |              | [ JR西日本 7 ]  |
| 2020年（令和02年） | 29,359   | 58,719   | 5位  | [ ファクト 1 ] | [ 報告書 1 ] | [ JR西日本 8 ]  |
| 2021年（令和03年） | 47,000   | 77,967   | 5位  | [ ファクト 2 ] | [ 報告書 2 ] | [ JR西日本 9 ]  |
| 2022年（令和04年） | 66,000   | 132,965  | 3位  | [ ファクト 3 ] | [ 報告書 3 ] | [ JR西日本 10 ] |
| 2023年（令和05年） | 79,000   | 158,539  | 3位  | [ ファクト 4 ] | [ 報告書 4 ] |                 |

### Osaka Metro
2024年11月12日の1日乗降人員は151,695人（乗車人員：76,222人、降車人員：75,473人）である。同社の駅では第8位であり、御堂筋線の乗り入れる駅では梅田駅・なんば駅・天王寺駅・淀屋橋駅・本町駅・心斎橋駅（四ツ橋駅と合算）に次ぐ全20駅中第7位である。
各年度の特定日における利用状況は下表の通りである。なお1969・1995年度の調査については、それぞれ1970・1996年に行われている（会計年度上1969・1995年度となる）。
| 年度               | 調査日   | 乗車人員 | 降車人員 | 乗降人員 | 出典          | 出典          |
| 年度               | 調査日   | 乗車人員 | 降車人員 | 乗降人員 | メトロ        | 大阪府        |
| ------------------ | -------- | -------- | -------- | -------- | ------------- | ------------- |
| 1966年（昭和41年） | 11月08日 | 14,117   | 15,462   | 29,579   |               | [ 大阪府 36 ] |
| 1967年（昭和42年） | 11月14日 | 15,407   | 15,463   | 30,870   |               | [ 大阪府 37 ] |
| 1968年（昭和43年） | 11月12日 | 16,095   | 16,702   | 32,797   |               | [ 大阪府 38 ] |
| 1969年（昭和44年） | 01月27日 | 16,389   | 15,756   | 32,145   |               | [ 大阪府 39 ] |
| 1970年（昭和45年） | 11月06日 | 24,409   | 24,922   | 49,331   |               | [ 大阪府 40 ] |
| 1972年（昭和47年） | 11月14日 | 25,714   | 27,500   | 53,214   |               | [ 大阪府 41 ] |
| 1975年（昭和50年） | 11月07日 | 38,213   | 39,167   | 77,380   |               | [ 大阪府 42 ] |
| 1977年（昭和52年） | 11月18日 | 34,266   | 35,503   | 69,769   |               | [ 大阪府 43 ] |
| 1981年（昭和56年） | 11月10日 | 37,444   | 39,023   | 76,467   |               | [ 大阪府 44 ] |
| 1985年（昭和60年） | 11月12日 | 38,402   | 40,866   | 79,268   |               | [ 大阪府 45 ] |
| 1987年（昭和62年） | 11月10日 | 44,428   | 47,973   | 92,401   |               | [ 大阪府 46 ] |
| 1990年（平成02年） | 11月06日 | 54,522   | 57,043   | 111,565  |               | [ 大阪府 2 ]  |
| 1995年（平成07年） | 02月15日 | 54,111   | 57,201   | 111,312  |               | [ 大阪府 7 ]  |
| 1998年（平成10年） | 11月10日 | 53,429   | 54,677   | 108,106  |               | [ 大阪府 10 ] |
| 2007年（平成19年） | 11月13日 | 65,622   | 66,954   | 132,576  |               | [ 大阪府 19 ] |
| 2008年（平成20年） | 11月11日 | 62,684   | 64,583   | 127,267  |               | [ 大阪府 20 ] |
| 2009年（平成21年） | 11月10日 | 60,883   | 61,248   | 122,131  |               | [ 大阪府 21 ] |
| 2010年（平成22年） | 11月09日 | 60,756   | 61,978   | 122,734  |               | [ 大阪府 22 ] |
| 2011年（平成23年） | 11月08日 | 60,640   | 61,630   | 122,270  |               | [ 大阪府 23 ] |
| 2012年（平成24年） | 11月13日 | 62,337   | 62,658   | 124,995  |               | [ 大阪府 24 ] |
| 2013年（平成25年） | 11月19日 | 63,579   | 64,862   | 128,441  | [ メトロ 1 ]  | [ 大阪府 25 ] |
| 2014年（平成26年） | 11月11日 | 66,261   | 67,485   | 133,746  | [ メトロ 2 ]  | [ 大阪府 26 ] |
| 2015年（平成27年） | 11月17日 | 70,602   | 72,419   | 143,021  | [ メトロ 3 ]  | [ 大阪府 27 ] |
| 2016年（平成28年） | 11月08日 | 69,491   | 69,750   | 139,241  | [ メトロ 4 ]  | [ 大阪府 28 ] |
| 2017年（平成29年） | 11月14日 | 73,407   | 75,065   | 148,472  | [ メトロ 5 ]  | [ 大阪府 29 ] |
| 2018年（平成30年） | 11月13日 | 75,238   | 76,240   | 151,478  | [ メトロ 6 ]  | [ 大阪府 30 ] |
| 2019年（令和元年） | 11月12日 | 76,276   | 75,973   | 152,249  | [ メトロ 7 ]  | [ 大阪府 31 ] |
| 2020年（令和02年） | 11月10日 | 53,632   | 52,985   | 106,617  | [ メトロ 8 ]  | [ 大阪府 32 ] |
| 2021年（令和03年） | 11月16日 | 55,294   | 54,868   | 110,162  | [ メトロ 9 ]  | [ 大阪府 33 ] |
| 2022年（令和04年） | 11月15日 | 62,871   | 62,948   | 125,819  | [ メトロ 10 ] | [ 大阪府 34 ] |
| 2023年（令和05年） | 11月07日 | 70,110   | 69,787   | 139,897  | [ メトロ 11 ] | [ 大阪府 35 ] |
| 2024年（令和06年） | 11月12日 | 76,222   | 75,473   | 151,695  | [ メトロ 12 ] |               |

## 駅周辺

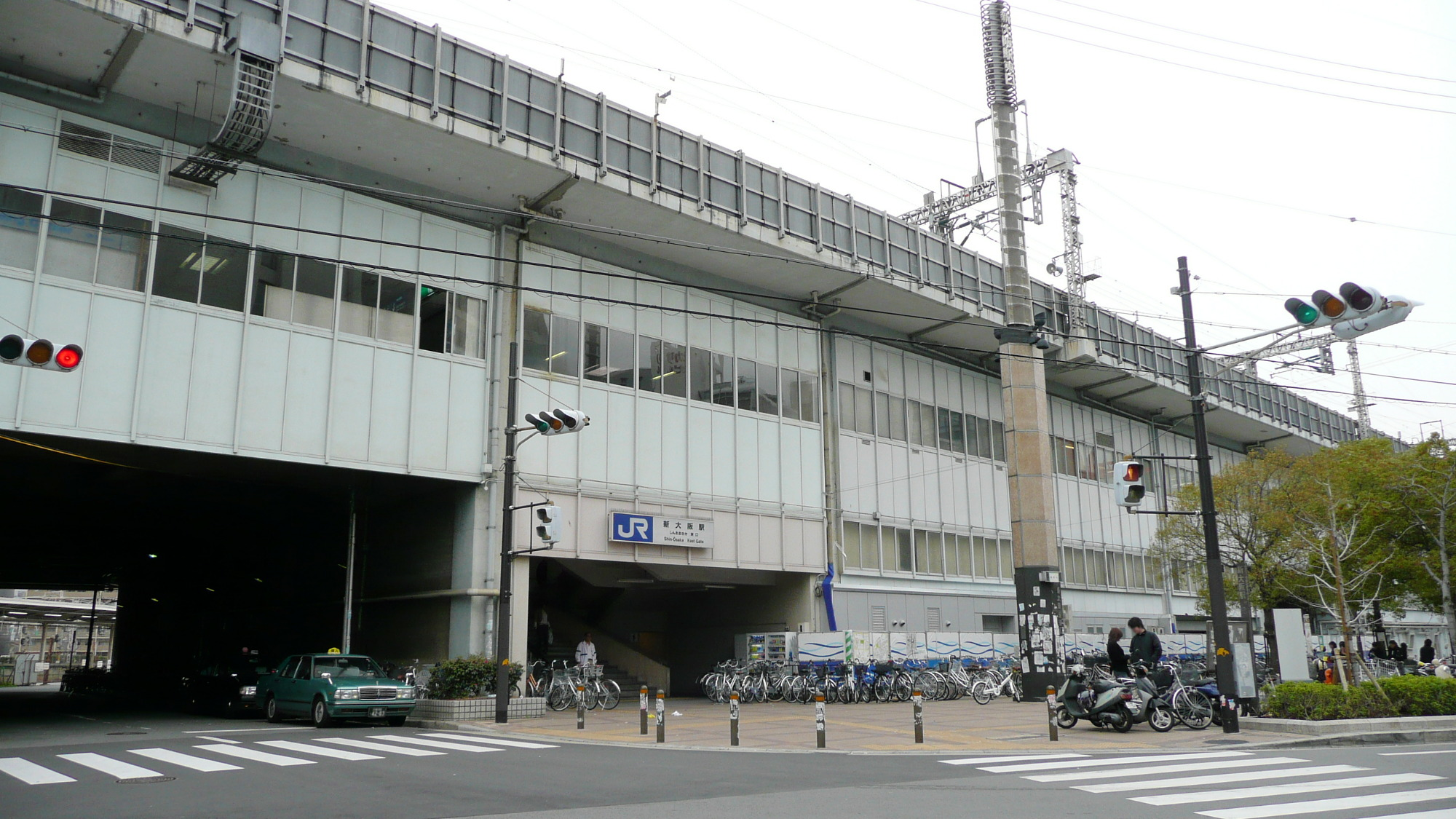
東口（2008年3月）

駅周辺は住宅地（高層マンション）、オフィスビル、ビジネスホテルなどが立ち並んでいる。梅田の中心地である大阪駅ほどではないが、駅構内は乗り換え客で賑わっている。ただし、新幹線から中心市街地へ移動するための乗り換え駅としての役割が強いため、市内中心部の梅田（キタ）や難波（ミナミ）、天王寺などとと比較すると駅ナカを除いて商業施設はかなり少なく、繁華街としての性格はない。
1990年代以降再開発が進み、駅周辺には超高層ビルが建設されているが、いずれも高さ100m程度に抑えられており、梅田を抱える大阪駅周辺と比べるとかなり低い。これは駅上空が大阪国際空港（伊丹空港）に着陸する航空機の標準計器到着方式のコースに当たり、航空法により高さ制限が設定されているためである。
淀川・東淀川区境となる東海道本線が地上線であること、淀川区側を新御堂筋が縦断することもあって、東淀川区側は人通りが少なく住宅地が広がっている。

### 駅構内
駅構内は1階にレストラン街、2階に売店・カフェ、3階にエキマルシェなどの多数の土産物品店が入居している。

### 北西側（淀川区宮原）
- 新大阪阪急ビル
- 大阪回生病院
- コートヤード・バイ・マリオット 新大阪ステーション
- 滋慶医療科学大学
- 大阪府立東淀川高等学校
- SORA新大阪21
- 北大阪病院
- 新大阪センイシティー

宿泊施設や教育機関が多い。
Osaka Metro東三国駅までは徒歩10分程度。

### 南西側（淀川区西中島）
- 大阪新幹線運転所
- 大阪新幹線車掌所
- 大阪仕業検査車両所新大阪支所

宿泊施設やオフィスビルが多い。
Osaka Metro西中島南方駅と阪急南方駅まではいずれも徒歩10分程度。

### 北東側（東淀川区西淡路）
宿泊施設などもあるが基本的には住宅地。
JR東淀川駅までは徒歩8分程度。

### 南東側（東淀川区東中島）
- 中島惣社
- 崇禅寺

宿泊施設などもあるが基本的には住宅地。
阪急崇禅寺駅までは徒歩13分程度。

## バス路線
正面口（南口）・北口・東口の3箇所にバス停留所が設置されている。なお、東口にあるバス停は地下鉄駅からかなり離れている。北口には阪急バスグループの高速バスターミナルが設けられている。
なお、中国ハイウェイバスは新御堂筋北行きの側道に停留所を設けている他、地下鉄の駅では新大阪駅北口バス停付近に設置されている「宮原四丁目」バス停を最寄りバス停として案内されている。

### 正面口（南口）
阪急観光バス
- 1番のりば
  - 大阪空港 行

西日本JRバス・神姫バス
- 2番のりば
  - 中国ハイウェイバス：西脇・北条・津山 発（降車のみ）

なお、湯快リゾートの送迎バスは正面口向かいの駐車場から発車する。

### 阪急高速バス新大阪ターミナル（北口）

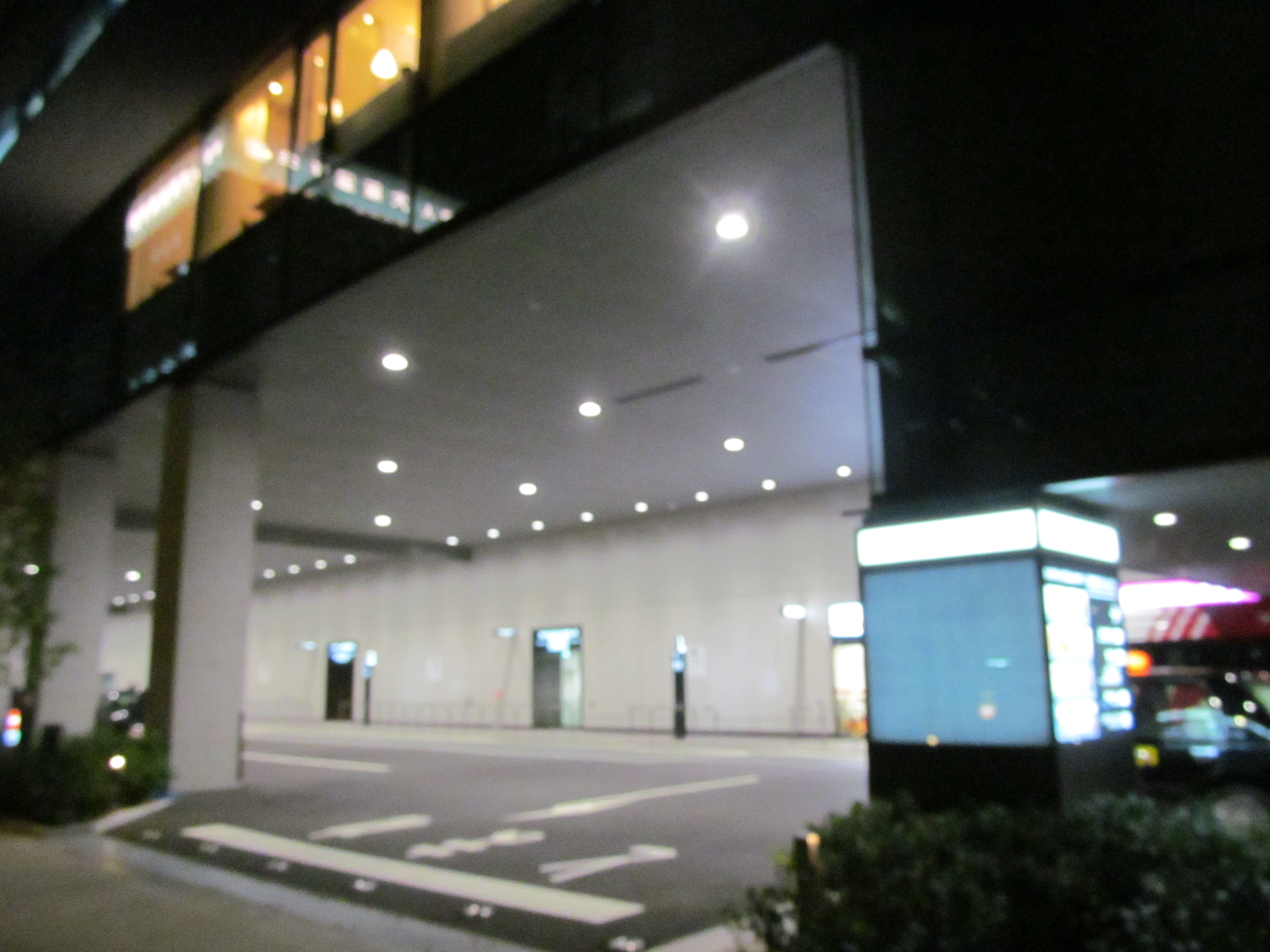
阪急新大阪バスターミナル（2012年10月31日より営業開始）

2012年10月31日までは新御堂筋の西側（御堂筋線の西側、山陽新幹線の高架北側）に所在したが、現在は新大阪阪急ビル1階へ移転し、JR・大阪市営地下鉄の両駅舎と直結して利便性が改善された。
阪急バス
- 50系統（阪北線）：柴原阪大前駅（市立豊中病院前）行

阪急観光バス
- 有馬急行線：有馬温泉 行（うち1便は新御堂筋北行きの乗場から発車）
- 大阪・関西万博会場シャトルバス：西ゲートバスターミナル 行
- 高速バス（共同運行会社含む）
  - 有馬温泉、富山、松本、伊那市・箕輪、天橋立・宮津、和田山・城崎温泉、松江駅・出雲市駅、中国新見・三次、高知、松山・八幡浜  各方面

阪神バス
- 高速バスサラダエクスプレス
  - 城辺・宇和島 発（夜行便到着のみ）

全但バス
- 特急バス
  - 和田山・湯村温泉 行

日本交通
- 高速バス
  - 舞鶴 行
  - 倉吉 行

アルピコ交通
- 高速バス 渋谷新宿池袋線・さわやか信州号・アルペン諏訪号・アルペン長野号
  - 新宿・渋谷・池袋、上高地、上諏訪・茅野、長野 各方面

しずてつジャストライン
- 高速バス 静岡大阪線（京都大阪ライナー）
  - 静岡・清水 行

京成バス
- 高速バス
  - 横浜・東京・TDR・海浜幕張 行

### 新御堂筋北行副道上のりば
西日本JRバス・神姫バス
- 中国ハイウェイバス：西脇・社・北条・津山 行（乗車のみ）

阪急バス
- 有馬急行線：有馬温泉 行（1便のみ）

### 北口（新大阪駅北口バス停）
大阪シティバス
- 39号系統：野田阪神前 行

大阪バス
- 新大阪駅 - 帝国ホテル大阪 - ホテルニューオータニ大阪線：大阪城・ホテルニューオータニ大阪 行[79][80]

神姫バス
- （高速）関西学院大学 行
- （高速）ゆりのき台4丁目 行
- （高速）神戸三田プレミアムアウトレット 行
- （関学エクスプレス）関西学院大学 行
- （直行）関西記念墓園 行

神姫観光バス
- LimonBus：東京ディズニーランド・池袋サンシャインシティ 行

平成エンタープライズ
- VIPライナー：関東方面 行[81]

### 東口（新大阪駅東口バス停）
大阪シティバス
- 11号系統：東淀川区役所前 行
- 41号系統：大阪駅前 行／榎木橋 行

### 宮原四丁目バス停
大阪シティバス
- 39号系統：野田阪神前 行
- 41号系統：大阪駅前 行／榎木橋 行

## エピソード
- 国鉄時代、特急・急行の一部と新快速は当駅を通過していたため、通過すると知らずに誤乗する乗客が多かった。その後、複々線区間での新快速の走行線路が内側線から外側線への変更で京都駅 - 大阪駅間の29分運転が維持できることにより、1985年3月14日から「新快速」が当駅に停車するようになり、JR発足後は東海道・山陽新幹線との接続を重視して徐々に停車列車を増やし、在来線のほとんどの列車が停車するほか、当駅を始発・終着とする優等列車もある。
- JRで当駅から姫路駅以遠（山陽本線英賀保駅・姫新線播磨高岡駅・播但線京口駅方面）の駅までの運賃は、姫路駅を経由する場合に限り、大阪駅からの営業キロで計算する特例がある[82]。当駅 - 大阪駅間の3.8kmは計算に入れず、乗車券上の表示も発駅の場合は大阪市内発着となる場合を除き、「新大阪・大阪」、着駅の場合は「大阪・新大阪」となる。大阪駅から乗車する場合も、この乗車券で新大阪駅を経由して山陽新幹線に乗車することができる。
- 西明石駅以西と大阪駅以南（大阪環状線方面）の各駅相互間の定期乗車券は、新幹線は当駅まで乗車できるが、当駅では途中下車できない。
- JR西日本・JR東海の駅は第4回近畿の駅百選に選定されている。
- 1日平均約3,600台のタクシーが集まるが、当駅と新御堂筋を結ぶ進入路は2車線のみである。そのため客待ちのタクシーが1列を、客を降ろすタクシーが1列を占有するため、終電間近になると進入路において慢性的な渋滞が発生する。この影響で、金曜日の終電間近にはせっかくタクシーで来たのに終電に乗り遅れる人や、それを避けるためにタクシーを降りて進入路を走っている人がよく見かけられる。これを受けて、国土交通省近畿運輸局と大阪府内のタクシー協会では、2008年6月5日から客待ちタクシーの乗り入れ規制を実施している。周辺の渋滞が激しい木曜日と金曜日に限り、奇数日は奇数ナンバー、偶数日は偶数ナンバーのタクシーに客待ちを限定している。ただし業界の自主規制であるため罰則はなく、運輸局が違反した事業者名と運転手名を公表するに留まる[83]。初日である6月5日は、従来タクシーが客を乗せるまで1時間程度待っていたのが、5分から10分程度に短縮されるという効果があったという[84]。運輸局では、降車レーンを2車線に増設することも検討している[83]。
- 2005年7月26日に身体に悪影響があるとして問題となっているアスベストが3階のコンコースで使用されていたことが判明したが、2018年の駅改良工事完了の際に除去された。

## 隣の駅
※ ()内は駅番号を示す。新幹線と特急・急行列車の停車駅は各列車記事を参照。
東海旅客鉄道（JR東海）
 東海道新幹線
京都駅 -  新大阪駅 - （山陽新幹線〈JR西日本〉）
西日本旅客鉄道（JR西日本）
 山陽新幹線
（東海道新幹線〈JR東海〉） - 新大阪駅 - 新神戸駅
 JR京都線（東海道本線）
- 特急「サンダーバード」「はるか」「くろしお」「スーパーはくと」「ひだ」「らくラクびわこ」「らくラクはりま」停車駅
- 特急「こうのとり」「らくラクやまと」発着駅

■新快速
高槻駅 (JR-A38) - 新大阪駅 (JR-A46) - 大阪駅 (JR-A47)
■快速
茨木駅 (JR-A41) - 新大阪駅 (JR-A46) - 大阪駅 (JR-A47)
■普通
東淀川駅 (JR-A45) - 新大阪駅 (JR-A46) - 大阪駅 (JR-A47)
 おおさか東線
- 特急「まほろば」停車駅
- 臨時快速「エキスポライナー」停車駅

■直通快速
大阪駅（うめきたエリア）(JR-F01) - 新大阪駅 (JR-F02) - JR淡路駅 (JR-F04)
■普通
大阪駅（うめきたエリア）(JR-F01) - 新大阪駅 (JR-F02) - 南吹田駅 (JR-F03)
東海道本線貨物支線（梅田貨物線、旅客列車は特急「はるか」「くろしお」のみ経由）
（貨）吹田貨物ターミナル駅 - 新大阪駅 (JR-A46) - 大阪駅（うめきたエリア）(JR-A47・JR-O11)
大阪市高速電気軌道 (Osaka Metro)
 御堂筋線
東三国駅 (M12) - 新大阪駅 (M13) - 西中島南方駅 (M14)

### 記事本文